# Masléon
Masléon est une commune française située dans le département de la Haute-Vienne, en région Nouvelle-Aquitaine.
Le bourg est issu d’une bastide, la plus septentrionale de toutes (sauf Villeneuve-le-Comte et Montferrand (quartier)), créée par Philippe IV le Bel, en 1289, dont il n’a gardé que la structure de ses rues parallèles et perpendiculaires. La commune englobe aujourd'hui une ancienne enclave de la commune voisine (Roziers-Saint-Georges) qui lui est rattachée en 1833.

## Géographie

### Situation

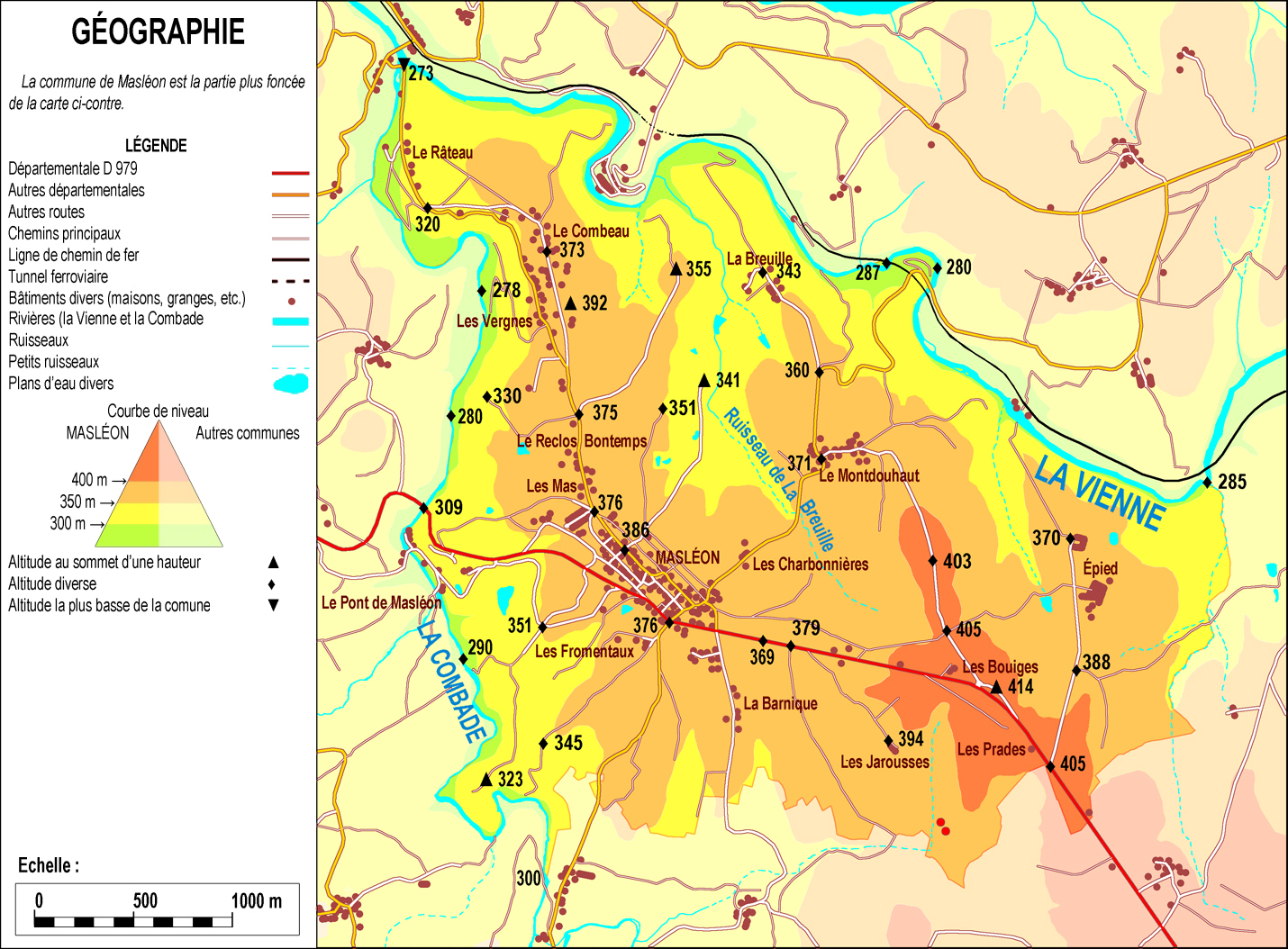
Géographie de Masléon.

La commune de Masléon, dont le nom doit se prononcer mâ-léon, est située au nord-ouest du Massif central, sur les contreforts occidentaux du plateau de Millevaches. Elle se trouve dans le sud-est de la Haute-Vienne, et sur la rive gauche de la Vienne. Elle est à 25 km à l’est de Limoges, 50 km au sud - sud-ouest de Guéret, 55 km au nord - nord-ouest de Tulle, 65 km au nord de Brive-la-Gaillarde et environ 9 km au nord-ouest du centre géographique de la région Limousin (situé dans la commune de Châteauneuf-la-Forêt).
La commune fait partie du canton de Châteauneuf-la-Forêt, depuis 1801, et en 2015 elle intégrera le nouveau canton d'Eymoutiers. Elle fait partie de la communauté de communes Briance-Combade, depuis sa création le 11 décembre 2002, et du Pays des Monts et Barrages, depuis sa création en 1979. Elle fait aussi partie de l’aire urbaine de Limoges, depuis au moins 1999, elle en est l'une des communes limitrophes le plus à l’est avec Roziers-Saint-Georges et, depuis 2009, Linards, les seules autres communes du canton de Châteauneuf-la-Forêt à en faire partie.

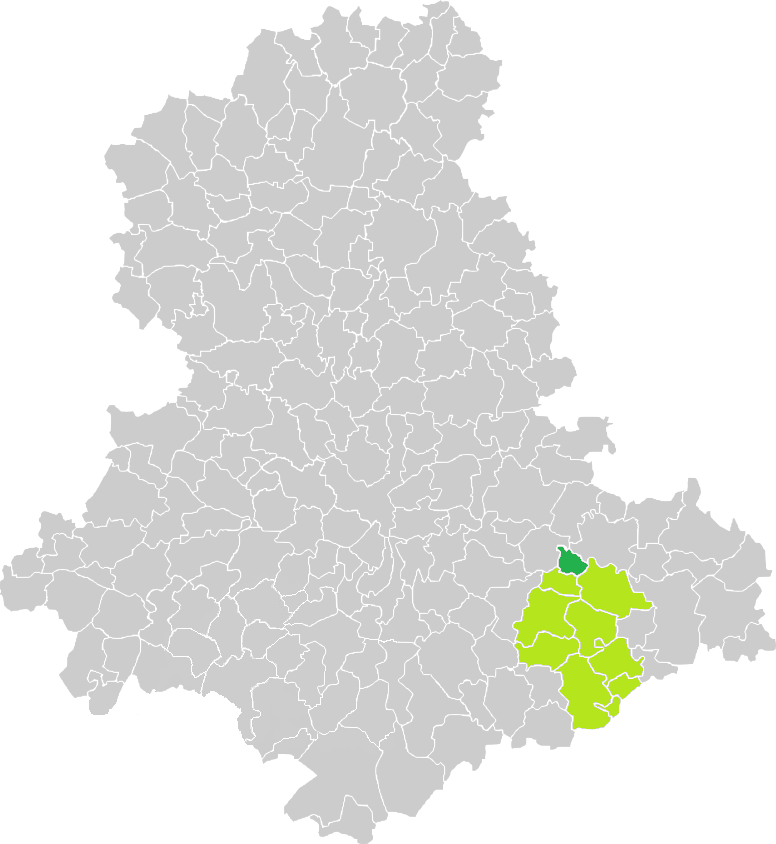
Situation de la commune de Masléon en Haute-Vienne.

La commune de Masléon a une superficie de 8,72 km2 et avait 282 habitants en 2020.  La commune s'inscrit dans un rectangle, presque carré, de 3,74 km (d'est en ouest) sur 3,68 km (du sud au nord).

### Communes limitrophes
Les communes limitrophes sont  Bujaleuf, Neuvic-Entier, Roziers-Saint-Georges et Saint-Denis-des-Murs.
| Saint-Denis-des-Murs  |         | Bujaleuf      |
|                       | Masléon |               |
| Roziers-Saint-Georges |         | Neuvic-Entier |

### Géologie
Cette notice est issue de l'étude de la carte géologique disponible sur le site www.geoportail.gouv.fr et de la notice de la carte n° 689 - Saint-Léonard-de-Noblat dont fait partie la commune.
Le sol de la commune se compose de roches datant de la création du Massif central, dans les deux dernières périodes du Paléozoïque (ou ère primaire) le Carbonifère et le Permien, soit il y a de 358 à 253 millions d'années. Cette période est celle de la collision des continents qui vont former le super-continent Pangée. Seules des petites zones dans les vallées de la Vienne et de la Combade se composent d'alluvions récents.
La partie principale de la commune, environ 80 % de sa superficie, a un sol composé de roches métamorphiques (ayant subi des variations de texture et minérale du fait de la pression et de la température). Il s’agit principalement de gneiss, une roche contenant du quartz, du mica, des feldspaths, le tout suffisamment gros pour être identifié à l'œil nu et dans une structure en feuilles successives. Il s'agit d'un gneiss schisteux. Cette zone de gneiss est entaillée de neuf zones d'un autre gneiss, le gneiss ocellaire massif. Une autre zone, légèrement en arc de cercle de 700 m sur 120, comprise entre Les Fromentaux et la limite de la commune contient de l'amphibolite, une autre roche métamorphique. Ces dix zones induisent des risques de mouvements de terrains pouvant toucher les habitations (voir la section Risques naturels et technologiques).
Le reste de la commune se compose de roches plutoniques (formées en plusieurs milliers d’années par un très lent processus de refroidissement du magma en profondeur). Il s’agit principalement, sur la commune, de diorite, une roche très dure (la plus dure après le diamant), dans sa variante dite quartzique (car composée de 11 % de quartz). Elle se retrouve dans une zone d’environ 3 km2, traversée par la Combade à partir de Pont de Masléon et vers l’amont, à cheval sur les communes de Masléon, Roziers-Saint-Georges et Saint-Denis-des-Murs, en trois zones aux surfaces proches.
On trouve aussi dans la commune du granite, une autre roche plutonique, dans trois petites zones. La première est incluse dans la zone de diorite, avec une zone de gneiss voisine, à cheval, comme elle, sur Masléon et Roziers-Saint-Georges, au nord de Lacour (au total environ 2 ha). Les deux autres zones de granites sont l’une dans le village des Vergnes (environ 3 ha) et l’autre forme une bande de 500 m sur 30, orientée nord-sud, à l’est du Mondouhaut.

### Relief
Le relief de Masléon se compose principalement d’un plateau central qui occupe plus de la moitié de sa superficie. Les altitudes de celui-ci varient d'environ 330 m et 390 m. Le bourg fait partie de ce plateau. Son point culminant, la place de l'Église, est à 386 m, et la mairie, qui est dans sa partie la plus basse, se trouve 10 m plus bas. Le plateau central de la commune s’incline vers le Nord et l'Ouest, souvent par des pentes fortes, vers les vallées de la Vienne et la Combade. La Vienne commence à border la commune à environ 285 m d'altitude et la Combade fait de même à environ 302 m. Leur point de confluence est à une altitude de 273 m. C'est le point le plus bas de la commune.
Le plateau central est lui-même surplombé par un plateau plus vaste, bordé lui aussi par la Combade et la Vienne. Il s’étend dans la majeure partie de la commune de Neuvic-Entier (dont la superficie est de 39,34 km2). Seule sa partie la plus au nord-ouest est dans la commune de Masléon. Il y atteint une altitude de 414 m. C'est le point culminant de la commune de Masléon.

### Hydrographie
Les données sur les débits sont issues de la banque Hydro, qui regroupe les données de 3 500 stations de mesures (dont 2 400 en service) sur toute la France. Sont concernées ici les stations de mesures d'Eymoutiers, la dernière en amont de Masléon sur la Vienne (en fonction depuis 1994), de Masléon, sur la Combade à son point de confluence avec la Vienne (en fonction de 1967 à 2002) et de Roziers-Saint-Georges, sur la Combade au pont de Soumagnas (en fonction depuis 2001).
La commune est bordée par la Vienne sur 5 530 m au nord, jusqu'à son point de confluence avec la Combade (avec un passage de quelques mètres dans la commune aux Trois Ponts). Sur cette distance sa pente moyenne est d'environ 0,22 %. Le nom de la Vienne est issu de la racine indo-européenne Vig ou Veg (humide) et le suffixe gaulois enna. Son débit moyen est, à Eymoutiers, de 6,64 m3/s. La Vienne a connu, depuis l'ouverture de la station de mesure d'Eymoutiers, un débit maximum instantané de 148 m3/s (juillet 2001) et un débit minimum de 1,04 m3/s (août 2003).
| Situation de la station | Janvier | Février | Mars | Avril | Mai  | Juin | Juillet | Août | Sept. | Oct. | Nov. | Déc. | Année |
| ----------------------- | ------- | ------- | ---- | ----- | ---- | ---- | ------- | ---- | ----- | ---- | ---- | ---- | ----- |
| Eymoutiers              | 11,1    | 10,67   | 9,73 | 8,47  | 7,43 | 5    | 4,01    | 2,51 | 2,39  | 3,34 | 6,59 | 8,7  | 6,64  |

La commune est aussi bordée, à l’ouest, par la Combade sur 5 430 m, et ce jusqu'à son point de confluence avec la Vienne. Sur cette distance sa pente moyenne est d'environ 0,53 %, ce qui fait environ 2,4 fois celle de la Vienne. Son nom vient de l’occitan comba (vallée étroite). C'est le premier affluent important de la Vienne. La Combade mesure 40,8 km de long. Son bassin versant couvre 188 km2 et environ 40 % de la superficie de la commune de Masléon. La Combade a un débit moyen de 3,7 m3/s à son point de confluence avec la Vienne, soit environ 56 % de celui de cette rivière à ce même point. La Combade a connu, depuis 1967, un débit maximum instantané de 41,5 m3/s (janvier 1982) et un minimum de 0,304 m3/s (septembre 1979). En 2011, la Combade connaît sa pire année depuis 1967. Les débits moyens de 6 de ses 12 mois (de mars à juillet et octobre) furent les plus faibles moyennes jamais calculées pour ces mêmes mois.
| Situation de la station | Janvier | Février | Mars | Avril | Mai  | Juin | Juillet | Août | Sept. | Oct. | Nov. | Déc. | Année |
| ----------------------- | ------- | ------- | ---- | ----- | ---- | ---- | ------- | ---- | ----- | ---- | ---- | ---- | ----- |
| Masléon                 | 5,75    | 6,33    | 5,25 | 5,07  | 4,13 | 2,94 | 1,86    | 1,44 | 1,65  | 2,25 | 3,29 | 4,64 | 3,7   |
| Roziers-St-Georges      | 5,51    | 6       | 5,02 | 4,84  | 3,95 | 2,86 | 1,78    | 1,38 | 1,5   | 1,99 | 3,05 | 4,4  | 3,51  |

La Vienne et la Combade sont classées, pour la pêche, en cours d'eau de première catégorie. Cela indique que le peuplement piscicole dominant est constitué de salmonidés, notamment, pour ces deux rivières, la truite fario et l'ombre. Ces rivières sont aussi riches en goujon, des cyprinidés. La classification en première catégorie indique aussi que la pêche à l'asticot y est interdite.
La commune de Masléon est aussi bordée, imparfaitement, par un petit ruisseau, de 2,2 km de long, à l’est, jusqu'à son point de confluence avec la Vienne, à l'arrivée de celle-ci dans Masléon. La commune est traversée par divers autres petits ruisseaux, qui prennent leurs sources dans son territoire. Le principal est celui de la Breuille, long de 2,5 km, intégralement dans Masléon (un affluent de la Vienne).

### Paysage
Les Atlas des paysages, qui sont réalisés dans toute la France, permettent de recenser et de qualifier les paysages de chaque région. Ils divisent les zones concernées en unités paysagères ayant chacune des caractéristiques propres. Ces mêmes unités paysagères sont parfois subdivisées deux parties connaissant quelques variantes.
L'Atlas des paysages du Limousin situe Masléon dans l'unité paysagère dite des Collines limousines de Vienne-Briance. La topographie de cette unité paysagère se compose de larges plateaux coupés de vallées profondes et étroites (celles de la Vienne et de la Combade pour Masléon), Les toits des bâtiments sont traditionnellement de tuiles romaines à section semi-circulaire, utilisée sur des toitures à faible pente. L'ardoise recouvre cependant aujourd'hui de nombreux bâtiments de la commune. Dans cette moitié nord-est de cette unité paysagère, l'arbre marque le paysage, dans les bois et forêts, qui sont nombreux (près de 30 % de la superficie de la commune), ainsi que dans les haies qui, comme dans tous les paysages de bocages, sont nombreuses

### Climat
Pour des articles plus généraux, voir Climat de la Nouvelle-Aquitaine et Climat de la Haute-Vienne.
Historiquement, la commune est exposée à un climat océanique limousin.  
En 2020, Météo-France publie une typologie des climats de la France métropolitaine dans laquelle la commune est dans une zone de transition entre le climat océanique altéré et le climat de montagne et est dans la région climatique  Ouest et nord-ouest du Massif Central, caractérisée par une pluviométrie annuelle de 900 à 1 500 mm, maximale en automne et en hiver.
Pour la période 1971-2000, la température annuelle moyenne est de 11,2 °C, avec une amplitude thermique annuelle de 15 °C. Le cumul annuel moyen de précipitations est de 1 159 mm, avec 13,2 jours de précipitations en janvier et 8,1 jours en juillet. Pour la période 1991-2020, la température moyenne annuelle observée sur la station météorologique la plus proche, située sur la commune d'Eymoutiers à 14 km à vol d'oiseau, est de 11,4 °C et le cumul annuel moyen de précipitations est de 1 170,3 mm,. Pour l'avenir, les paramètres climatiques de la commune estimés pour 2050 selon différents scénarios d’émission de gaz à effet de serre sont consultables sur un site dédié publié par Météo-France en novembre 2022.

## Urbanisme

### Typologie
Au 1er janvier 2024, Masléon est catégorisée commune rurale à habitat dispersé, selon la nouvelle grille communale de densité à sept niveaux définie par l'Insee en 2022.
Elle est située hors unité urbaine. Par ailleurs la commune fait partie de l'aire d'attraction de Limoges, dont elle est une commune de la couronne,. Cette aire, qui regroupe 127 communes, est catégorisée dans les aires de 200 000 à moins de 700 000 habitants,.

### Occupation des sols
L'occupation des sols de la commune, telle qu'elle ressort de la base de données européenne d’occupation biophysique des sols Corine Land Cover (CLC), est marquée par l'importance des territoires agricoles (58,8 % en 2018), une proportion sensiblement équivalente à celle de 1990 (58,6 %). La répartition détaillée en 2018 est la suivante : 
prairies (54,3 %), forêts (38,1 %), zones agricoles hétérogènes (4,5 %), zones urbanisées (3,1 %). L'évolution de l’occupation des sols de la commune et de ses infrastructures peut être observée sur les différentes représentations cartographiques du territoire : la carte de Cassini (XVIIIe siècle), la carte d'état-major (1820-1866) et les cartes ou photos aériennes de l'IGN pour la période actuelle (1950 à aujourd'hui).

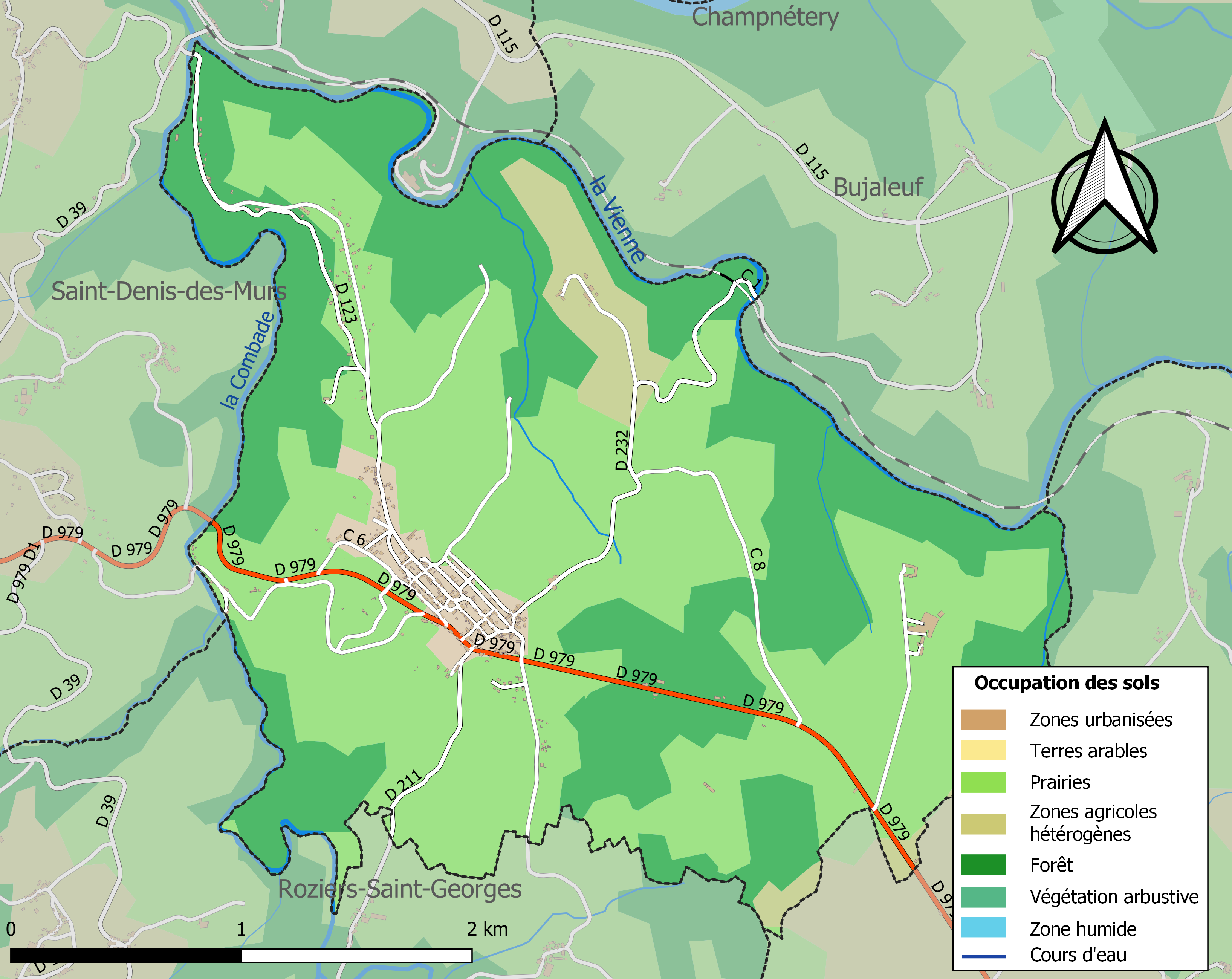
Carte des infrastructures et de l'occupation des sols de la commune en 2018 (CLC).

### Eau potable
La commune de Masléon est membre du syndicat intercommunal d'alimentation en eau potable Vienne-Combade (SIAEP Vienne-Combade) ou plus simplement le syndicat Vienne-Combade (SVC), créé en 2006. Il a pour but de produire et transporter de l'eau potable en quantité et qualité constante, pour compléter les réserves des communes adhérentes, le tout à un prix abordable.
La déclaration d'utilité publique, qui date de 2012, indique que l'eau sera prélevée dans la Vienne, via une prise d'eau, en amont de Farebout (Saint-Léonard-de-Noblat). L'eau sera ensuite traitée à l'usine de Soumagne (dans la même commune). La déclaration autorise la SVC à construire la prise d'eau en impactant le moins possible la zone Natura 2000 qui l'entoure. La SVC est autorisé à prélever au maximum 55 litres d'eau par seconde ou 1 460 000 m3 par an, tous en s'assurant de permettre le maintien de la vie, la circulation et la reproduction des espèces piscicoles qui peuplent la Vienne en aval. Une augmentation de la quantité du prélèvement est prévue, à long terme et sous certaines conditions.
Cette même déclaration d'utilité publique prévoit deux périmètres de protections :  
- le périmètre de protection immédiate (PPI) sur les deux parcelles où est la prise d'eau, et
- le périmètre de protection rapprochée (PPR). Le PPR est lui-même divisé en deux zones (PPR1 et PPR2). Chacune de ces périmètres a ses propres interdictions ou obligations, tant pour la SVC que pour les propriétaires des parcelles concernées. La PPR2 couvre une partie de la commune de Masléon.

La déclaration prévoit aussi une zone de vigilance, qui englobe notamment l'intégralité de la commune de Masléon.
Les communes membres du SVC conservent la gestion de leurs propres ressources en eaux, de leurs diverses installations et de la distribution de l'eau à leurs habitants. Un réseau de 40 km de canalisations a été mis en place pour acheminer l'eau aux communes via trois réservoirs principaux (celui du cimetière de Châteauneuf-la-Forêt pour Masléon). Les travaux sont encore en cours en 2014.

### Voies de communication et transports

#### Voies routières

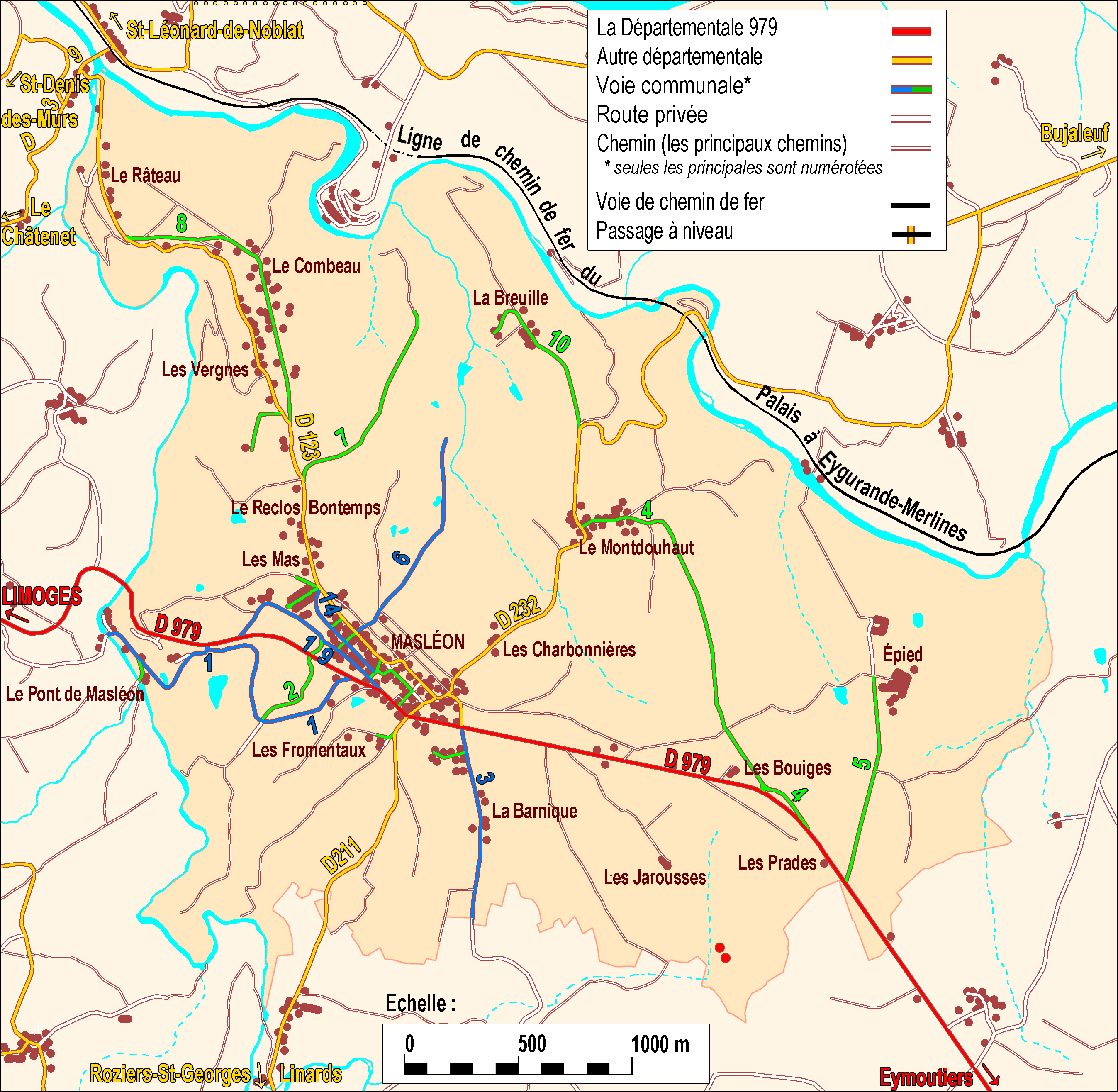
Routes départementales, voies communales et chemin de fer dans Masléon.

La commune est traversée, ou est le point initial ou final de quatre départementales :
- la D 979 (entre Limoges et Eymoutiers, et au-delà). Cette départementale, la plus importante de la commune, a un trajet actuel dans la commune de Masléon long de 3,7 km. Cette route a connu diverses modifications au cours des siècles, et ce tant du point de vue du trajet que de son statut : 
  - avant 1780, l'ancienne route de Limoges à Eymoutiers passait la Combade par un gué situé entre les deux moulins au Pont de Masléon. Elle montait ensuite une pente forte (50 m de dénivellation en 200 m à vol d'oiseau) pour rejoindre, par trois lacets aujourd'hui disparus, le plateau central de la commune et le bourg, via le chemin qui conduit encore aujourd'hui au village des Mas. Cette route traversait le bourg en passant près de l'église. Près de la mairie actuelle, elle prenait un chemin vers l'est, qui existe toujours, et, ensuite, suivait approximativement le même trajet qu'actuellement.
  - en 1780[18], des travaux remplacent cette ancienne route par un nouveau trajet, qui est composé de la partie Ouest de la voie communale no 1 (VC 1) actuelle, d'une portion disparue (aujourd'hui remplacée par la D 979 et son emprise) entre la VC 1 et la VC 19. Cette même VC 19 est la partie suivante du nouveau trajet de cette route. Après que cette dernière soit revenue sur la D 979, dans le bourg, ce trajet continuait sur cette départementale, qui est la seule portion issue des travaux de 1780 encore sur la D 979. Ces travaux se terminaient peu après la sortie du bourg, comme le montre la carte de Cassini de 1815[19]. Les deux lignes droites qui conduisent la D 979 de cette zone à la sortie de la commune vers Eymoutiers datent de la période entre 1815 et 1833, date du premier plan du cadastre de la commune où elles sont représentées.
  - le 7 janvier 1813[20], cette route devient officiellement la route départementale no 1, de Limoges à Bort-les-Orgues (Corrèze) [le terme départementale n'indiquant pas, comme aujourd'hui, qu'elle dépendait directement du département qui l'accueille, mais qu'elle était interdépartementale].
  - entre 1864 et 1868[21], des travaux donnent naissance, entre Le Chatenet et le bourg de Masléon, à l’ancien trajet de la D 979. Celui-ci comprend, dans Masléon, une partie ouest, qui a été rendue à la nature à la suite des travaux de 1986 (sauf une petite partie convertit en parking et la partie finale convertie en voie privée), et une partie est (la partie est de l'actuelle voie communale no 1 augmentée des 100 mètres conduisant la D 979 actuelle au carrefour avec la voie communale no 19).
  - le 1er janvier 1882[22], cette départementale est déclassée et devient le cinquante-cinquième chemin de Grand Communication du département, d'où sa numérotation en GC no 55.
  - le 1er octobre 1930[23], comme plus de 53 000 km de routes en France en ce début des années 1930, cette route devient une nationale, la N 679, qui est décrite comme reliant Limoges à Saint-Flour (Cantal), en passant toujours par Bort-les-Orgues.
  - le 1er janvier 1974[24], comme le font, en ce début des années 1970, la quasi-totalité des nationales créées dans les années 1930, la N 679 est déclassée en départementale, l'actuelle D 979. Le point kilométrique (PK) final indiqué dans l'arrêté ministériel déclassant les nationales de la Haute-Vienne, le PK 43,459, est le point d'arrivée de la N 679 sur la N 140, à Eymoutiers, nationale déclassée par le même arrêté (la D 940).
  - cette même décennie 1970 voit cet axe subir un adoucissement de la courbe entre la ligne droite à l'est du bourg et celle continuant vers Eymoutiers. Ces travaux sont réalisés sur environ 200 m. L'ancienne portion, où passe toujours la limite des 2deuxsections cadastrales de la commune, devient la partie finale de la VC 4, la voie communale venant du Montdouhaut, sert de parking.
  - en 1986, des travaux donnent naissance à son trajet actuel entre Le Chatenet et le bourg de Masléon.
- la D 123, longue de 3,4 km dans Masléon, relie Masléon à la D 39 au Pont-du-Râteau (Saint-Denis-des-Murs), D 39 qui dans cette partie de son parcours vient de Saint-Léonard-de-Noblat et va à Roziers-Saint-Georges, Châteauneuf-la-Forêt, Sussac et Surdoux à la limite entre la Haute-Vienne et la Corrèze. La fin des travaux de la D 123 date de 1887. Ces travaux ont conduit à la construction d'un pont sur la Combade qui permet de rejoindre, à environ 100 m de là un pont sur la Vienne. Ce dernier pont, sur la D 39 aujourd'hui, date de la période allant de 1824 (date du premier plan du cadastre de commune de Saint-Denis-des-Murs[25], où il n'existe pas) et 1843 (date de la carte d'état-major accessible sur www.geoportail.gouv.fr où il est représenté).
- la D 211, longue de 1 km dans Masléon, relie Masléon à Linards. Le tome 22 du Bulletin de la Société archéologique et historique du Limousin (1873), dans la monographie sur le canton de Châteauneuf-la-Forêt, nous apprend que voie est alors en construction, sous le nom de chemin de petite vicinalité no 6[26].
- la D 232, longue de 2,6 km dans Masléon, relie, via la D 115, Masléon à Bujaleuf. Ses travaux de réalisation sont consécutifs à ceux de la voie de chemin de fer au lieu-dit les Trois Ponts (1875-1880).

La commune dispose de sept voies d'accès par la route, les deux sur la D 979 (vers Limoges et vers Eymoutiers), les trois autres départementales, la VC 1 et la VC 3. La voie communale no 1 part de la D 979 dans le bourg, elle sort de la commune au Pont de Masléon pour entrer dans la commune voisine de Saint-Denis-des-Murs. Cette route, après 2,2 km de parcours depuis le bourg de Masléon, revient sur la D 979. La voie communale no 3 passe par La Barnique, se divise à l'entrée du village voisin de Soumagnas (Roziers-Saint-Georges), au bout de 1,7 km, en 2 voies qui rejoignent directement, l'une la D 979 (à 2,9 km de là) et l'autre la D 211 (à 1 km de là).
Le réseau de voies communales de Masléon est long d'environ 11,5 km auquel s'ajoute environ 500 m de routes privées. Le réseau routier de Masléon fait donc environ 22,7 km au total.

#### Voie ferroviaire
La commune est traversée, sur 223 m, par la ligne ferroviaire du Palais à Eygurande-Merlines, ligne permettant la jonction de Limoges, Saint-Léonard-de-Noblat, Eymoutiers (en Haute-Vienne), Meymac, Ussel (en Corrèze) et au-delà, via Eygurande-Merlines, Montluçon (Allier) et Clermont-Ferrand (Puy-de-Dôme) Cette ligne longue de 122,121 km a été mise en service en plusieurs tronçons :
- Du Palais à Eymoutiers, un tronçon long de 41,335 km, qui a été mis en service le 31 décembre 1880, après quatre ans de travaux. Il part de la ligne des Aubrais-Orléans à Montauban-Ville-Bourbon (ligne mise en service en 1856, pour sa section Argenton-sur-Creuse - Limoges).
- D'Eymoutiers à Meymac, une section longue de 49,393 km, qui a été mise en service le 8 octobre 1883.
- De Meymac à Ussel, la première section à deux voies, longue de 13,290 km, qui a été mise en service avant les deux précédentes, le 19 septembre 1880, le même jour que ligne de Tulle à Meymac avec laquelle elle constituait la ligne de Tulle à Ussel.
- D'Ussel à Eygurande-Merlines, la seconde section à deux voies, longue de 18,094 km, qui a été mise en service le 6 juin 1881 en tant que section de la ligne d'Ussel à Clermont-Ferrand qui met fin à la jonction de Tulle à Clermont-Ferrand.

La ligne du Palais à Eygurande-Merlines est une ligne à voie unique, dans sa portion entre Le Palais et Meymac. Le conseil général de Haute-Vienne avait émis, plusieurs fois pendant sa construction, le vœu qu'elle soit à deux voies, sans jamais l'obtenir. La ligne n'est pas électrifiée.
La ligne accueille, à 3 km du bourg de Masléon et environ 400 m en aval du point de confluence de la Vienne et de la Combade, la gare de Saint-Denis-des-Murs. Cette gare est desservie par les trains TER Limousin (ligne no 8 : Limoges-Bénédictins à Ussel, ligne qui se poursuit vers Clermont-Ferrand via Eygurandes-Merlines en empruntant la ligne no 8 du TER Auvergne). La gare de Saint-Denis-des-Murs n'accueille plus de personnel de la SNCF depuis des décennies, mais reste toujours ouvert aux voyageurs. La gare importante la plus proche est celle de Limoges-Bénédictins à 31,038 km de celle de Saint-Denis-des-Murs par cette même ligne et la ligne des Aubrais-Orléans à Montauban-Ville-Bourbon, .

#### Transports aériens
L’aéroport le plus proche est celui de Limoges-Bellegarde, à 32 km à vol d'oiseau à l'ouest - nord-ouest.

### Risques majeurs
La majeure partie des données reprises ici sont issues de la page Internet « Prévention des risques, mines et carrières » de la Direction régionale de l'environnement, de l'aménagement et du logement du Limousin et du Dossier départemental des risques majeurs (DDRM) consultable sur le site de la préfecture de la Haute-Vienne. Ne sont traités ici que les risques touchant Masléon.

#### Risques naturels
- Le risque « Inondation »[29] : La commune est concernée par l'un des Atlas des zones Inondables (AZI) de la Haute-Vienne, celui dit de la Vienne moyenne. Le risque reste cependant limité à Masléon à des zones étroites et généralement inhabitées sur la Vienne et la Combade.
- Le risque « Mouvement de terrain »[30] : Les berges de la Combade ont déjà connues des cas d'érosions, qui restent cependant limitées en taille. La commune comporte dix zones à risques d'aléas causés par le retrait et le gonflement de l'argile en sous-sol, lesquels peuvent provoquer des fissures sur les bâtiments. Ces zones sont les mêmes que celles dont le sol contient du gneiss ocellaire massif et celle contenant de l'amphibolite (voir la section Géologie). Sont concernées par ce risque la majeure partie des bâtiments des villages du Combeau, des Charbonnières, des Fromentaux et des Prades. S'ajoute une partie du village des Jarousses et quelques bâtiments du bourg proches des Charbonnières. Ces zones sont classées en type de risque « Faible ».
- Le risque « Événements climatiques »[31] : Du fait de sa position en hauteur, la majeure partie de la commune est exposée aux vents ou orages violents et aux tempêtes, comme celle de 1982 ou la tempête Martin de décembre 1999, deux tempêtes qui ont conduit à la prise d'arrêtés de catastrophes naturelles pour Masléon.
- Le risque « Séisme »[32] : La commune a été classée dans le zonage sismique de la France (établi en 2011) comme une commune à risque « faible », comme toutes les communes limitrophes, sauf Neuvic-Entier qui elle est classée en risque « très faible ».

#### Risques technologiques

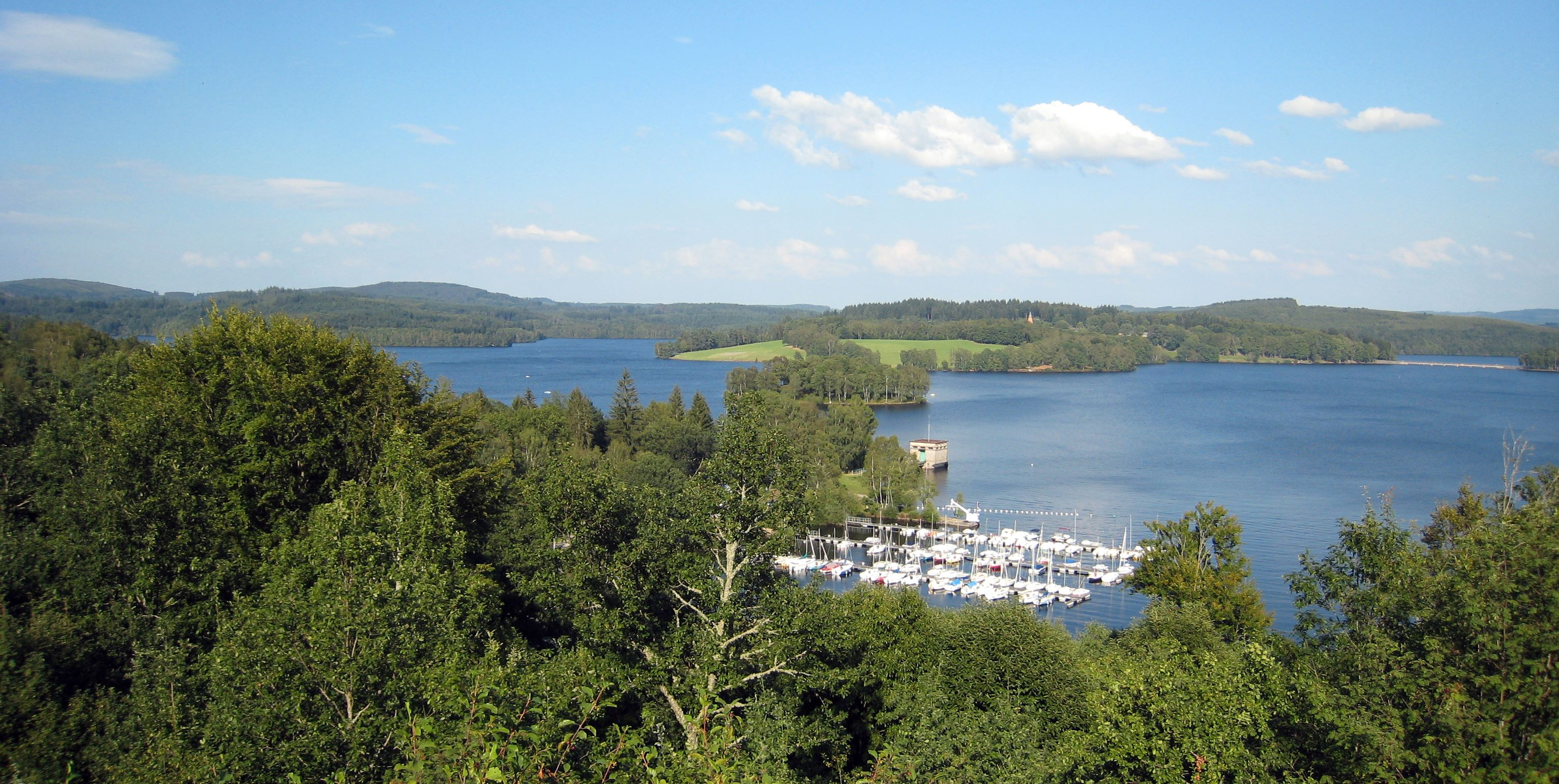
Vue partielle du lac de Vassivière dont les eaux pourrait menacer Masléon.

- Vue partielle du lac de Vassivière dont les eaux pourrait menacer Masléon.Le risque « Rupture de barrage »[33] : La commune est classées parmi les communes à risque majeur pour ce type de risque. Il faut cependant noter que la probabilité qu'il survienne est presque nulle. Ce risque concerne la rupture éventuelle du barrage de retenue du lac de Vassivière sur la Maulde, l'un des plus grands lacs artificiels de France. Il contient plus de 106 millions de m3 d'eau. Son barrage de retenu fait 32,9 m de haut et 233 de large. En cas de rupture de celui-ci, la vague qui serait créée provoquerait d’énormes dégâts tout le long de son trajet, tel un tsunami. La vague arrivant au point de confluence de la Maulde et de la Vienne se diviserait en deux. Une vague principale poursuivrait son trajet en descendant la Vienne puis la Loire vers l'Atlantique. Un vague secondaire, plus petite, remonterait la Vienne, dans un premier temps, avant de toucher une partie des zones touchées par la vague principale en redescendant. La vague secondaire à son arrivée à Masléon, environ 54 min après la rupture du barrage, aurait quand même environ 7 m de haut. Elle remonterait la Vienne au-delà de Masléon et la Combade en amont du Pont de Masléon. Le plus important des sept barrages en aval de celui de Vassivière, celui du mont Larron (Saint-Julien-le-Petit) ne contient lui « que » 4,07 millions de m3 d'eau et sa rupture causerait des dégâts énormes, mais bien plus faibles.
- Le risque « Transports de marchandises dangereuses »[34] : Ce risque, qui reste limité pour Masléon, est surtout induit par le transit des camions (sur la D 979) ou des trains de marchandises (sur la voie de chemin de fer) qui transportent de telles marchandises.
- Le risque « Industriel »[35] : Ce type de risque se limite principalement, pour Masléon, à une pollution accidentelle de la Vienne ou de la Combade par des entreprises en amont.

## Toponymie
La commune, dont le nom doit se prononcer mâ-léon, porta le nom de Villefranche-en-Limousin, encore cité lors de la visite du roi Charles IV le Bel en 1324. Elle prit le nom de Mansus Leonis, vers 1299, puis de ville nove de manso Leonis, en 1342. Ce nom de Masléon vient du latin manso Leonis qui signifie le manse de Léon. Elle porta aussi le nom de Maleau, comme on le voit sur les cartes du Gouvernement du Haut et Bas Limousin (1600) ou des Gouvernements généraux de la Marche, du Limousin, et de l'Auvergne (1753), de Maléon (sur le plan des travaux de 1780) et de Mas Leon (sans accent, sur la carte de Cassini (1815)). En occitan son nom est Mas Leu (à rapprocher de Maleau) et les habitants s'appellent Los Mas Leus (littéralement les Masléons).

## Histoire

### De la préhistoire auXIesiècle
Le territoire de Masléon a été habité dès la Préhistoire. Les Celtes sont arrivés en Limousin, vers le Ve siècle av. J.-C., ils deviennent, en France, les Gaulois. Ils étaient divisés en de nombreux peuples. Celui qui occupa en grande partie le territoire du Limousin sont les Lémovices (dont le nom, qui provient de lemo « orme » et vices « qui vainquent », soit « vainqueurs avec l'orme », probablement en référence au bois de leurs lances, donne les noms Limousin et Limoges)  Leur centre principal, véritable capitale économique et politique est situé à l'oppidum de Villejoubert (Saint-Denis-des-Murs), le plus grand de Gaule et le huitième d'Europe. Masléon est le lieu de passage d'une des voies d'accès à cet oppidum tout proche, une voie qui vient de l'actuelle Uzerche (Corrèze) et passe probablement par l'actuel village de La Breuille (voir la carte de l'oppidum dans l'article de Saint-Denis-des-Murs). Il ne reste pas de trace de cette voie sur la commune. Il n'y reste de cette époque, que des traces d’exploitation de l’or au lieu-dit Chantemiaule (quelques tranchées dans une petite butte sur le bord d'un chemin qui le traverse).
En 52 ac J.C., Jules César fait la conquête de la Gaule. En 27 av. J.C., l’empereur Auguste divise la Gaule en quatre provinces. Masléon fait partie de la province d’Aquitaine (en gros la zone allant des Pyrénées à la Loire). Les Romains déplacent la capitale lémovice sur le site de la ville d’Augustoritum, qu’ils ont créé en 10 av. J.C., la future ville de Limoges. Ils peuvent ainsi plus facilement contrôler ces habitants gaulois. Cela provoque le déclin rapide de l'oppidum dont il ne reste plus de trace visible sur le terrain. Au IIIe siècle apr. J.-C., le territoire de Masléon fait partie de la province d’Aquitaine Première (en gros le Massif central) et la paroisse de Roziers, dont fait partie Masléon intègre le diocèse catholique de Limoges qui est érigé par saint Martial, évangélisateur du Limousin. En 475, la province passe sous le contrôle des Wisigoths.
En 507, Clovis bat les Wisigoths à la bataille de Vouillé. Masléon passe sous son contrôle. À sa mort, en 511, son royaume est divisé entre ses fils. C’est Thierry, roi d’Austrasie qui reçut le futur Limousin. À la même époque, saint Léonard de Noblac, noble franc qui avait fréquenté Clovis et a été converti au christianisme en 496, s’occupe des prisonniers dont il obtint le pouvoir de libérer ceux qu’il jugeait digne de l’être, et deviendra ainsi le saint patron des prisonniers. Il devient ermite autour de l’actuelle ville voisine de Saint-Léonard-de-Noblat, elle-même fondée autour de son tombeau. Selon une légende locale, il serait alors venu quelque temps dans une grotte de l'actuelle commune de Masléon, grotte qui surplombe de quelques mètres la Vienne, au nord du village du Combeau.
En 769, l’Aquitaine est confisquée par Pépin le Bref qui la fait passer sous sa tutelle. Son fils, Charlemagne, nomme en 778, un premier duc d'Aquitaine. En 854, Ramnulf Ier, fils du comte d’Auvergne, devient duc d’Aquitaine. Cette nouvelle dynastie restera à la tête de l’Aquitaine, et donc de Masléon, sauf pendant la période de 932 à 936, ou Raymond III comte de Toulouse fut nommé à ce titre par Raoul de Bourgogne, roi des Francs. Guillaume IV d'Aquitaine, émancipe finalement son duché de la tutelle des rois de France (982), titre que porte à l'époque son beau-frère Hugues Capet.
Au milieu du XIe siècle, la paroisse de Roziers, dont Masléon faisait partie, est rattachée à l’archiprêtré de Saint-Paul, une des nouvelles divisions administratives du diocèse de Limoges, qui viennent d’être créées.

### Vers la bastide[41]

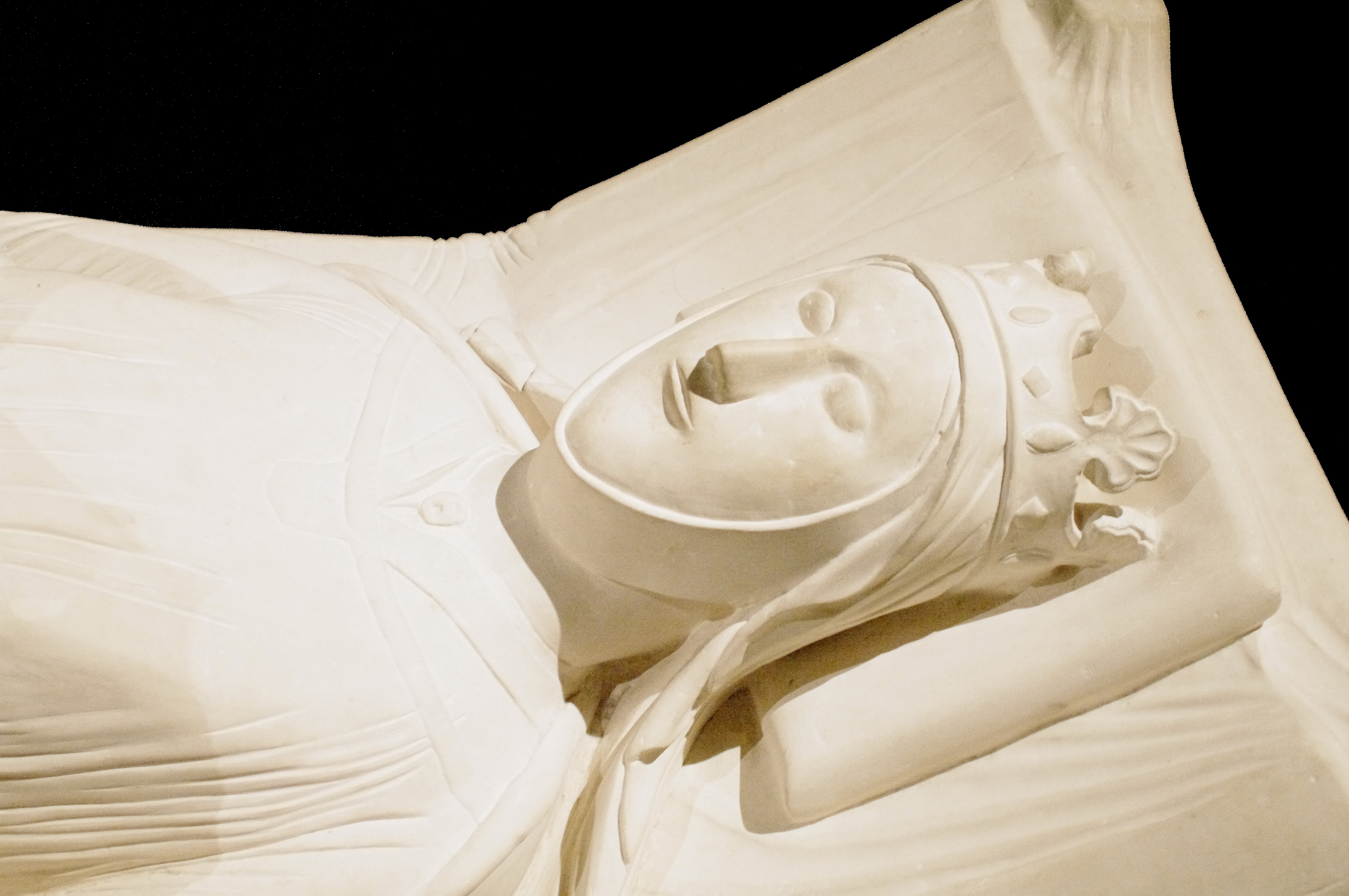
Gisant d'Aliénor d'Aquitaine qui fit passer une première fois Masléon sous domination anglaise.

De 1137 à 1204, le duché d’Aquitaine, dont dépend toujours la paroisse de Roziers, est dirigé par Aliénor d'Aquitaine, descendante directe de Guillaume IV. Elle épouse d'abord Louis VII, roi de France, puis, l'année de l'annulation de ce mariage (1152), Henri Plantagenêt, futur roi Henri II d'Angleterre. La paroisse de Roziers passe alors sous domination anglaise. Quand Richard Cœur de Lion, le fils aîné d'Henri II, meurt, en 1199 à Châlus, son frère, Jean sans Terre devient roi d'Angleterre. Tous les vassaux de Richard n'étaient pas prêts à le reconnaître comme roi. Plusieurs regardaient son jeune neveu, Arthur Ier de Bretagne, fils de Geoffroy II de Bretagne (né en 1158, huit ans avant Jean) comme l'héritier légitime, ce qu’il était donc. Arthur revendique le trône avec le soutien du roi Philippe-Auguste, mais, après le traité du Goulet en mai 1200, Philippe reconnait Jean comme roi d'Angleterre et celui-ci reconnait la suzeraineté du roi de France sur ses possessions continentales.
En 1202, Jean sans Terre fut convoqué à la cour de France afin de répondre des accusations portées contre lui par divers nobles poitevins, qui sont ses vassaux. Il ne se déplace pas. Conformément à la loi féodale, le roi de France, confisque les biens continentaux de Jean. La paroisse de Roziers repasse officiellement sous la tutelle du roi de France. Il faut cependant attendre 1214, la défaite de Jean sans Terre, et des princes et seigneurs français coalisés autour de lui, à la bataille de Bouvines, face à Philippe Auguste et une paix défavorable à Jean pour qu’une partie de ces terres reviennent enfin au roi de France.
En 1259, le nouveau roi de France, Louis XI, fils de Philippe-Auguste, décide de restituer au nouveau roi d’Angleterre, Henri III, fils de Jean sans Terre, certains diocèses confisqués en 1202 dont celui de Limoges. Il exclut cependant de cette restitution les terres de divers seigneurs qui avaient obtenu de lui, ou de ses prédécesseurs, l’engagement de ne jamais être placés sous une autre souveraineté que la sienne. Parmi ceux qui ont ainsi ce privilège se trouvent notamment l’évêque de Limoges. La paroisse de Roziers dépend justement directement de l'évêque, jusqu'en 1272. Le 24 juin 1272, l'évêque Aymeric de La Serre, donne l'église à l'ensemble des chanoines de l’église cathédrale (le chapitre de la cathédrale Saint-Étienne). La restitution des terres aux Anglais prit du temps, ainsi en 1281, le roi d’Angleterre, Édouard Ier, fils d’Henri III, réclamait encore nombre de domaines qui devaient lui revenir.

#### Le pont de Râteau

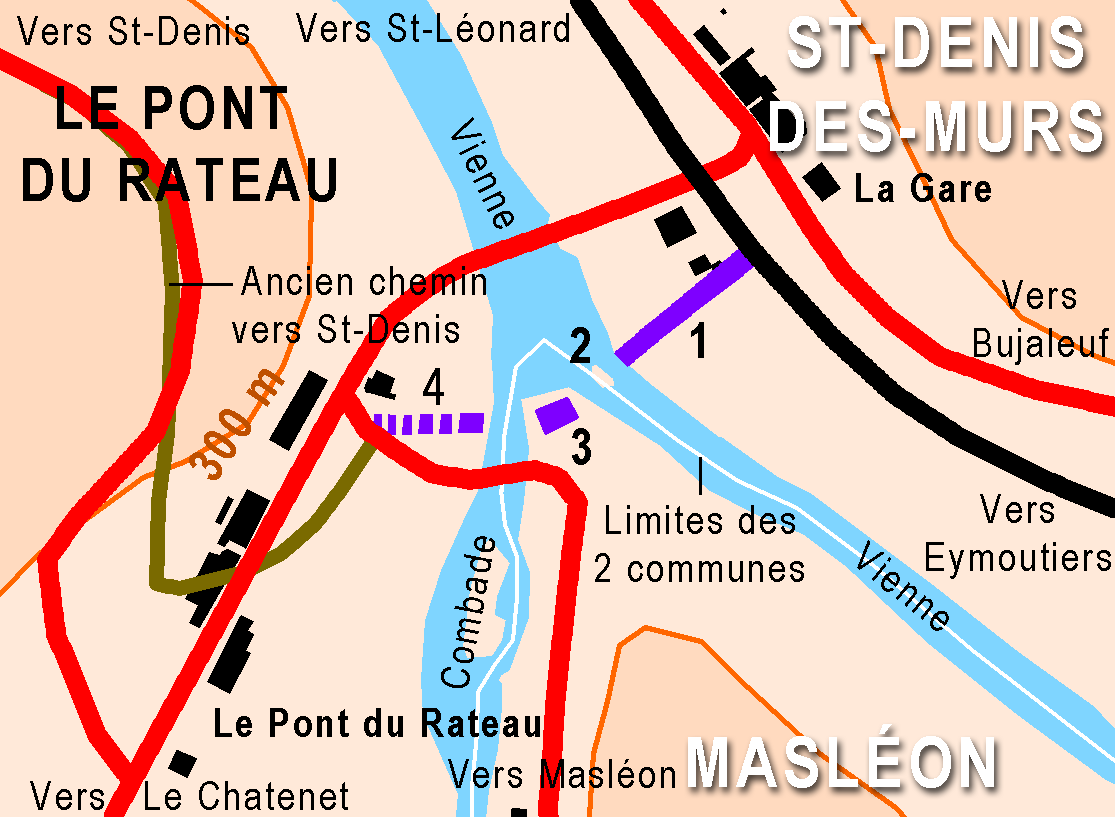
Plan des restes du pont du Râteau.

Au Moyen Âge, un pont est construit à la confluence de la Vienne et de la Combade, le pont du Râteau. Ce pont, qui a donné son nom au village voisin du Râteau (Masléon) et du Pont du Râteau (Saint-Denis-des-Murs), traversait la Vienne et la Combade, par un passage sur un pilier dans l'actuelle commune de Masléon. Ce pont n'existait déjà plus en 1824, année de réalisation du plan du cadastre de Saint-Denis des Murs (le plus ancien des deux communes concernées). Aujourd'hui, certains vestiges du pont sont encore plus ou moins visibles : 
- la rampe d'accès sur la rive droite de la Vienne (noté 1 sur le plan) qui arrive à environ 1 m de haut, laissant voir deux arches remplies de pierre, et qui est de plus en plus cachée par la végétation du jardin qu'elle borde
- la base d'un pilier au centre de la Vienne qui est couvert par la végétation (2)
- un pilier entre Vienne et Combade (3), qui est un socle d'environ 2 m de haut, recouvert de végétation, et qui n'est visible que du virage sur la rive droite, avant le pont actuel sur la Combade.
- les restes de la rampe d'accès au pont sur la rive gauche de la Combade (4) ont quasiment tous disparu du fait de l'existence d'un jardin qu'il traverse sur place aujourd'hui.

Le chemin vers le bourg de Saint-Denis-des-Murs était différent du trajet actuel et les divers bâtiments et les deux ponts représentés sur le plan n'existaient pas encore.

### L'âge d'or de la bastide

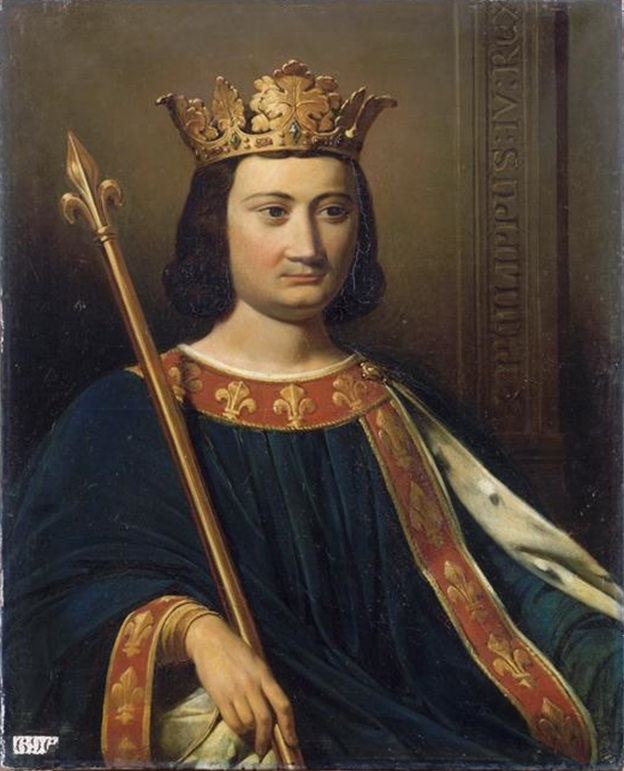
Philippe IV le Bel, le fondateur de la bastide de Masléon en 1289.

Le 12 juin 1289, le roi Philippe IV le Bel décide de créer une bastide (petite ville fortifiée à vocation militaire), sur un site, alors vide de toute habitation, positionné sur la partie est de l'actuel bourg de la commune. Cette date de 1289 est contestée, certains situant cette décision en 1285. La paroisse de Roziers, dont ce site faisait toujours partie, dépendait donc indirectement du roi de France. Elle était à l'époque entourée de zones occupées par les Anglais. La zone d'implantation est au centre du petit plateau bordé par la Vienne et la Combade, dont les vallées très encaissées de la Vienne et de la Combade, le rendent difficile à attaquer en passant par elles. Le choix de cette zone doit sans doute beaucoup à la présence en sous-sol d'un élément vital en cas de siège ennemi, l'eau. Le bourg comporte encore aujourd'hui de nombreux puits.
La bastide, unique en son genre en Limousin, bénéficie de la Charte de Lorris, d'où, par exemple, le fait que les paysans, vilains et serfs, y échappaient à leur condition servile, mais il fallait, à l’origine, rester un an et un jour dans ces villes franches. Les bastides sont dirigées par des Consuls, Masléon eut donc des consuls à sa tête. Elle va vite prendre, sur le plan local, une importance considérable.
Les données ci-dessous sur le bailliage royal de Laron sont issues d'un long article (80 pages) sur le château de Laron, qui eut une grande importance locale, article publié dans le Bulletin de la Société archéologique et historique du Limousin (tome 42 de 1894). Il y est plus particulièrement étudié dans un long chapitre (12 pages) de cet article.
Autour du 29 juin 1289, est créé un bailliage par le même Philippe IV le Bel, le fondateur de la bastide, à Laron. Il est qualifié de bailliage (ou prévôté) royal de Laron, mais aussi de Laron et Masléon. Les consuls de la bastide ont exercé, en plusieurs fois ou tout le long de l’existence du bailliage, les fonctions d'officiers au siège de Laron. Le sceau qu’utilisent les consuls est le même que celui du bailliage.
Le territoire de ce bailliage est mal connu, par manque de documents. Il comprenait les paroisses de Saint-Julien-le-Petit, où se trouve le château du Laron et celle de Roziers. Il comprenait des paroisses proches de Laron comme Saint-Amand-le-Petit, Peyrat-le-Château, Nedde ou Rempnat en Haute-Vienne actuelle ou Auriat, Saint-Junien-la-Bregère ou Saint-Moreil, en Creuse. Il comprenait aussi des paroisses proches de celle Roziers, notamment Saint-Denis-des-Murs, La Geneytouse, Saint-Léonard-de-Noblat, Eyjeaux ou Sauviat. Son territoire s’étendait plus loin à l’ouest avec notamment la paroisse de Saint-Priest-Ligoure (la plus éloignée à l’ouest à 20 km à vol d’oiseau de Masléon), Saint-Hilaire-Bonneval, Saint-Vitte, Saint-Just, Solignac ou en Creuse Bénévent-l’Abbaye (la plus éloignée à 40 km de Masléon à vol d’oiseau).
Le bailliage est partagé en deux parties, une partie Limousine et celle rattachée au Poitou à la suite des échanges des territoires féodaux antérieurs, seconde partie qui comprend la paroisse de Roziers. Cette partie poitevine composait, avec d’autres paroisses comme celle de Bourganeuf, l’une des enclaves poitevines dans le diocèse de Limoges. Certaines de ces paroisses rejoignirent le Limousin, comme l'a fait Roziers après 1454 (date du dernier document sur le territoire de l’enclave poitevine où son nom est donnée). La plupart étaient encore poitevines à la Révolution française, autour de Bourganeuf. L’enclave semble avoir été, comme toutes les autres, dans le ressort fiscal et judiciaire du grand bailliage de Montmorillon (Vienne).
La bastide s'éleva si rapidement que, trois ans après sa fondation, en 1292, elle avait déjà sa commune, son sceau et ses consuls, au nombre de six, dont deux, au moins, étaient alors des bourgeois de Limoges. L'église date de cette même année 1292, si l'on en croit l'abbé André Lecler, dans son Dictionnaire de la Haute-Vienne. Le fait qu'elle soit à l'Ouest de la bastide, et non au centre comme dans la plupart des autres bastides, semble prouver qu'elle ne devait pas y être à l'origine. Sa construction a lieu bien que le territoire dont elle dépende, la paroisse de Roziers, dispose déjà d'une église. Cela vaut aux consuls d’être un temps excommuniés et de devoir payer une forte amende. Les habitants sont aussi condamnés à verser des offrandes à l'église de Roziers.
Les consuls demandent l’autorisation d’avoir leur propre lieu de culte, un cimetière et des fonts baptismaux en indiquant que le trajet vers l'église matrice était dur et dangereux. Le chapitre de la cathédrale, dont la paroisse dépendait directement, s'y opposa avant d'y consentir, ainsi que le vicaire perpétuel de Roziers (le prêtre qui remplace un curé décédé jusqu'à l'arrivée de son successeur et qui reste à vie dans la même paroisse). L’évêque Raynaud de La Porte, leur donne satisfaction le 6 février 1300, à condition qu’ils restent soumis à l’église de Roziers. L’église de Masléon restera succursale de l'église matrice de la paroisse de Roziers jusqu’en 1831. Les consuls s'engagèrent aussi à bâtir un presbytère et à faire divers dons. Les consuls promirent aussi de payer 150 livres de rentes (environ 40 000 €) pour construire cette église.

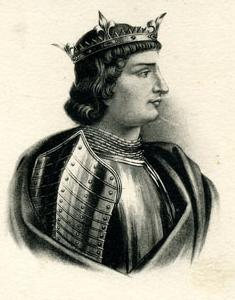
Charles IV le Bel, le plus illustre des visiteurs de la bastide (1324).

Le 29 février 1324, la nouvelle bastide reçoit la visite du roi Charles IV le Bel, un des fils de Philippe IV le Bel, qui revient de Toulouse et y rédige un acte où est indiqué le nom de Villefranche en Limousin. En 1342, la bastide est dénommée « ville nove de manso leonis » (ville neuve de M.L.). Le 8 mai 1360 est signé le traité de Brétigny qui cède aux Anglais un territoire très important, principalement au sud de la Loire, dont le territoire du Limousin actuel. Les consuls de Masléon rendent donc hommage au roi d’Angleterre, Édouard III, le 6 septembre 1363. En 1370, la bastide, revient sous domination française après la reconquête de la majeure partie du Limousin. Avant 1398, Pierre de Masléon, prêtre et chanoine, fonda une vicairie, bénéfice attaché à certaines églises cathédrales, à celle de Limoges.

### De début de déclin à la Révolution française (1403-1789)
En 1403, la bastide passe sous la juridiction de la châtellenie de Châteauneuf et voit ses pouvoirs s’amoindrir. Très rapidement elle décline, et devient une simple seigneurie. De la bastide il ne reste aujourd'hui que l'église et le tracé des rues de la partie ancienne du bourg, qui respectent un schéma orthogonal des nombreuses bastides. Onésime Reclus indique dans sa courte notice sur la Combade, publiée dans son livre Le Plus Beau Royaume sous le ciel (1899) : « Masléon, bastide calculée pour être ville et qui est restée village. »
En 1481, la vicomté de Limoges, dont fait partie Masléon, devient possession de Jean III d’Albert (ou de Navarre), qui hérite du titre de vicomte de Limoges, à la suite de la mort de sa mère, Françoise de Châtillon, Vicomtesse de Limoges. En 1558 Masléon et la paroisse de Roziers intègrent la généralité de Limoges, lors de sa création. Cette circonscription administrative sera supprimée trois fois dans les années qui suivent, avant d'être rétablie définitivement en 1586. En 1572, Jeanne d’Albret, petite fille de Jean III d’Albert épouse Antoine de Bourbon, dont elle a Henri de Bourbon, qui hérite des titres de sa mère et devient le roi Henri III de Navarre. Le 2 août 1589, Henri III rattache définitivement la vicomté de Limoges et donc Masléon, au domaine royal de la France en devenant roi de France sous le nom d’Henri IV.
Un document de 1747 atteste l'existence plus ancienne d'un moulin sur la Combade, le moulin du Pont, près du pont qui sera construit sur cette rivière en 1780. Il apparaît sur le plan du cadastre de 1833 (feuille A4 dite du Bourg Nord). Ce moulin entre alors dans la famille Peyrataud, et le restera jusqu'en 1988.
En 1780, est réalisé un nouveau tracé sur la portion de la route Limoges - Eymoutiers, entre les villages du Chatenet (Saint-Denis-des-Murs) et le bourg de Masléon (orthographié sur le plan du projet Maléon). Le but principal du projet étant d'adoucir la pente de la remontée vers le bourg, environ 10 %, et ce malgré les trois lacets présents après le gué. L'ouvrage d'art principal de cet ensemble est un pont sur la Combade, qui existe toujours, situé à environ 100 m en aval du gué qui la traversé. En 1786, l’église du village d’Exideuil, et sa paroisse (une des trois paroisses qui compose l'actuelle commune de Neuvic-Entier), devient une église succursale de celle de Roziers. Cette église a perdu aujourd'hui toute trace de son passé religieux.
À la veille de la Révolution, Roziers est une paroisse de la province du Limousin, et est limitrophe de celle de la Marche, dont elle est séparée par la Vienne (voir la carte de la province dans l'article Wikipédia sur le Limousin). La paroisse fait aussi partie de la généralité de Limoges, et est limitrophe d'une enclave de la généralité de Moulin composée des actuelles communes d'Augne, Bujaleuf et Cheissoux. La paroisse fait partie de l'élection de Limoges (une des subdivisions de la généralité de Limoges). Les généralités composent alors la division principale de la France.

#### Les seigneurs de Masléon
Cette liste, non exhaustive, des seigneurs de Masléon est basée sur
- le Dictionnaire étymologique et historique de la Haute-Vienne de l'abbé Leclerc[47]
- la base de données Roglo, une base qui comporte les fiches de plus 5,5 millions de personnes. Sur la page d'accueil[56] indiquait, dans la case par titre (en vert) « Seigneur » et dans la case domaine (en vert)  « de Masléon » (ou d'Espied pour les seigneurs d'Épied) et lançait la recherche. L'accès direct à la fiche est impossible.

Dans les deux premiers siècles de cette liste, les repères chronologiques manquent dans les sources.

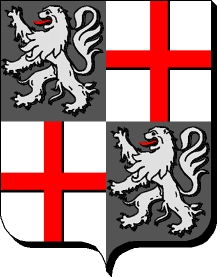
Armes de la famille de la Saigne (seigneurs de Masléon).

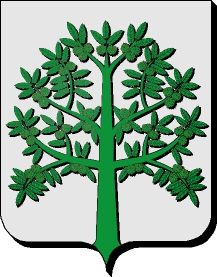
Armes de la famille de Chastaignac (seigneurs de Masléon).

Les seigneurs de Masléon membres de la famille de Garnier (de La Saigne) ou de La Saigne (XVIe siècle et XVIIe siècle) - Cette famille porte à l'origine (probablement) : gris lampassé de gueules, puis, après l'union d'Antoine de la Saigne et Magdeleine, dame de Saint-Georges : écartelé au 1 et 4 gris au lion d'argent de gueules et au 2 et 3 d'argent à la croix de gueules (la croix de Saint-Georges telle qu'on la retrouve par exemple dans le drapeau du Royaume-Uni).
- Louis Garnier de la Saigne - Seigneur Garnier de La Saigne, d'Epied (ou Espiès), de Masléon et de Bellabre (Bujaleuf) - Écuyer - Marié avec Jeanne de Bony de Lavergne, don la famille, de Bony, était propriétaire du château de Lavergne (Saint-Priest-Ligoure). De cette union sont nés :
  - Pierre Garnier de La Saigne (sans descendance)
  - Marguerite Garnier de La Saigne (morte en 1552), dont de nombreux descendants.
  - Jeanne Garnier de La Saigne, dont de nombreux descendants.
- Antoine de La Saigne - seigneur de Masléon, du Repaire, d'Espiès et de Bord - Marié avec Magdeleine, dame de Saint-Georges (Saint-Georges-la-Pouge), dont les enfants sont :
  - Jean de la Saigne, qui suit.
  - Léonard de la Saigne - seigneur d'Espiès (sans descendance).
- Jean de La Saigne - seigneur (puis baron) de Saint-Georges et seigneur de Masléon, chevalier des ordres du Roi et de Saint-Lazare. - marié en 1596 avec Anne de Barbançois, dont les enfants sont :
  - Silvain de La Saigne - baron (puis marquis) de Saint-Georges - colonel du régiment de Saint-Georges - marié en 1629 à Blanche d'Anselme, dont de nombreux descendants.
  - Claude de La Saigne - seigneur du Mazeau - capitaine au régiment de Saint-Georges, dont de nombreux descendants.

Les seigneurs de Masléon membre de la famille de Chastaignac (XVIIIe siècle). - L'abbé Leclerc dans son Dictionnaire de la Haute-Vienne indique que cette famille porte des armes parlantes : d'argent au châtaignier de sinople. 
- Charles-Joseph de Chastaignac[47] - seigneur de Neuvic, de Masléon, de Marliaguet, - Grand-prévôt de la sénéchaussée de Limoges (1688) et est élu consul de Limoges en 1691.
  - Jean de Chastaignac, qui suit
  - Joseph de Chastaignac - capitaine au régiment de Blésois.
- Jean de Chastaignac[47]- Seigneur de Neuvic, de Masléon et de Pontarion, meurt en 1745. - Marié à Jeanne Crosier (morte en 1743), dont les enfants sont :
  - Marie de Chastaignac (née en 1714) - Marié à Michel de Corbier devenu par cette union baron de Pontarion.
  - Joseph de Chastaignac (né en 1724) - mort jeune (sans descendance)

Les 26 novembre 1717, Jean de Chastaignac et son frère Joseph vendent les terres de Masléon à Marcel Limousin.
Les seigneurs de Masléon membre de la famille Limousin de Neuvic (XVIIIe siècle). - L'abbé Leclerc indique que cette famille portait : d'azur à un chevron d'or accompagné en chef de deux croisettes d'argent et en pointe d'un vase de même duquel sortent trois lis blanc au naturel.
- Martial Limousin - Seigneur de Masléon
- Léonard Limousin - Seigneur de Neuvic et de Masléon, écuyer, greffier en chef au bureau des finances de la généralité de Limoges – Marié en 1689 à Catherine de Jayac, dont sa fille :
  - Catherine (1696-1788), dont de nombreux descendants.
- Léonard Limousin de Neuvic (mort avant 1787) - Seigneur de Neuvic et de Masléon - Issu d'une autre branche - Greffier au bureau en chef des finances de la généralité de Limoges, président trésorier des maréchaux de France au bureau des finances de Limoges - Marié en 1726 avec Marie-Anne Blondeau de Laurière (née en 1705), dont les enfants sont :
  - Joseph Limousin de Neuvic, qui suit
  - Catherine Limousin de Neuvic (morte en 1759), dont de nombreux descendants.
  - Marguerite Limousin de Neuvic (morte avant 1757), dont de nombreux descendants.
  - Marie Limousin de Neuvic (vers 1734 - vers 1815), dont de nombreux descendants.
  - Madeleine Limousin de Neuvic (1738-1814), qui n'eut qu'un fils mort quelques jours après sa naissance.
- Joseph Limousin de Neuvic (mort en 1762) - Seigneur de Neuvic et de Masléon - Chevalier - Marié en 1750 (à Masléon) à Madeleine Renaudin, dont la fille est :
  - Valérie Limousin de Neuvic - Mariée en 1765 à Jean-Baptiste Joseph du Garreau, seigneur de La Seinie (1732 - après 1790), qui suit

Le seigneur de Masléon membre de la famille du Garreau de La Seynie (XVIIIe siècle). - La famille du Garreau était propriétaire du château de La Seynie (Saint-Yrieix-la-Perche). Elle portait : d'azur à un chevron d'or accompagné en pointe d'une croix au pied fiché dans un cœur, le tout de même
- Jean-Baptiste-Joseph du Garreau de La Seynie (1732 - 1796) - Seigneur puis marquis de La Seynie, seigneur de Neuvic et de Masléon (cité uniquement dans une note) - Capitaine de cavalerie - De son union avec Valérie Limousin de Neuvic sont nés :
  - Cécile du Garreau de La Seynie (1770-1847), dont de nombreux descendants.
  - Joseph du Garreau de La Seynie (1775-1856), sans descendance
  - Pierre du Garreau de La Seynie (1778-1795), sans descendance
  - Théodore du Garreau de La Seynie (1779-1795), sans descendance

Pour finir voici quelques seigneurs d'Épied :
- Louis Garnier de la Saigne (voir plus haut)
- Antoine de La Saigne (voir plus haut)
- Un autre membre de la famille de La Saigne[47]
- Gauthier de La Saigne - seigneur de Bellabre et d'Espied - écuyer.
- Léonard-Joseph Frageaud, seigneur d'Espied en 1788[47] dont descendent par exemple Joseph Fargeaud d'Épied (maire de Masléon en 1875).

### De la Révolution française au Second empire (1789-1870)
Dès le début de la Révolution française, commence les discussions qui conduiront à un nouveau découpage de la France, découpage qui entre en vigueur le 4 mars 1790. Masléon et Roziers-Saint-Georges intègrent la Haute-Vienne, le district de Saint-Léonard-de-Noblat et le canton de Châteauneuf-la-Forêt. Ce canton comprenait les mêmes communes qu'en 2014, sauf Neuvic-Entier, qui intègre celui d'Eymoutiers. Le canton sera supprimé, comme tous les cantons en France, en 1793. Le district de Saint-Léonard est lui supprimé, comme tous les autres districts, en 1795. Pendant la Révolution, la paroisse de Roziers-Masléon est divisée en deux communes distinctes. Roziers-Saint-Georges disposait sans doute déjà d'une enclave située entre les communes de Masléon, Bujaleuf et Neuvic-Entier, avec les villages d'Épied et du Mondouhaut. En 1794, Daniel Lafont du Mazubert, curé de la paroisse de Roziers-Masléon depuis 1764 et prêtre réfractaire, fut arrêté et déporté. Il mourut au cours du voyage vers son lieu de détention.
En 1800, les deux communes sont réunies, pour des raisons administratives, dans la commune de Roziers-Masléon. Le 17 février 1800 les districts sont remplacés par les arrondissements qui sont moins nombreux que les districts. Roziers-Masléon intègre celui de Limoges qui englobe, en gros, les anciens districts de Saint-Léonard et Limoges.
En 1801, les départements sont divisés en de nouveaux cantons plus grands que ceux de 1790. Roziers-Masléon intègre le canton de Châteauneuf-la-Forêt, qui s'agrandit de la commune de Neuvic-Entier, et n'a pas changé depuis. Entre 1780 et 1833 (année du premier plan du cadastre de la commune où il est représenté sur la feuille B1 dite du Bourg-Sud), un nouveau moulin est construit à environ 250 m en amont du moulin du Pont, le moulin de Masléon. Ce moulin reste en activité jusqu'en 1986.
En 1831, les deux communes renaissent et Masléon devient une paroisse à part entière. Il est à noter que Jérôme Fougères est à la fois dernier maire de la commune de Roziers-Masléon, son nom et son titre sont inscrits sur la cloche de l'église datant de 1823 et le premier de Masléon, son nom et son titre sont visibles sur le tableau d'assemblage du plan du cadastre de 1833 (dans l'écusson en bas à gauche). 
En 1832, dans l'optique de la réalisation l'année suivante de ce plan du cadastre, le premier de la commune, un projet est établi visant notamment à supprimer l'enclave de Roziers-Saint-Georges. Les premiers plans du cadastre, dont les premiers datent du Premier empire, d'où leur surnom de cadastre napoléonien, ont un but principalement fiscal fiscal, mais servent aussi à délimiter avec précision les territoires de chaque commune et à supprimer, autant que possible, quelques enclaves encore existantes au niveau des communes. La France, avant la Révolution française, était parsemée d'une multitude d'enclaves à divers niveaux. C'est le cas des enclaves poitevines dans le diocèse de Limoges, dont la bastide de Masléon faisait initialement partie ou l'enclave de la généralité de Moulins dans celle de Limoges, voisine de Masléon (autour de Bujaleuf). Il en va de même au niveau des paroisses. La consultation de la liste des paroisses de la généralité de Limoges montre, que plusieurs fois, le mot « enclave » y est accolé à un nom. La majeure partie de ces enclaves ont été supprimées pendant la Révolution française.
Le projet établi en 1832 prévoyait donc la suppression de l'enclave de Roziers-Saint-Georges (la section A sur la carte ci-contre), autour des villages d’Épied et du Mondouhaut, par son rattachement à la commune de Masléon. Il prévoit aussi le rattachement à la même commune d'une seconde section de celle de Rosiers (la section B), la partie du reste de la commune de Roziers au nord de la Combade, autour des villages de Soumagnas et de Lacour (environ 1,58 km2). Si ce rattachement avait été fait la commune de Masléon aurait aujourd'hui environ 10,30 km2. La Combade, qui servait déjà de limite entre les deux communes à l'ouest, étant censé devenir ainsi intégralement la limite entre ces deux communes.
En voyant le projet initial, la commune de Roziers-Saint-Georges a demandé, en compensation de cette double perte, le rattachement à son territoire de la section C, appartenant à la commune de Saint-Bonnet-la-Rivière (aujourd'hui Saint-Bonnet-Briance), autour du village de Combret. C'est sans doute à cause de cette demande, qu'une seule des propositions du projet a été acceptée. L'enclave et ses deux villages, Épied et Le Mondouhaut (alors orthographié Le Mont Douaud), sont distraits de Roziers et sont rattachés à Masléon par l'ordonnance du 5 mars 1833.
En dehors du bourg et de ces deux nouveaux villages, la commune de Masléon ne comporte que deux petits villages, celui de la Breuille (alors orthographié la Breuil), et celui des Jarousses (alors la Jarousse). Deux bâtiments supplémentaires sont indiqués sur le plan du cadastre, les deux moulins sur la Combade dans l'actuel village du Pont de Masléon.
Fait divers : Dans un numéro de 1846 de la revue hebdomadaire La Sylphide et dans sa partie faits divers, l'on trouve l'annonce d'un procès pour un meurtre commis à Masléon. Il s'agit de l'empoisonnement d'un père par ses trois fils, avec une servante pour complice. Ce crime ne fut découvert, dix ans après qu'il a été commis, trois mois seulement avant la fin de la prescription. La servante était payée pour son silence, par une pension annuelle, mais ne touchait plus son argent. Elle en parla à un autre personne, qui lui demanda si elle avait des titres pour toucher cette somme. Elle fit l'erreur de répondre : « Mes titres sont dans le cimetière ». La justice, avertie, fit exhumer le corps qui contenait de l'arsenic.
En 1855, l'école est installée dans une maison voisine du presbytère.
En 1864, dans le but d'adoucir la pente de la route entre Limoges et Eymoutiers, comme en 1780, un nouveau trajet est décidé. Il est préféré à un second projet qui lui abandonnait purement et simplement la portion du trajet passant par Masléon (du Chatenet à la commune de Neuvic-Entier), pour passer par Roziers-Saint-Georges. Le trajet choisit, long de 4 138 mètres, rallonge de 1 038 mètres la distance entre les 2deuxextrémités de la zone concernée. Il a pour ouvrage d'art principal un nouveau pont, d'un ouverture de 15 mètres, situé à environ 250 mètres en aval de celui de 1780. Ce nouveau pont, par sa hauteur d'environ 26 mètres, diminue déjà d'environ 16 mètres la dénivellation à compenser. Les travaux connurent de nombreux problèmes, dont le plus important est l'écroulement du pont, presque fini, le 15 mars 1865. La reconstruction du pont est décidée et il est ouvert au public en 1868. Il connaîtra, par la suite, d'autres problèmes qui conduiront à y faire souvent des travaux de réparation comme en 1929.

### La Troisième République (1870-1939)

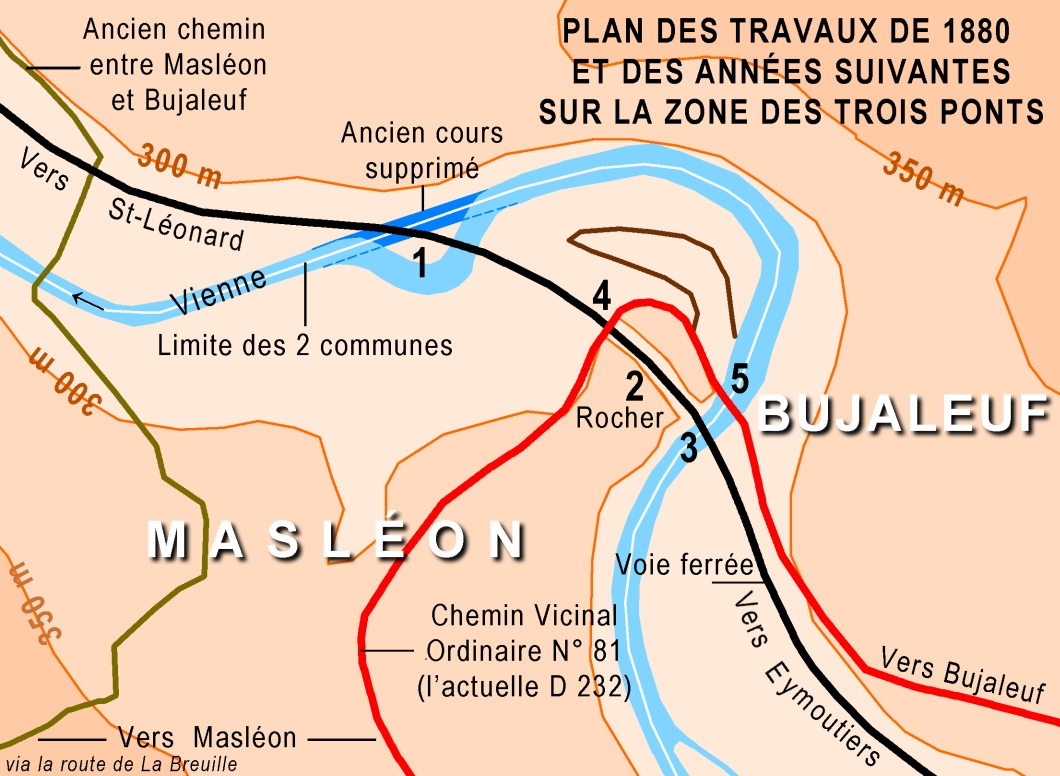
Les travaux entre 1875 à 1880 dans la zone des Trois Ponts.

En 1874, le Conseil général de la Haute-Vienne, lors de ses délibérations, fait une étude détaillée sur le projet de plusieurs voies de chemins de fer dont celle entre Limoges et Eymoutiers. Cette voie fait aujourd'hui partie de la ligne du Palais à Eygurande-Merlines. Au départ de Limoges, elle remonte d'abord la vallée de la Vienne, qui, au niveau de Masléon, devient encaissée. Se présente alors la possibilité de poursuivre par la Vienne, de la quitter à environ 3 km en aval de Masléon pour remonter la Maulde et passer par Bujaleuf ou, à Masléon, de remonter la Combade pour passer par Châteauneuf-la-Forêt. À la fin 1875, cette voie est déclarée d'utilité publique. Elle est inaugurée exactement cinq ans après, jour pour jour, le 31 décembre 1880, avec le trajet continuant par la Vienne, et ouvert au trafic dès le lendemain.
Cette voie de chemin de fer fait un court passage dans la commune (223 m) via deux ponts de 32 m chacun, dans une boucle de la Vienne. Cette rivière y fut à l'époque légèrement déviée (au point kilométrique 418,112 de la voie), pour mettre le cours de la rivière perpendiculaire à la voie de chemin de fer (la zone notée 1 sur le plan). Le pont qu'il aurait été nécessaire aurait été beaucoup plus long et donc plus cher que cette déviation de la Vienne, qui fut donc réalisée. Comme le tracé de la limite entre les deux communes de Masléon et Bujaleuf, qui suivait celui, rectiligne, de la Vienne, n'a pas été changé, la Vienne entre donc, sur quelques mètres dans Masléon. Mille-neuf-cents mètres plus haut sur la voie, entre Bujaleuf et Neuvic-Entier, juste avant que la Vienne n'entre dans Masléon, elle a été, là aussi, déviée et pour la même raison qu'ici.
Autre problème pour les travaux, juste en amont de ce point, la Vienne prend une courbe qui est trop serrée pour une voie de chemin de fer. La pente, très forte sur la rive droite (environ 70 %), y interdit le passage (sauf à y faire des travaux très chers) et un énorme rocher bloque le trajet sur l'autre rive. Ce rocher est creusé sur une profondeur d'environ 15 m (le point 2 sur le plan). La tranchée ainsi creusée aboutit directement sur le second pont situé juste après la courbe de la Vienne (3). De là, la ligne continue vers Eymoutiers .
À la même période est créé le chemin vicinal no 81, aujourd'hui la D 232, qui à ce niveau, s’orne de deux ponts routiers, l'un surplombant la voie de chemin de fer sur la tranchée (4) et le second sur la Vienne à quelques mètres en aval du second pont ferroviaire (6).
La gare la plus proche de Masléon est celle de Saint-Denis-des-Murs, à 400 m en aval du confluent de la Combade et de la Vienne. À l'époque le pont le plus proche conduisant de Masléon et cette gare est celui ouvert en 1868 (soit un trajet total d'environ 5 km). En 1887, sept ans après l'ouverture de la ligne, un pont est construit sur la Combade à quelques mètres de la fin de son cours. Il permet la jonction entre Masléon et la gare en un trajet d'environ 3 km via un autre pont, de construction récente, à 100 m de là sur la Vienne.
En 1889, la grotte qui aurait accueilli saint Léonard de Noblac au VIe siècle est ornée d’une statue du saint qui y est bénite. Divers projets d'agrandissement sont présentés pour la construction d'un ensemble de groupe scolaire, mairie et foyer communal, en 1886, 1892 et 1935. Ces deux premiers projets sont partiellement réalisés (donnant naissance à l'actuelle mairie pour celui de 1886). Celui de 1935 sera abandonné dès 1936.
♦ Une anecdote : Dans son numéro du 27 octobre 1889, l'hebdomadaire Journal des Voyageurs, dans une colonne titrée Chronique de l'émigration, publie un petit article peu détaillé, titré Au Canada qui parle de quelques habitants de Masléon qui sont allés, avec des habitants d'autres départements français, fonder une colonie française dans la province du Manitoba, colonie qui, dit l'article, s'accroît tous les jours. Le Manitoba n'est alors, en gros, qu'un vaste rectangle au sud de la province actuelle.
La France, de 1902 à 1905, est dirigé par Émile Combes, le Président du conseil. Il se lance dans une vaste opération anticléricale et laïque qui donnera notamment la loi de séparation de l'Église et de l'État en 1905. C'est dans ce contexte que le conseil municipal de Masléon, lors de sa délibération du 22 mai 1904, en présence d'une partie de ses membres dont le maire, Joseph Sénamaud-Beaufort, prend des décisions aux teneurs anticléricales et laïques. La partie principale, un arrêté est, comme le montre la note en marge du Registre des délibérations du Conseil municipal, visé par le préfet (ce qui est rare) qui en autorisera l'application le 25 mai de la même année.
Voici la partie principale de cette délibération :
Sur la proposition de Monsieur le Président, le Conseil prend la délibération suivante :
- Considérant que les manifestations religieuses et cléricales, se produisant en public, sont un défie au bon sens et à la raison ;
- Considérant que dans la traversée du bourg dont les rues sont très étroites et très fréquentées, ces manifestations entravent la circulation et nuisent à la liberté des citoyens ;
- Considérant qu’en vue de la défense des libertés laïques et républicaines, il est temps de réprimer les empiétements, toujours croissants, du clergé et de la soumettre au droit commun ;

Invite Monsieur le Maire à interdire les processions sur tout le territoire de la commune de Masléon.
ARRÊTÉ
Le maire de la commune de Masléon vu l’article 97 de la loi du 5 avril 1884 arrête :
- Article premier : Toute manifestation extérieure du culte et notamment les manifestations désignées sous le nom de procession sont interdites sur le territoire de la commune de Masléon.
- Article deux : La brigade de gendarmerie de Bujaleuf est chargée de l’exécution du présent arrêté.

Le conseil municipal de la commune de Masléon, sur la proposition de son Président, envoie au président de la République ses hommages respectueux.
Félicite le ministre Combes de son attitude nettement laïque, et l’engage à persévérer dans la lutte contre le cléricalisme pour préparer la séparation de l’Église et de l’État.
Félicite monsieur Edgar Monteil, préfet de la Haute-Vienne, de son administration fermement républicaine et anticléricale. Envoie à monsieur Tourgnol, député, représentant la deuxième circonscription de Limoges, le témoignage de son entière confiance, l’engage à redoubler d’efforts pour faire aboutir les réformes promises et flétrit les attaques haineuses de ses adversaires cléricaux et nationalistes.
Sur la proposition de monsieur le Président, le Conseil décide que la place de la « Maïade », portera désormais le nom de la « République » et que la croix de pierre existant sur cette place sera enlevée et remplacée par un buste de la République, dont les frais d’achat et d’installation seront supportés par une souscription publique.
Le Maire.
En 1909, le moulin de Masléon, qui a connu plusieurs propriétaires est acheté par Élie Beauffeny. Pendant la Première Guerre mondiale la commune a perdu 28 de « ses enfants », soit, avec environ 4,4 % de sa population d'alors, une proportion légèrement supérieure à la proportion de morts dans la France entière (environ 4,3 %). Il faut noter que quatre familles ont même perdu deux de leurs membres pendant ce conflit. Tous les noms de ces enfants de Masléon morts à cause de ce conflit ornent le monument aux morts.
En 1925, est ouverte une centrale électrique (44 kWh à l'origine) à 2,5 km en aval des moulins du Pont et de Masléon, et en amont du village du Râteau. Cette centrale avait pour but d'alimenter en électricité une usine fabriquant du cidre, triant et épurant des céréales et des petites graines. Bien qu'ayant reçu l'autorisation officielle d'utiliser l'énergie de la rivière, l'usine ne tournera jamais. En 1930, elle est rachetée par François Naneix, et devient une conserverie (haricots verts, champignons, tripes, etc.).

### L'époque contemporaine (1939-...)
Le 19 novembre 1940, les habitants d'Ommeray (Moselle) sont expulsés de leur commune par les Allemands. Ces réfugiés lorrains sont répartis entre les communes de Masléon, Bujaleuf et Saint-Denis-des-Murs. Le 9 juin 1944, le pont sur la Combade ouvert en 1868 fait partie des ouvrages d'arts détruits par la Résistance pour ralentir la remontée de la division Waffen SS 2e division SS Das Reich sous le commandement du général Heinz Lammerding. Celui du Râteau fait aussi partie des destructions de la Résistance. 

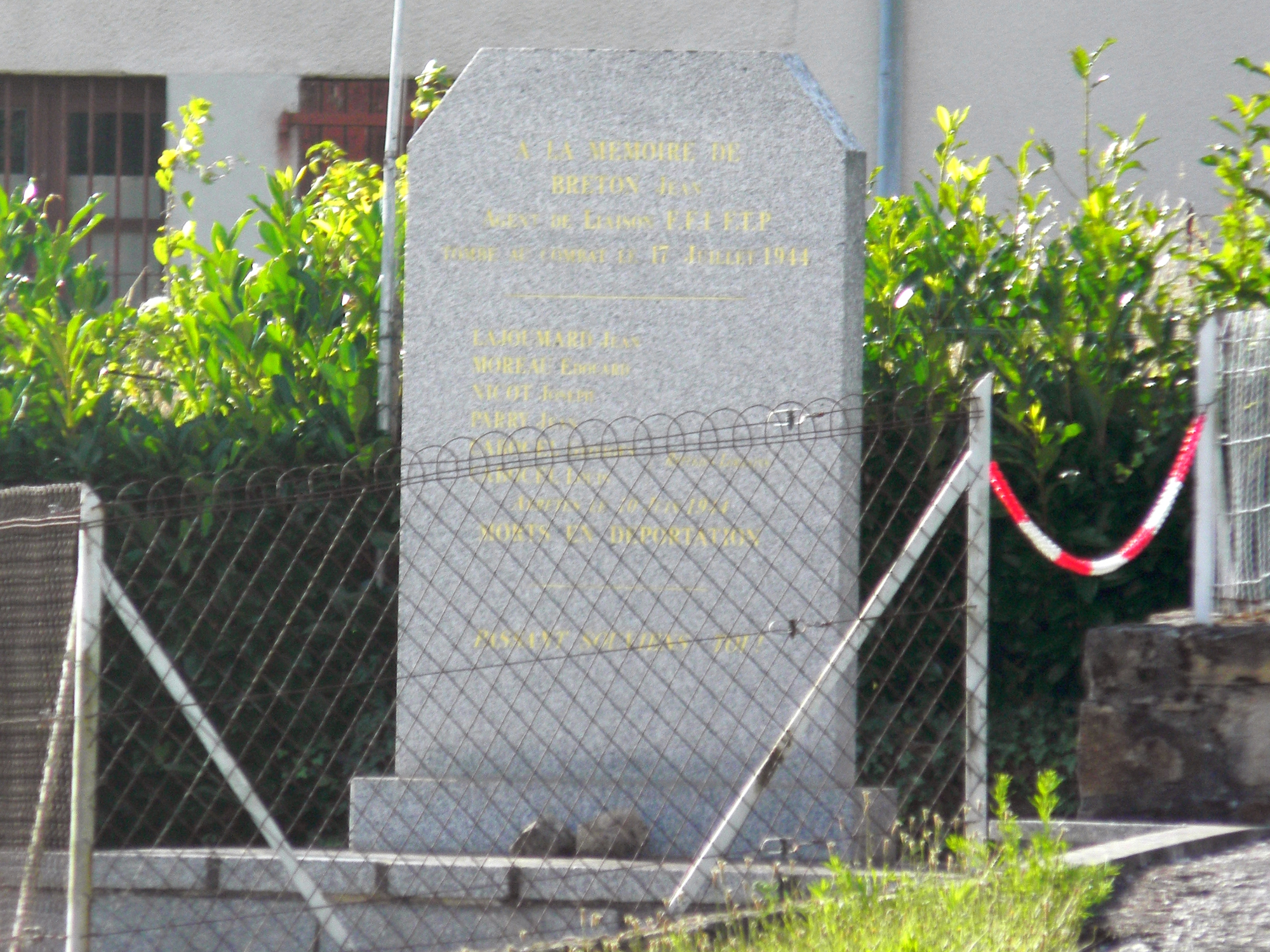
Stèle en mémoire des déportés du 10 juin 1944 et à Jean Breton mort au combat en 1944.

Le 10 juin 1944, la division Das Reich, qui a déjà commis la veille le massacre de Tulle et commet, ce même 10 juin, celui d'Oradour-sur-Glane, par le régiment « Der Führer » sous le commandement de Adolf Diekmann elle procède à des arrestations à Seilhac (Corrèze) et à Masléon. Huit personnes sont arrêtées dans cette commune, dont six sont mortes en Allemagne. Ces six victimes sont au nombre des 2 152 déportés (tous des hommes, dont 149 qui avait été arrêtés à Tulle le 9 juin) à partir du camp d'internement de Royallieu à Compiègne, le 2 juillet, pour le camp de concentration de Dachau dans le tristement célèbre « Train de la Mort » (le transport no  I.240). Ce sont :
- Jean Lajoumard - Né en 1895 à Masléon. Décédé le 24 juin 1944, à Reichenau, avant le retour en France.
- Édouard Moreau - Né en 1899 à Masléon. Décédé le 27 janvier 1945 à Neckarelz.
- Joseph Nicot - Né en 1895 à Saint-Denis-de-Murs. Décédé le 14 mars 1945 à Dachau.
- Jean Parry - Né en 1897 à Masléon. Décédé le 5 février 1945 à Dachau.
- Georges Cabocel - Né en 1914 à Ommeray (Moselle). Réfugié lorrain. Décédé le 12 mai 1945 à Dachau, avant le retour en France.
- Louis Cabocel - Né en 1918 à Ommeray (Moselle), et frère du précédent. Réfugié lorrain. Décédé le 21 avril 1945 à Spire, avant le retour en France.
- Lucien Cabocel - Ne en 1912 a Ommeray (Moselle). Réfugie lorrain. Rescapé de Dachau. Décédé en 1997.

Masléon est une des communes, de plus en plus rares, qui ne disposent pas encore de noms de rues. Il y a cependant deux exceptions : la rue des Déportés (en hommages aux victimes du 10 juin 1944) et la rue Jean-Breton, un habitant de Masléon, agent de liaison FFI-FTP, qui est mort au combat le 17 janvier 1944 à Bujaleuf. Ce dernier donne son nom à l'Amicale laïque de la commune. Un monument qui est dédié aux six déportés et à Jean Breton se trouve dans le bourg de Masléon au point final de la voie communale no 19 sur la D 979. Au cours du conflit, outre Jean Breton et les quatre habitants de la commune déportés en 1944, Masléon a aussi perdue quatre autres de « ses enfants ». Tous ces morts de Masléon sont inscrits sur le monument aux morts.
En 1958, la conserverie Naneix ferme ses portes. En 1968, après plus de deux siècles entre les mains de la même famille, le moulin de Pont ferme ses portes. Le dernier héritier du moulin, Maurice Peyrataud, après avoir tenté de reconvertir le moulin en centrale électrique, y abandonne tous activités pour installer une centrale électrique à Saint-Augustin (Corrèze). Il vend le moulin du Pont en 1988.
En 1986, la D 979 fait l'objet de nouveaux travaux de rectification de son trajet, qui réduisent d'environ un quart la distance entre les deux extrémités de la zone concernée. Ils consistent principalement, dans la commune, au percement de la pente au sortir du pont et d'une tranchée au sud-ouest du bourg. La zone des travaux avait fait l'objet d'une série de sondages géologiques. La notice sur ses sondages sur le site internet du Bureau de recherches géologiques et minières (BRGM) présente un plan détaillé, en deux parties, de la nouvelle et en partie, de l'ancienne D 979 sur la section des travaux dans la commune de Masléon. La même année 1986, Élie Beauffeny, petit-fils de l'Élie Beauffeny qui avait racheté en 1909 le moulin de Masléon, part à la retraite sans remplaçant. Il vend le moulin en 1995.
En 2015 la commune, comme toutes les communes du canton de Châteauneuf-la-Forêt, va intégrer le nouveau canton d'Eymoutiers qui comprendra aussi les communes des cantons actuels d'Eymoutiers et Saint-Germain-les-Belles, une commune de celui de Nexon, Saint-Priest-Ligoure, et une de celui de Saint-Yrieix-la-Perche, Coussac-Bonneval.

## Politique et administration
Le conseil municipal de Masléon, comme tous les conseils municipaux des communes de 100 à 499 habitants, se compose de onze membres. Le maire de Masléon est assisté par trois adjoints au maire, une femme et deux hommes. Le reste du conseil municipal se compose de quatre femmes et de trois hommes.

### Tendances politiques
Le vote des électeurs de la commune se portent surtout vers les partis de gauche, qui obtiennent généralement à Masléon un pourcentage de voix nettement supérieur à leurs scores nationaux (parfois de deux ou trois fois plus). La commune est d'ailleurs depuis longtemps conduite par un conseil municipal de gauche. La droite a renoncé à y présenter des candidats depuis plusieurs scrutins municipaux, n'ayant pas été en mesure d'y faire élire un seul de ses candidats depuis longtemps.
Le PCF autrefois, le Front de gauche aujourd'hui, ainsi que les partis d'extrême gauche peuvent avoir de meilleur rapport de pourcentage que le PS. Ainsi, lors de la présidentielle de 2007, Ségolène Royal (PS) a obtenu 25,94 % des voix à Masléon, contre 25,87 % au niveau national (ce qui est de très loin le plus faible rapport de voix entre vote local et national pour ce parti, depuis 1995), alors qu’Olivier Besancenot (LCR) y a obtenu 13,81 %, contre 4,08 % en France, et Marie-George Buffet (PCF) 6,69 %, contre 1,93 % en France. Les écologistes ne bénéficient par contre pas d'un aussi bon rapport, leurs résultats locaux n’ont jamais dépassé 75 % de leurs scores nationaux entre 1995 et 2014.
Les partis de droite quant à eux n’ont pas de bons résultats à Masléon, sauf dans de rares cas. Ainsi Jacques Chirac, lors des présidentielles de 1995 et 2002, a obtenu dans la commune des scores supérieurs aux siens dans la France entière (il faut voir là l'effet de son implantation dans la Corrèze voisine, bien plus qu'un ralliement des électeurs de Masléon aux idées du RPR). L'UDF puis le MoDem ont connu quelques élections où le rapport de ses pourcentages de voix à Masléon étaient voisins de ceux de la France entière (à partir de l'élection présidentielle de 2007 qui a conduit à la création de MoDem). Cette période semble aujourd'hui finie.

### Dernières élections
Comme la plupart des électeurs ruraux, ceux de Masléon s'abstiennent moins que l’ensemble des électeurs français. Il n’est pas rare que l’abstention y soit à 15 % en dessous de son niveau national.
Voici, depuis l'élection présidentielle de 1995, la partie principale des résultats des élections nationales : les présidentielles (de 1995, 2002, 2007 et 2012), les européennes (de 1999, 2004, 2009 et 2014) et les législatives (de 1997, 2002, 2007 et 2012) à Masléon, ainsi que, plus sommairement, des municipales (de 1995, 2001, 2008 et 2014). Les autres élections ou les référendums ne sont pas traitées ici. Les résultats sont donnés par ordre décroissant des suffrages obtenues par le candidat ou la liste à Masléon.
- Élection présidentielle de 1995 – 266 inscrits à Masléon[72]
  - Premier tour : Abstentions : 42 voix (15,79 %) – Exprimés : 218 voix (97,32 %) – Jacques Chirac (RPR) : 70 voix (32,11 %) – Lionel Jospin (PS) : 61 voix (27,98 %) – Robert Hue (PCF) : 46 voix (21,10 %) – Jean-Marie Le Pen (FN) : 15 voix (6,88 %) – Édouard Balladur (RPR-UDF) : 8 voix (3,67 %) – Philippe de Villiers (MPF) : 6 voix (2,75 %) – Arlette Laguiller (LO) : 6 voix (2,75 %) – Dominique Voynet (Les Verts) : 6 voix (2,75 %) – Jacques Cheminade (Nouvelle solidarité) pas une voix.
  - Second tour : Abstentions : 34 voix (12,78 %) – Exprimés : 219 voix (94,40 %) - Lionel Jospin (PS) : 118 voix (53,88 %) – Jacques Chirac (RPR) : 101 voix (46,12 %)
- Élections municipales de 1995 – 266 inscrits à Masléon
  - Une seule liste se présente.
- Élections législatives de 1997 – 261 inscrits à Masléon[73]. Depuis 1986 la commune faisait partie de la quatrième circonscription de la Haute-Vienne. 
  - Premier tour : Abstentions : 52 voix (19,92 %) – Exprimés : 190 voix (90,91 %) – Alain Rodet (PS) : 77 voix (40,53 %) – Jean-Pierre Normand (PCF) : 38 voix (20 %) – Camille Geutier (RPR) : 34 voix (17,89 %) – Bernard Daugan (FN) : 16 voix (8,42 %) – Claudine Roussie (LO) : 7 voix (3,68 %) – Bruno Caussé (Mouvement écologiste indépendant) : 6 voix (3,16 %) – Philippe Maréchal (Les Verts) : 5 voix (2,63 %) – Les autres candidats ont obtenu chacun moins de 5 voix.
  - Second tour : Abstentions : 55 voix (21,07 %) – Exprimés : 183 voix (88,83 %) – Alain Rodet (PS) : 130 voix (71,04 %) – Camille Geutier (RPR) : 53 voix (28,96 %)
- Élections européennes de 1999 – 263 inscrits à Masléon[74]
  - Abstentions : 110 voix (41,83 %) – Exprimés : 127 voix (83,01 %) – PS : 43 voix (33,86 %) – PCF : 20 voix (15,75 %) – RPR : 13 voix (10,24 %) – RPF : 13 voix (10,24 % ) – CPNT : 7 voix (5,51 %) – UDF : 6 voix (4,72 %) – FN : 6 voix (4,72 %) – MNR : 6 voix (4,72 %) – Les Verts : 5 voix (3,94 %) – Les autres listes ont obtenu chacune moins de 5 voix.
- Élection présidentielle de 2002 – 250 inscrits à Masléon[75]
  - Premier tour : Abstentions : 53 voix (21,20 %) – Exprimés : 188 voix (95,43 %) – Jacques Chirac (RPR) : 51 voix (27,13 %) – Lionel Jospin (PS) : 28 voix (14,89 %) – Jean-Marie Le Pen (FN) : 22 voix (11,70 %) – Arlette Laguiller (LO) : 20 voix (10,64 %) – Robert Hue (PCF) : 17 voix (9,04 %) – Olivier Besancenot (LCR) : 12 voix (6,38 %) – François Bayrou (UDF) : 9 voix (4,79 %) – Jean-Pierre Chevènement (MDC) : 9 voix (4,79 %) – Jean Saint-Josse (CPNT) : 6 voix (3,19 %) – Alain Madelin (DL) : 6 voix (3,19 %) – Les autres candidats ont obtenu chacun moins de 5 voix.
  - Second tour : Abstentions : 43 voix (17,20 %) – Exprimés : 194 voix (93,72 %) – Jacques Chirac (RPR) : 169 voix (87,11 %) – Jean-Marie Le Pen (FN) : 25 voix (12,89 %)
- Élections municipales de 2001 – 250 inscrits à Masléon
  - Une seule liste se présente
- Élections législatives de 2002 – 251 inscrits à Masléon[76]
  - Premier tour : Abstentions : 52 voix (20,72 %) – Exprimés : 192 voix (96,48 %) – Alain Rodet (PS) : 93 voix (48,44 %) – Olivier Le Tarrasti (UMP) : 48 voix (25 %) – Françoise Decan (PCF) : 19 voix (9,90 %) – Laëtitia du Teilhet (UDF) : 10 voix (5,21 %) – Jeanine Dupuy (FN) : 8 voix (4,17 %) – Les autres candidats ont obtenu chacun moins de 5 voix.
  - Second tour : Abstentions : 73 voix (29,08 %) – Exprimés : 163 voix (91,57 %) – Alain Rodet (PS) : 111 voix (68,10 %) – Olivier Le Tarrasti (UMP) : 52 voix (31,90 %)
- Élections européennes de 2004 – 244 inscrits à Masléon[77]
  - Abstentions : 105 voix (43,03 %) – Exprimés : 134 voix (96,40 %) – PS : 55 voix (41,04 %) – PCF : 19 voix (14,18 %) – UMP : 17 voix (12,69 %) – UDF : 13 voix (9,70 %) – LO-LCR : 8 voix (5,97 %) – MPF : 7 voix (5,22 %) – Les Verts : 5 voix (3,73 %) – FN : 5 voix (3,73 %) – Les autres listes ont obtenu chacune moins de 5 voix.
- Élection présidentielle de 2007 – 270 inscrits à Masléon[78]
  - Premier tour : Abstentions : 22 voix (8,15 %) – Exprimés : 239 voix (96,37 %) – Ségolène Royal (PS) : 62 voix (25,94 %) – François Bayrou (UDF) : 47 voix (19,67 %) – Nicolas Sarkozy (UMP) : 44 voix (18,41 %) – Olivier Besancenot (LCR) : 33 voix (13,81 %) – Jean-Marie Le Pen (FN) : 17 voix (7,11 %) – Marie-George Buffet (PCF) : 16 voix (6,69 %) – Philippe de Villiers (MPF) : 5 voix (2,09 %) – Les autres candidats ont obtenu chacun moins de 5 voix.
  - Second tour : Abstentions : 28 voix (10,37 %) – Exprimés : 224 voix (92,56 %) – Ségolène Royal (PS) : 141 voix (62,95 %) – Nicolas Sarkozy (UMP) : 83 voix (37,05 %)
- Élections législatives de 2007 – 270 inscrits à Masléon[79]
  - Premier tour : Abstentions : 58 voix (21,48 %) – Exprimés : 209 voix (98,58 %) – Alain Rodet (PS) : 104 voix (49,76 %) – Sarah Gentil (UMP) : 45 voix (21,53 % ) – Éric Bénard (MoDem) : 17 voix (8,13 %) – Stéphane Lajaumont (LCR) : 16 voix (7,66 %) – Françoise Decan (PCF) : 14 voix (6,70 %) – Monique Martin (Mouvement écologiste indépendant) : 5 voix (2,39 %) – Les autres candidats ont obtenu chacun moins de 5 voix.
  - Second tour : Abstentions : 63 voix (23,33 %) – Exprimés : 198 voix (95,65 %) – Alain Rodet (PS) : 140 voix (70,71 %) – Sarah Gentil (UMP) : 58 voix (29,29 %)
- Élections municipales de 2008 – 269 inscrits à Masléon[80]
  - Une seule liste se présente, mais le panachage, possible à Masléon, conduit à la nécessité d'organiser un second tour cela pour pourvoir un seul poste.
- Élections européennes de 2009 – 270 inscrits à Masléon[81]
  - Abstentions : 140 voix (51,85 %) – Exprimés : 118 voix (90,77 %) – PS : 27 voix (22,88 %) – FG : 20 voix (16,95 %) – MoDem : 19 voix (16,10 %) – UMP : 17 voix (14,41 %) – Les Verts : 10 voix (8,47 %) – FN : 6 voix (5,08 %) – NPA : 5 voix (4,24 %) – Alliance écologique indépendante : 5 voix (4,24 %) – Les autres listes ont obtenu chacune moins de 5 voix.
- Élection présidentielle de 2012 – 252 inscrits à Masléon[82]
  - Premier tour : Abstentions : 39 voix (15,48 %) – Exprimés : 209 voix (98,12 %) – François Hollande (PS) : 83 voix (39,71 %) – Jean-Luc Mélenchon (FG) : 50 voix (23,92 %) – Marine Le Pen (FN) : 31 voix (14,83 %) – Nicolas Sarkozy (UMP) : 28 voix (13,40 %) – François Bayrou (MoDem) : 14 voix (6,70 %) – Les autres candidats ont obtenu moins de 5 voix.
  - Second tour : Abstentions 42 voix (16,67 %) – Exprimés : 200 voix (95,24 %) – François Hollande (PS) : 149 voix (74,50 %) – Nicolas Sarkozy (UMP) : 51 voix (25,50 %)
- Élections législatives de 2012 – 252 inscrits à Masléon[83]. Pour ces élections législatives les circonscriptions sont redécoupées. La quatrième de la Haute-Vienne, dont faisait partie la commune de Masléon, est supprimée. Masléon intègre la nouvelle première circonscription.
  - Premier tour : Abstentions : 82 voix (32,54 %) – Exprimés : 166 voix (97,65 %) – Alain Rodet (PS) : 101 voix (60,84 %) – Claude Toulet (FG) : 26 voix (15,66 %) – Florence Prévot-Sola (UMP) : 15 voix (9,04 %) – Nicole Serre (FN) : 14 voix (8,43 %) – Les autres candidats ont obtenu chacun moins de 5 voix.
  - Second tour : Abstentions : 90 voix (35,71 %) – Exprimés : 148 voix (91,36 %) – Alain Rodet (PS) : 122 voix (82,43 %) – Florence Prévot-Sola (UMP) : 26 voix (17,57 %)
- Élections municipales de 2014 – 251 inscrits à Masléon[84]
  - Une seule liste se présente dont tous les membres sont élus, dès le premier tour, avec des scores allant de 91,36 % à 73,45 %.
- Élections européennes de 2014 – 251 inscrits à Masléon[85]
  - Abstentions : 111 voix (44,22 %) – Exprimés : 132 voix (52,59 %) – PS : 55 voix (41,67 %) – FN : 22 voix (16,67 %) – FG : 18 voix (13,64 %) – UMP : 12 voix (9,09 %) – EELV : 5 voix (3,79 %) – Les autres listes ont obtenu chacune moins de 5 voix.
- Élections municipales de 2020
  - Deux listes se présentent à cette occasion, la liste du maire sortant est néanmoins élue au premier tour face à une liste non complète.

### Liste des maires
Cette liste a été établie à partir des Registres des délibérations du Conseil municipal (le plus ancien consulté débute par une session en date du 18 mars 1897). Les dates sont, sauf contre-indication, celle de la session qui a vu l'élection du maire concerné (pour le début) et du maire suivant (pour la fin). La durée du mandat du conseil municipal, fixée à quatre ans par une loi de 1884, a été portée à six ans en 1929 (voir Histoire des maires de France). L'élection municipale de 2008, prévue en 2007, a été déplacée à cette date, compte tenu du calendrier électoral qui devait voir cinq élections en 6 mois, pourtant ce mandat à 7 ans.
| Période                                  | Période                       | Identité                            | Étiquette | Qualité                                                  |
| ---------------------------------------- | ----------------------------- | ----------------------------------- | --------- | -------------------------------------------------------- |
| Les données manquantes sont à compléter. |                               |                                     |           |                                                          |
| Depuis mai 1896 ? (1)                    | 18 février 1906               | Joseph Sénamaud-Beaufort (2)        |           |                                                          |
| 18 février 1906                          | 17 mai 1908                   | Jean Couade                         |           |                                                          |
| 17 mai 1908                              | 10 décembre 1919              | Pierre Bourdelas                    |           |                                                          |
| 10 décembre 1919                         | 22 avril 1923                 | Denis Lagrange (2) Mort en fonction |           |                                                          |
| 22 avril 1923                            | 19 mai 1929                   | Pierre Pouge                        |           |                                                          |
| 19 mai 1929                              | 25 janvier 1931               | Léonard Beauffeny (2)               |           |                                                          |
| 25 janvier 1931                          | 19 mai 1935                   | Henri Bessette                      |           |                                                          |
| 19 mai 1935                              | 21 octobre 1939 (3)           | Étienne Pateloup (4)                |           |                                                          |
| 21 octobre 1939                          | 1944                          | Léonard Beauffeny (5)               |           |                                                          |
| 11 octobre 1944 (6)                      | 29 janvier 1959               | Étienne Pateloup                    |           |                                                          |
| 29 janvier 1959                          | 10 juillet 1962               | Robert Nicot (2)                    |           |                                                          |
| 10 juillet 1962                          | 20 octobre 1971               | Albert Rouveix                      |           |                                                          |
| 20 octobre 1971                          | 25 mars 1989                  | Fernand Bachellerie                 | PS        |                                                          |
| 25 mars 1989                             | 21 mars 2008                  | Michel Lefebvre                     | PS        |                                                          |
| 21 mars 2008                             | En cours (au 24 octobre 2014) | Yves Le Gouffe                      | DVG       | Employé de banque Président de la Communauté de communes |

Notes : (1) Joseph  Sénamaud-Beaufort étant cité comme maire dans le compte rendu de la session du 18 mars 1897, il est probablement à ce poste depuis l'élection municipale précédente (3 et 10 mai 1896), et peut être, si ce n'est pas son premier mandat, avant. - (2) Un des mandats de maire terminés avant la fin normale du mandat. - (3) Le conseil municipal est dissous jusqu'à la fin du conflit (le maire fait d'ailleurs partie des habitants de la commune mobilisés) et est remplacé par une Délégation spéciale - (4) Étienne Pateloup (nom officiel) était connu sous le nom d'Émile Pateloup, en application d'une tradition limousine ancienne, déjà à l'époque en cours de disparition, d'utiliser son second prénom comme prénom usuel. - (5) Léonard Beauffeny n'est pas maire mais président de la Délégation spéciale. - (6) Il s'agit de la date de la première session du conseil municipal où Étienne Pateloup est de nouveau indiqué comme étant le maire de la commune.
Les sources permettent parfois de trouver des maires en poste avant le premier de cette liste on peut citer :
- Jérôme Fougères : dernier maire de Roziers-Masléon (cité comme tel en 1823) et, après la séparation des deux communes, premier de Masléon (cité en 1833).
- Jean-Baptiste Chartier : maire de Masléon (cité comme tel en 1867).

Il faut noter que ces deux maires étaient nommés par le préfet et non élus comme aujourd'hui et comme le fut :
- Joseph Fargeaud d'Épied : propriétaire et maire à Masléon (cité comme tel en 1875).

### Jumelages
La commune n'est jumelée avec aucune autre commune et aucun projet de jumelage n'est à l'étude en 2014.

## Population et société

### Démographie
La notice qui suit est principalement basée sur le tableau ci-dessous, l'histoire de la commune et la page du site de l'INSEE « Commune de Masléon (87093) - Dossier complet » reprenant les chiffres clés de la commune.
En 1833, l’enclave de la commune de Roziers-Saint-Georges au nord-est de Masléon est rattachée à cette commune. Elle comprenait le petit village d’Épied et celui du Mondouhaut, nettement le plus peuplé des deux, qui devient le plus important, par la population, de la commune qu'il rejoint. C’est ainsi que la population de Masléon passe de 347 habitants en 1831 à 462 en 1836. À partir de 1866, la commune commence une période de hausse significative de sa population, avec pour la première fois plus de 500 habitants, 509 exactement. Cette période, qui connaît deux baisses (1872 et 1881) en neuf recensements, la conduit à son maximum de population, en 1906, avec 653 habitants.
Commence alors pour Masléon une lente, mais forte baisse de population, à laquelle s'ajoute la mort de 28 de « ses enfants » à cause de la Première Guerre mondiale et de 9 autres à cause de la Seconde. En 1982, la commune connaît son minimum de population, 304 habitants. Masléon a perdu 349 habitants en 76 ans, soit 53,45 % en moins. Ce nombre est plus faible que la population de la commune en 1793. Dès le recensement suivant (1990), la population de la commune croît de nouveau pour retrouver une population supérieure à celle de 1975 (344 habitants) en 2008 avec 349 habitants. Si la tendance se confirme dans les années futures, la baisse constatée en 2011, 18 habitants en trois ans, ne sera qu’anecdotique, comme le furent les deux baisses de 1872 et 1881 pendant la période de 1866 à 1906.
|                | Total | Masléon (France) | Hommes | Masléon (France) | Femmes | Masléon (France) |
| -------------- | ----- | ---------------- | ------ | ---------------- | ------ | ---------------- |
| Ensemble       | 331   | 100 % (100 %)    | 156    | 47,1 % (48,5 %)  | 175    | 52,9 % (51,5 %)  |
| de 0 à 14 ans  | 47    | 14,2 % (18,3 %)  | 21     | 13,6 % (19,4 %)  | 26     | 14,6 % (17,4 %)  |
| de 15 à 29 ans | 41    | 12,5 % (18,3 %)  | 23     | 15 % (19 %)      | 18     | 10,2 % (17,6 %)  |
| de 30 à 44 ans | 45    | 13,5 % (19,9 %)  | 20     | 12,9 % (20,3 %)  | 25     | 14 % (19,4 %)    |
| de 45 à 59 ans | 82    | 24,9 % (20,1 %)  | 39     | 25 % (20,3 %)    | 43     | 24,8 % (19,9 %)  |
| de 60 à 74 ans | 59    | 17,8 % (14,4 %)  | 32     | 20,7 % (14 %)    | 27     | 15,3 % (14,6 %)  |
| de 75 à 89 ans | 50    | 15,1 % (8,2 %)   | 19     | 12,1 % (6,5 %)   | 31     | 17,8 % (9,8 %)   |
| 90 ans ou plus | 7     | 2,1 % (0,8 %)    | 1      | 0,7 % (0,4 %)    | 6      | 3,2 % (1,2 %)    |

La même année 2011, comme l'indique le tableau INSEE FAM G4, parmi les habitants de Masléon de 15 ans et plus : 
- 51,8 %, étaient mariés ;
- 31 %, étaient célibataire ;
- 10,6 % divorcés et
- 6,7 % veufs.

En 2011, comme l'indique le graphique LOG G2 : 
- 7 % des habitants de Masléon y vivent depuis moins de deux ans ;
- 11,2 % depuis 2 à 4 ans ;
- 16,1 % depuis 5 à 9 ans ;
- 18,2 % depuis 10 à 19 ans
- 16,8 % depuis 20 à 29 ans  et
- 30,8 % depuis 30 ans ou plus

L'évolution du nombre d'habitants est connue à travers les recensements de la population effectués dans la commune depuis 1793. Pour les communes de moins de 10 000 habitants, une enquête de recensement portant sur toute la population est réalisée tous les cinq ans, les populations de référence des années intermédiaires étant quant à elles estimées par interpolation ou extrapolation. Pour la commune, le premier recensement exhaustif entrant dans le cadre du nouveau dispositif a été réalisé en 2008.

En 2022, la commune comptait 286 habitants, en évolution de +0,35 % par rapport à 2016 (Haute-Vienne : −0,68 %, France hors Mayotte : +2,11 %).
| 1793 | 1821 | 1831 | 1836 | 1841 | 1846 | 1851 | 1856 | 1861 |
| ---- | ---- | ---- | ---- | ---- | ---- | ---- | ---- | ---- |
| 310  | 332  | 347  | 462  | 461  | 469  | 478  | 469  | 466  |

| 1866 | 1872 | 1876 | 1881 | 1886 | 1891 | 1896 | 1901 | 1906 |
| ---- | ---- | ---- | ---- | ---- | ---- | ---- | ---- | ---- |
| 509  | 474  | 510  | 508  | 554  | 556  | 558  | 592  | 653  |

| 1911 | 1921 | 1926 | 1931 | 1936 | 1946 | 1954 | 1962 | 1968 |
| ---- | ---- | ---- | ---- | ---- | ---- | ---- | ---- | ---- |
| 638  | 568  | 572  | 565  | 519  | 452  | 456  | 442  | 396  |

| 1975 | 1982 | 1990 | 1999 | 2006 | 2008 | 2013 | 2018 | 2022 |
| ---- | ---- | ---- | ---- | ---- | ---- | ---- | ---- | ---- |
| 344  | 304  | 312  | 318  | 343  | 349  | 297  | 282  | 286  |

### Enseignement
L’école de Masléon a longtemps accueilli les élèves de la commune qui y suivaient les classes allant du CP au CM2 avec deux, puis un seul instituteur. Elle est aujourd'hui unie, avec l'école de Saint-Denis-des-Murs, dans un rassemblement pédagogique intercommunal. Les enfants des deux communes commencent leur scolarité à l’école de Saint-Denis-des-Murs (41 élèves à la rentrée 2014), de la première section de maternelle au CE1. Ils la poursuivent à l'école de Masléon (20 élèves à la rentrée 2020), qui elle accueille les élèves du CE2 au CM2. Pour la suite de leur scolarité, les élèves de Masléon vont au collège de Châteauneuf-la-Forêt et ceux de Saint-Denis-des-Murs à celui de Saint-Léonard-de-Noblat.

### Culte
La commune dépendait autrefois de la paroisse de Roziers, une paroisse qui a toujours fait partie du diocèse de Limoges. Elle devient une paroisse à part entière en 1831. Par la suite, le nombre de pratiquants diminuant en France, elle fut rattachée à la paroisse de Saint-Denis-des-Murs (1911) puis à celle de Bujaleuf. Depuis 1988, cette dernière paroisse est intégrée dans une nouvelle paroisse encore plus vaste, celle de Saint Léonard en Limousin, qui comprend, en plus, les communes du canton de Saint-Léonard-de-Noblat (moins Saint-Martin-Terressus) et la commune d'Auriat (Creuse). L'église de Masléon n'accueille plus aujourd'hui que rarement des manifestations religieuses.
Dans son Dictionnaire de la Haute-Vienne l'abbé Leclerc donne une liste, non exhaustive, des prêtres de la paroisse dont le plus remarquable est Daniel Lafont du Mazubert, curé de la paroisse de 1769 à 1794, prêtre réfractaire, qui mourut sur le vaisseau qui le conduisait à son lieu de détention.

### Manifestations culturelles et festivités
La commune accueille, le premier week-end de septembre, sa fête annuelle, depuis sa création en 1971. Elle est proposée par le Comité des Fêtes du vendredi soir au dimanche soir avec notamment un bal, un vide-greniers, une course cycliste et des stands et des manèges forains durant les trois jours.
Des manifestants culturelles y sont parfois organisées comme la soupe aux mots à la bibliothèque ou coquelicontes a destination des enfants a la salle polyvalente.
Plusieurs animations sont organisées tout au long de l'année par les associations de la commune

## Économie

### Généralités
La notice qui suit est principalement basée sur la page « Commune de Masléon (87093) - Dossier complet » du site de l'INSEE, reprenant les chiffres clés de la commune.
Comme toutes les communes rurales, Masléon a pendant longtemps eut pour principal secteur d’activité l’agriculture. Cela a conduit notamment à la construction des deux moulins et d’une conserverie sur la Combade, à la présente d'un travail à ferrer dans le bourg (aujourd'hui disparu), et d'une bascule publique. La commune organisa longtemps une foire, aujourd'hui disparue. D'abord bisannuelle, elle devient mensuelle, le troisième jeudi de chaque mois, après une décision du conseil général de 1867.
La fermeture définitive des moulins et de la conserverie (sur une période allant de 1958 à 1988), est un indice d’un déclin de l’agriculture dans la commune. Plusieurs agriculteurs quittent leur activité, partiellement ou totalement, pour, par exemple, devenir des employés.
Les 21 établissements actifs dans Masléon et les 19 entreprises ayant leurs sièges sociaux actifs à Masléon, le tout au 31 décembre 2011 et selon les tableaux INSEE CEN T1 et T4, se partagent entre :
- Agriculture : six établissements dont un avec de un à neuf salariés
- Industrie : un qui a de un à neuf salariés
- Construction : deux dont un a de un à neuf salariés
- Commerce, transports et services divers : huit dont un seul a de un à neuf salariés. L'un d'eux n'a pas son siège social à Masléon.
- Administration publique, enseignement, santé ou l’action sociale : quatre dont deux qui ont chacun de un à neuf salariés. L'un d'eux n'a pas son siège social à Masléon.

La commune ne compte que cinq entreprises implantées sur son territoire. Elles se répartissent, par secteur d'activité au 1er janvier 2013 et selon le tableau INSEE DEN T3, entre : 
- Construction : deux entreprises
- Commerce, transports, services divers : Une entreprise, créée en 2012, dans le commerce et la réparation automobile
- Administration publique, enseignement, santé, action sociale : deux entreprises

La population active de la commune (de 15 à 64 ans) se compose de 199 personnes en 2011 (contre 220 en 2006). Elle se répartit, selon le tableau INSEE EMP T1, entre
- Actifs : 70,9 % (75,4 % en 2006)
  - Actifs ayant un emploi : 66,5 % (67,4 % en 2006)
  - Chômeurs : 4,5 % (8 % en 2006)
- Inactifs : 29,1 % (24,6 % en 2006)
  - Élèves, étudiants et stagiaires non rémunérés : 5,6 % (4,9 % en 2006)
  - Retraités ou préretraités : 14 % (11,2 % en 2006)
  - Autres inactifs : 9,5 % (8,5 % en 2006)

Au sens du recensement sont chômeurs les personnes, de 15 ans ou plus, qui soit se sont déclarées chômeurs, inscrits ou non à Pôle Emploi, sauf si elles ont déclaré explicitement ne pas rechercher de travail, soit ne se sont déclarées spontanément ni en emploi, ni en chômage, mais qui ont néanmoins déclaré rechercher un emploi). Le chômage à Masléon, au sens du recensement et selon le tableau INSEE EMP T4, est passé de
- 14,3 % en 1999 ;
- 10,6 % en 2006 ;
- 10,7 % en 2009 et
- 6,3 % en 2011.

La commune est classée en zone de revitalisation rurale (ZRR), un dispositif qui participe à aider le développement des territoires ruraux principalement à travers des mesures fiscales et sociales (exonérations d'impôts et exonérations de cotisations sociales).

### Commerces
Les données de cette section sont issues principalement des pages « Services » du site internet de la commune.
La commune accueille trois commerces de bouches : une boulangerie - pâtisserie, une épicerie dans le bourg et une ferme auberge dans le village du Reclos Bontemps. Pour les loisirs, elle accueille, dans le bourg, un gîte rural. Une société de création et de décoration sur porcelaine et une menuiserie-ébénisterie, dans le bourg, ainsi qu'une société de dépannage et de maintenance informatique, dans le village du Mondouhaut, complètent le tableau.
Les habitants de Masléon bénéficient aussi de ventes ambulantes de la boulangerie et l'épicerie de Masléon. S'y ajoutent, venant de l'extérieur à des dates régulières et sur des activités inexistants sur la commune, les ventes ambulantes de deux bouchers, d'un fromager, d'un marchand de fruits de mer, d'un marchand d'outillage, motoculture, affûtage, réparations, etc. et d'un pizzaïolo.

### Fiscalité et budget
La notice qui suit est basée sur la page « Les comptes des communes - Masléon » du site alize2.finances.gouv.fr et la page « Commune de Masléon (87093) - Dossier complet » du site de l'INSEE, reprenant les chiffres clés de la commune.
En 2011, 90 foyers fiscaux étaient imposables, soit 48,9 % des foyers fiscaux de la commune (contre 53,4 % pour la France entière). Le total du revenu net déclaré était de 3 514 000 € (soit 19 098 € par foyer). Pour les foyers fiscaux imposables ce total est de 2 539 000 € (soit 28 214 € par foyer) et pour les foyers fiscaux non imposables il est de 975 000 € (soit 10 369 € par foyer).
Les taxes locales sont calculées à partir de la base d'imposition de chaque parcelle. Cette base est elle-même calculée grâce à la valeur locative cadastrale. Une fois la base d'imposition déterminée, avec un abattement éventuel, le fisc multiplie cette base par des taux qui sont fixés annuellement par les collectivités territoriales (communes, départements, régions), pour obtenir le montant de ces taxes. Ces taux étaient pour la taxe foncière, en 2012 et pour Masléon, de 15,29 % (contre 20,04 % en moyenne en France) pour le foncier bâti et 58,24 % (contre 48,79 %) pour le foncier non bâti. Pour la taxe d'habitation, ce taux était de 11,46 % (contre 23,83 % en moyenne en France).
| Données                                | 2000 | 2001 | 2002 | 2003 | 2004 | 2005 | 2006 | 2007 | 2008 | 2009 | 2010 | 2011 | 2012 | 2013 |
| -------------------------------------- | ---- | ---- | ---- | ---- | ---- | ---- | ---- | ---- | ---- | ---- | ---- | ---- | ---- | ---- |
| Total des produits de fonctionnement   | 167  | 168  | 165  | 153  | 149  | 163  | 168  | 157  | 170  | 179  | 186  | 194  | 256  | 233  |
| dont : Impôts locaux (1)               | 45   | 46   | 50   | 48   | 49   | 50   | 50   | 53   | 57   | 63   | 64   | 67   | 72   | 75   |
| Autres impôts et taxes (2)             | 3    | 3    | 3    | 4    | 5    | 11   | 7    | 7    | 7    | 5    | 5    | 8    | 6    | 7    |
| Dotation globale de fonctionnement (3) | 46   | 46   | 47   | 47   | 59   | 61   | 63   | 63   | 64   | 67   | 65   | 67   | 67   | 67   |
| Total des charges de fonctionnement    | 130  | 128  | 143  | 130  | 133  | 144  | 156  | 148  | 151  | 164  | 174  | 178  | 250  | 234  |
| dont : Charges de personnel (4)        | 47   | 50   | 55   | 55   | 52   | 49   | 59   | 57   | 62   | 64   | 68   | 70   | 70   | 80   |
| Achats et charges externes (5)         | 54   | 47   | 53   | 37   | 39   | 46   | 45   | 52   | 51   | 59   | 67   | 62   | 104  | 91   |
| Charges financières (6)                | 4    | 3    | 3    | 3    | 5    | 6    | 3    | 3    | 3    | 3    | 2    | 2    | 9    | 12   |
| Contingents (7)                        | 7    | 8    | 12   | 9    | 3    | 14   | 15   | 16   | 14   | 15   | 16   | 16   | 16   | 16   |
| Subventions versées (8)                | 6    | 7    | 7    | 5    | 12   | 5    | 6    | 5    | 5    | 8    | 6    | 5    | 3    | 1    |
| Résultat (Produits - Charges)          | 37   | 40   | 22   | 23   | 17   | 20   | 12   | 9    | 18   | 15   | 12   | 15   | 6    | 0    |

 (1) Impôts locaux : notamment les taxes foncières et d'habitations. - (2) Autres impôts et taxes : notamment la TVA. - (3) Dotations globales de fonctionnement : les aides financiers de l'État au budget des collectivités territoriales. - (4) Charges de personnel : l'ensemble des salaires des personnels dépendant de la mairie. - (5) Achats et charges externes : ensemble des frais très divers comme les loyers, les frais d’entretien, les assurances, les frais de téléphone ou d'affranchissement du courrier, etc. - (6) Charges financières : la rémunération des emprunts qui dépendent du niveau de l'endettement et des taux d'intérêt. - (7) Contingents : les participations obligatoires d'une commune au financement de services départementaux, notamment aux sapeurs-pompiers du département. - (8) Subventions versées : l'ensemble des subventions à des associations.
Comme le montre le tableau ci-dessous l'endettement de la commune a explosé en 2012 passant de 78 000 € à 287 000 € (+ 364 %). Les dépenses d'équipement sont passées en un an de 54 000 € à 146 000 € et le remboursement d'emprunts de 48 000 € à 116 000 €. Cette dernière augmentation est dû à un emprunt de près de 75 000 € (dont 45 000 € pour de gros travaux sur le réseau d'eau de la commune), En 2004, la commune avait connu une augmentation de 172 % de sa dette pour des raisons semblables
| Données                                | 2000 | 2001 | 2002 | 2003 | 2004 | 2005 | 2006 | 2007 | 2008 | 2009 | 2010 | 2011 | 2012 | 2013 |
| -------------------------------------- | ---- | ---- | ---- | ---- | ---- | ---- | ---- | ---- | ---- | ---- | ---- | ---- | ---- | ---- |
| Encours de la dette au 31 décembre (1) | 67   | 61   | 61   | 72   | 134  | 123  | 78   | 71   | 66   | 59   | 57   | 78   | 284  | 268  |
| Annuité de la dette (2)                | 10   | 10   | 7    | 9    | 16   | 17   | 11   | 9    | 12   | 10   | 10   | 11   | 29   | 32   |

 (1) Encours de la dette : la somme que la commune doit rembourser aux banques. - (2) Annuité de la dette : la somme des intérêts d'emprunts et du montant du remboursement du capital de la commune.

## Culture locale et patrimoine

### Lieux et monuments

#### Le Bourg

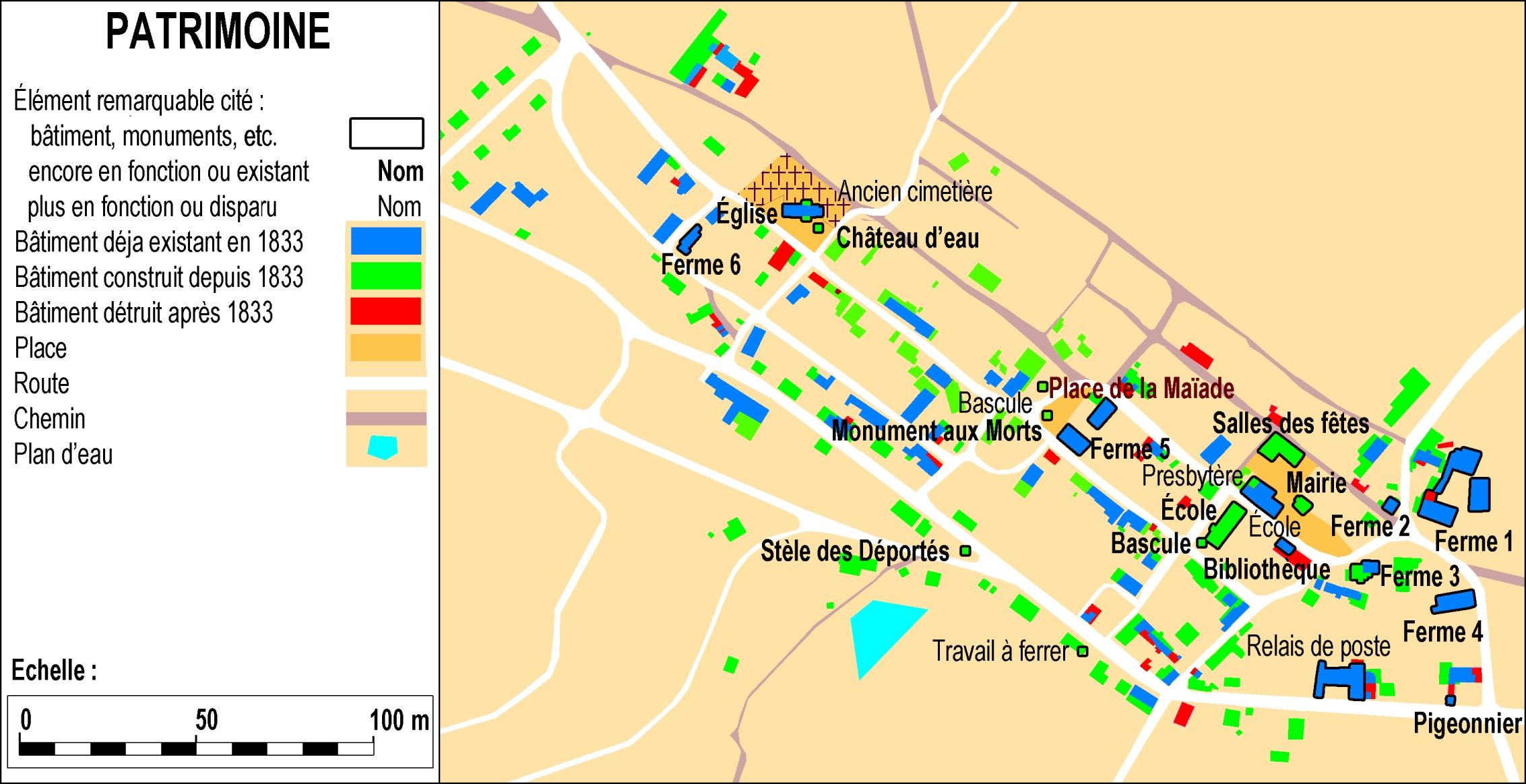
Plan détaillé du bourg avec comparaison avec 1833.

Le bourg n'a pas beaucoup évolué en superficie depuis 1833, mais accueille beaucoup de nouveaux bâtiments.
L'un des principaux bâtiments de la commune, et sans doute le plus ancien, est l'église paroissiale de l’Assomption-de la-Très-Sainte-Vierge, qui se compose d’une seule nef et de deux chapelles latérales. Elle date de 1292, mais ce n'est qu'en 1300 qu'il fut autorisé d'y avoir des fonts baptismaux. Elle a été agrandie d'un clocher-porche, de 21 m de haut, au milieu du XVIIe siècle qui rallonge d'environ 5 m la longueur de l'église (qui est aujourd'hui de 27 m) et de ses deux chapelles latérales au XIXe siècle qui rallongent de 3 m de chaque côté la largeur de l'église (qui est aujourd'hui de 13 m). Le clocher accueille une cloche qui porte l'inscription « Bénite en 1823. Fut parrain M. Léonard Leblois, membre du conseil général du département. Marraine dame Marie-Anne Fargeaud née Beaure. M. Jérôme Fougères, maire et pharmacien - Forgeot fondeur »
Elle est inscrite à l'Inventaire général du patrimoine culturel.

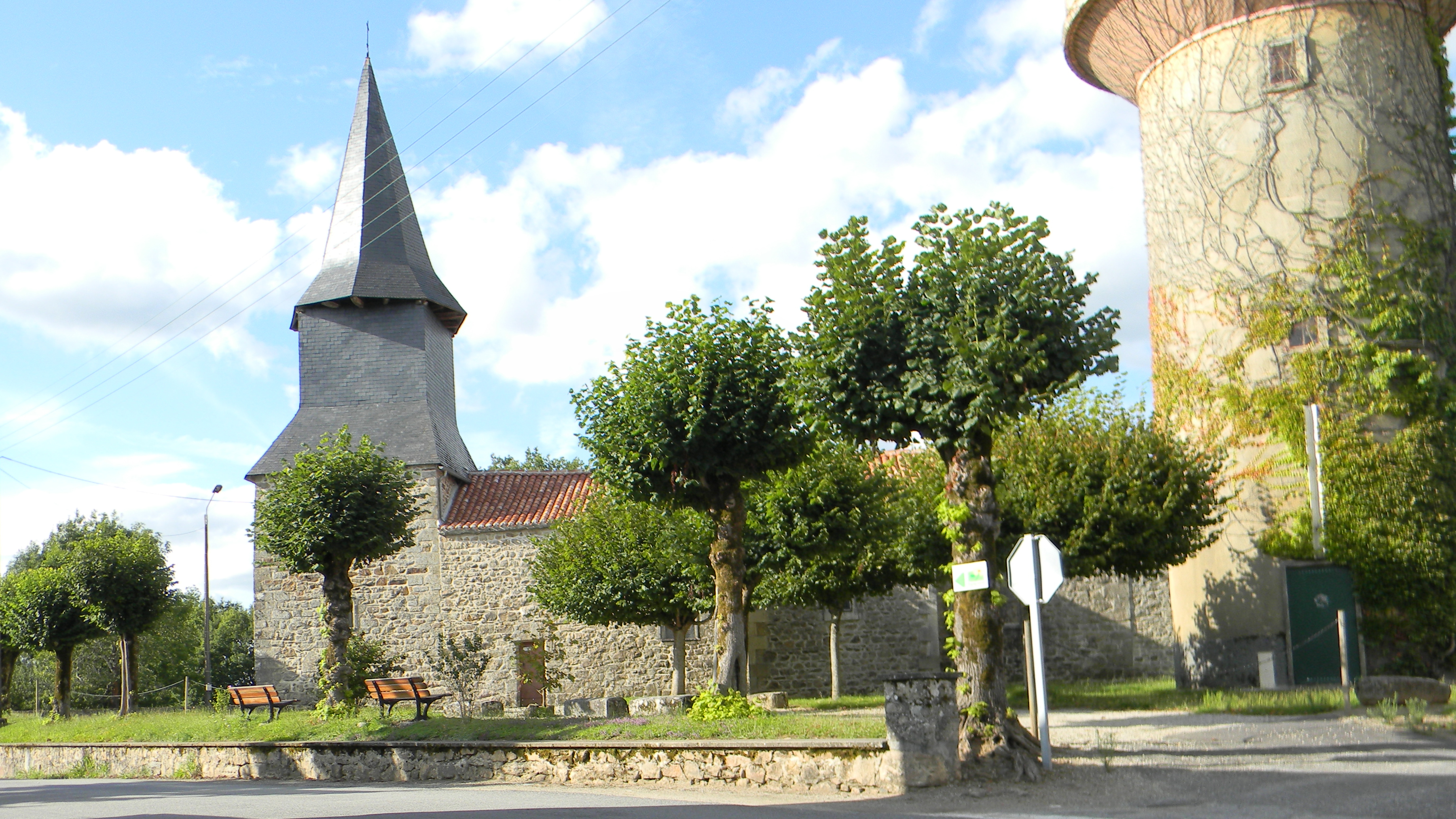
L'église de Masléon.

L'église accueille de nombreux objets liés au culte, dont certains sont inscrits ou classés aux Monuments historiques. Ceux-ci sont :
- Une statue de la Vierge à l'enfant[100], en bois peint polychrome, inscrite aux Monuments historiques en 1986.
- Une vierge de Piété[101], une toile dans un cadre en bois sculpté, inscrite aux Monuments historiques en 1974.
- Une statue de saint Roch[102], en bois peint polychrome, classée aux Monuments historiques en 1965.
- Une seconde statue de saint Roch[103], elle aussi en bois peint polychrome et classée aux Monuments historiques la même année 1965, qui s’y trouvait, et y fut volée en 1988. Il est à noter que saint Roch est le saint patron secondaire, après la Sainte Vierge, de la commune (voir aussi Les Charbonnières ci-dessous). La fête de ce saint a lieu le 16 août, le lendemain de l'Assomption de la Vierge.
- Une Décollation de saint Jean-Baptiste[104], un tableau offert à l'église à l'occasion du mariage de Joseph Limousin, seigneur de Neuvic et de Masléon, en 1750 (ses armoiries sont reproduites sur le tableau). Il est inscrit aux Monuments historiques en 1982.
- Une statue d'un saint évêque[105], en bois peint polychrome, inscrite aux Monuments historiques en 1986.

L'église fut longtemps voisine du cimetière. Il ne reste aujourd'hui de traces de celui-ci que sur le plan du cadastre où la place de l'église, bien que n'étant délimitée par rien sur le terrain, y est encore divisée en deux parcelles comme sur le plan de 1951. Dans celui-ci, la parcelle au nord, celle du cimetière, est parsemée de croix. L’église n’est ni inscrite ni classée aux Monuments historiques, comme le sont de nombreuses églises rurales. Cela est dû au fait de la présence du château d’eau sur la même place. Celui-ci, datant de 1959, a été placé là car cette position, sur le point culminant du bourg, permet de fournir de l'eau directement à la quasi-totalité des habitants de la commune. Il est haut de 19 m (contre 21 m pour le clocher). Il est, en gros, composé de deux formes cylindriques d'un diamètre de 8 m, pour sa partie supérieure, et 5 m, pour sa partie basse.
L'ancien presbytère était dans un bâtiment situé à environ 350 m de l'église, sur la même D 123 et près de la mairie. Ce bâtiment porte la date de 1619 sur le linteau de la porte, mais celui-ci est vraisemblablement issu d'une autre porte et est remployé dans une construction du XVIIIe siècle. Le presbytère a subi des transformations au XIXe siècle. L'ancienne école a été installée en 1855 dans une maison qui touche le presbytère. Elle est toute proche de l'école issue du projet de travaux de 1886, dû à l'architecte Louis Joly, qui est aujourd'hui devenue la mairie. L'école actuelle, qui date des années 1950, se trouve sur une petite butte en face de la mairie, de l'autre côté de la D 123. À son entrée se trouve la bascule municipale. En contrebas de la butte et face à la mairie, se trouve une ancienne maison devenue la bibliothèque municipale dans les années 1990 et qui est aujourd'hui la Bibliothèque intercommunale multimédia Briance-Combade. Près de la mairie se trouve la salle des fêtes datant elle des années 1990.
L'ancien relais de poste, sur la D 979, est postérieur à la création du tracé de l'actuelle D 979 qu'il borde (1780). Il est en granite avec un étage. Près de lui se trouve un pigeonnier doté d’un épi de faîtage particulier à la forme rappelant les amphores antiques.
Le bourg accueille aussi quelques fermes et maisons anciennes, notamment, près de la mairie, quatre fermes autour de la même place :
- une grande ferme[109] (ferme 1 sur le plan), au nord de la place, dont le logis porte la date 1769, année probable de sa construction, elle est complétée par une grange, donnant sur la place, construite en 1813.
- une petite ferme datant XIXe siècle[110] (Ferme 2) qui fait face, à l'ouest, à l'entrée de la précédente.
- une petite ferme datant d'au moins la première moitié du XIXe siècle[111] (ferme 3) au sud de la précédente et de l'autre côté de la rue (rénovée dans les années 2010).
- une longue ferme de la première moitié du XIXe siècle[112] (Ferme 4) à l'est de la précédente et plus éloignée de la place.

Le monument aux morts se trouve sur une place à mi-chemin entre la mairie et l'église. Cette place est devenue, par l'arrêté municipal de 1904, la place de la République. Le conseil municipal décide, par le même texte, de l'orner d'un buste de la République, en remplacement d’une croix de pierre qui s'y trouve sur un socle en pierre qui faisait près des 3/4 de la hauteur du monument aux morts qui était à moins de 5 m de lui. Ce buste fut enlevé par les Allemands le 23 juillet 1944. Un autre buste de la République, plus petit, y fut placé. Le socle sera détruit et le buste orne aujourd'hui la salle de réunion de la mairie. Malgré l'arrêté de 1904, la place garde auprès des anciens de la commune son nom antérieur de place de la Maïade (ou Mayade). Cette place accueillait, au nord-ouest, l'ancienne bascule publique, et, au sud-est, elle accueille une ferme ancienne (Ferme 5), dite par les anciens le Château, qui comporte une grange portant la date de 1634, et un logis de ferme portant la date 1662 sur un chevron.
La partie basse de la rue perpendiculaire à la D 123 entre l'église et le village des Mas au nord-ouest, accueille une ferme ancienne  (ferme 6), antérieure à 1833 et est aujourd'hui rénovée.
Sur la D 979, au nord-ouest de l'épicerie se trouve une courte ligne droite dont l'autre extrémité accueille un monument commémoratif en hommage aux déportés du 10 juin 1944 et à Jean Breton . Entre ce monument et l'épicerie se trouvait autrefois un travail à ferrer, aujourd'hui disparu.

#### Villages et lieux-dits

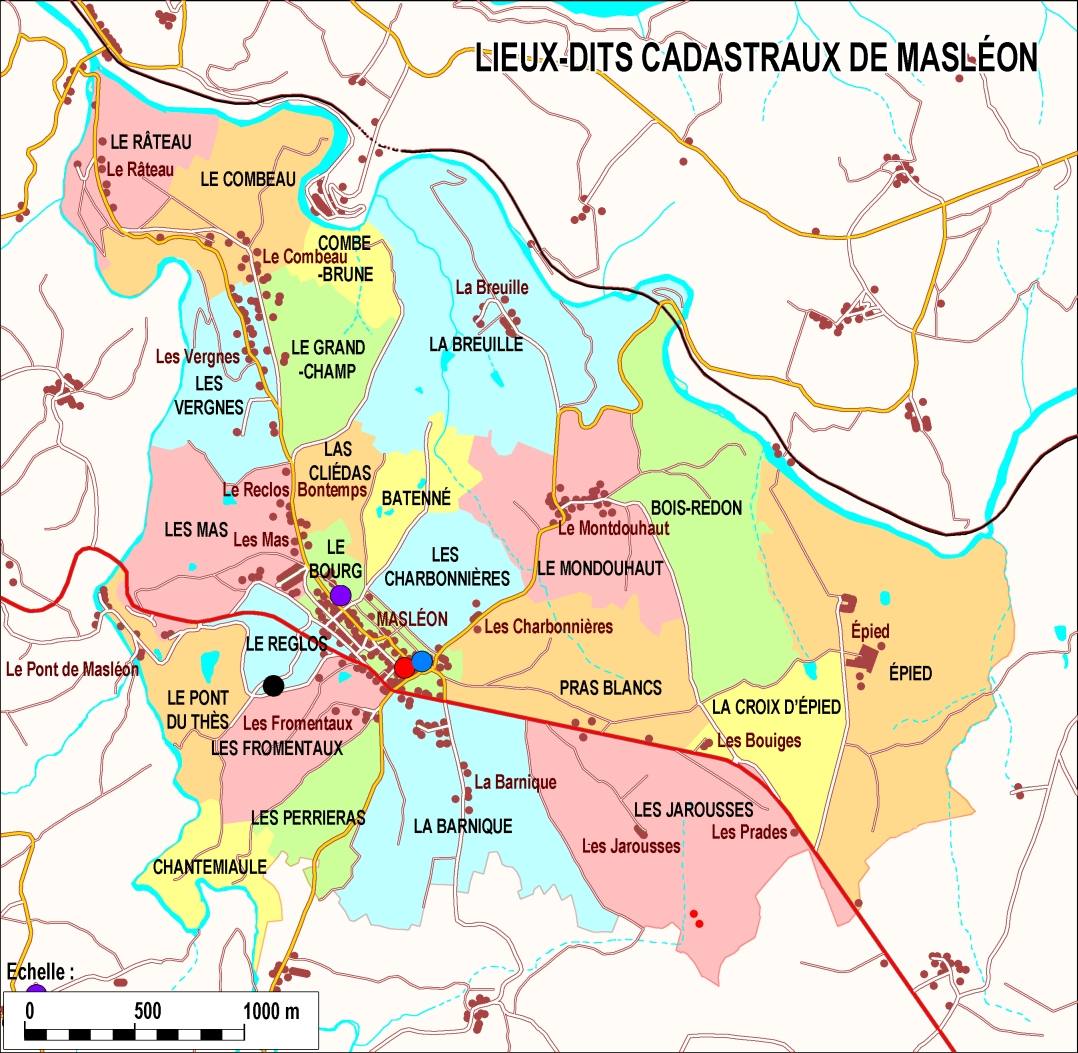
Lieux-dits cadastraux de Masléon.

Les éléments étymologiques viennent du Dictionnaire toponymique de la Haute-Vienne. Rappel : L’année 1833 est celle du premier plan du cadastre de la commune. Dans cette section le Bourg (B majuscule) désigne le lieu-dit cadastral et le bourg (B minuscule) la zone d'habitation, généralement bornée par des panneaux indicateurs.
Le plan cadastral actuel de la commune de Masléon est issu d'une simple mise à jour du plan cadastral de 1951 (cela est indiqué par le fait que ses sections sont désignées par une seule lettre et non par deux). Le plan consultable sur cadastre.gouv.fr comporte des « erreurs » dût à ce fait. On peut citer la numérotation des voies communales, les 500 derniers mètres de la voie communale 8, au Combeau, ou les quelques mètres de la VC 6, vers Les Batennés, près de l'église, qui n'ont été modifiés dans les années 1950 sur le terrain, mais pas sur le plan du cadastre.
Ce plan du cadastre se compose de :
- 2 sections cadastrales divisées en
- 9 feuilles cadastrales elles-mêmes divisées en
- 23 lieux-dits cadastraux.

Voici la liste de ces lieux-dits classés par ordre alphabétique. À noter que l'astérisque après la référence d'une feuille cadastrale (référence de la section et numéro de la feuille) indique que ce lieu-dit en est l'unique composant :
| Lieu-dit          | Feuilles | Superficie | Note |
| ----------------- | -------- | ---------- | --- |
| Batenné           | A01      | 16,3 ha    | De l'occitan Los Batenès (une forme rare en Limousin) qui donne les Batennés en français. Il est inhabité. |
| Chantemiaule      | B01      | 18 ha      | Il est inhabité (voir ci-dessous) |
| Combe Brune       | A06      | 12,6 ha    | De l'occitan Comba (vallée étroite) et bruna (brune : sans doute du fait que sa surface, composée surtout d'une pente descendante vers le nord, ne reçoit pas directement la lumière du soleil et est donc plus « sombre »). Il est inhabité.                                      |
| Épied             | A05      | 101,3 ha   | Ce lieu-dit cadastral est le plus grand de la commune. Il accueille le village éponyme (voir ci-dessous) |
| La Barnique       | B02      | 63 ha      | Son nom dériverait de Barnard. Il accueille le village éponyme, un village qui n’existait pas en 1833. Celui-ci accueillait, au sud, une scierie qui cessa ses activités dans les années 1980 et accueille depuis les années 2000, au nord-ouest, un lotissement qui porte son nom |
| La Breuille       | A06      | 93 ha      | Il accueille le village éponyme (voir ci-dessous) |
| La Croix d'Épied  | A05      | 26,4 ha    | Il accueille, près du village d'Épied (à 600 m en contrebas au nord-est), la croix métallique qui lui donne son nom, et le village des Bouiges, de l’occitan boija (terre en friche ou vient d’être défrichée), un village qui n’existait pas en 1833.                             |
| Las Cliédas       | A01      | 13,7 ha    | De l'occitan cleda (barrière). Il accueille des parties de deux villages : le Reclos Bontemps, de l’occitan reclaure (refermer) et probablement des mots français Bon et Temps. - les Mas (voir le lieu-dit éponyme)                                                               |
| Le Bois Redon     | A05      | 60,8 ha    | Il est principalement composé du bois qui lui donne son nom. Redon vient peut-être de l'occitan Redond (rond). Il est inhabité. |
| Le Bourg          | A04*     | 20,4 ha    | Il accueille la partie principale du bourg (voir ci-dessus) et une partie du village des Mas (voir ci-dessous) |
| Le Combeau        | A07      | 43,4 ha    | Il accueille en partie du village éponyme (voir ci-dessous) |
| Le Grand Champ    | A06      | 26,4 ha    | Il accueille en partie du village du Combeau (voir ci-dessous) |
| Le Montdouhaut    | A02*     | 48,1 ha    | Il accueille le village éponyme (voir ci-dessous) |
| Le Pont du Thès   | B01      | 25,7 ha    | Il accueille le village du Pont de Masléon (voir ci-dessous) |
| Le Râteau         | A07      | 27,6 ha    | Il accueille le village éponyme (voir ci-dessous) |
| Le Réglos         | B01      | 14,4 ha    | Il accueille une petite partie Ouest du bourg et l'actuelle cimetière de la commune. |
| Les Charbonnières | A01      | 23,2 ha    | Il accueille le village éponyme (voir ci-dessous) |
| Les Fromentaux    | B01      | 26,7 ha    | De l’occitan fromentau (champ de froment). Il accueille le village éponyme, un village qui n'avait qu'une maison en 1833 |
| Les Jarousses     | B02      | 73,5 ha    | Il accueille deux villages : le village éponyme (voir ci-dessous) et les Prades, de l'occitan Las Pradas (les prairies) |
| Les Mas           | A07      | 41,9 ha    | Son nom à la même origine que le « Mas » de Masléon. Il accueille le village éponyme (voir ci-dessous) et son lotissement, une partie du village du Reclos Bontemps (voir le lieu-dit las Cliédas) et une partie du bourg (voir ci-dessus)                                         |
| Les Perrieras     | B01      | 19,4 ha    | Il accueille une partie du village des Fromentaux (voir le lieu-dit éponyme) |
| Les Vergnes       | A07      | 31 ha      | De l’occitan vernha (aulnaie). Il accueille le village éponyme (voir ci-dessous) |
| Pras Blancs       | A03*     | 50,1 ha    | De l'occitan prat (pré) - Il accueille une partie du village des Bouiges (voir le lieu-dit la Croix d'Épied) et de celui des Jarousses* (voir ci-dessous) |

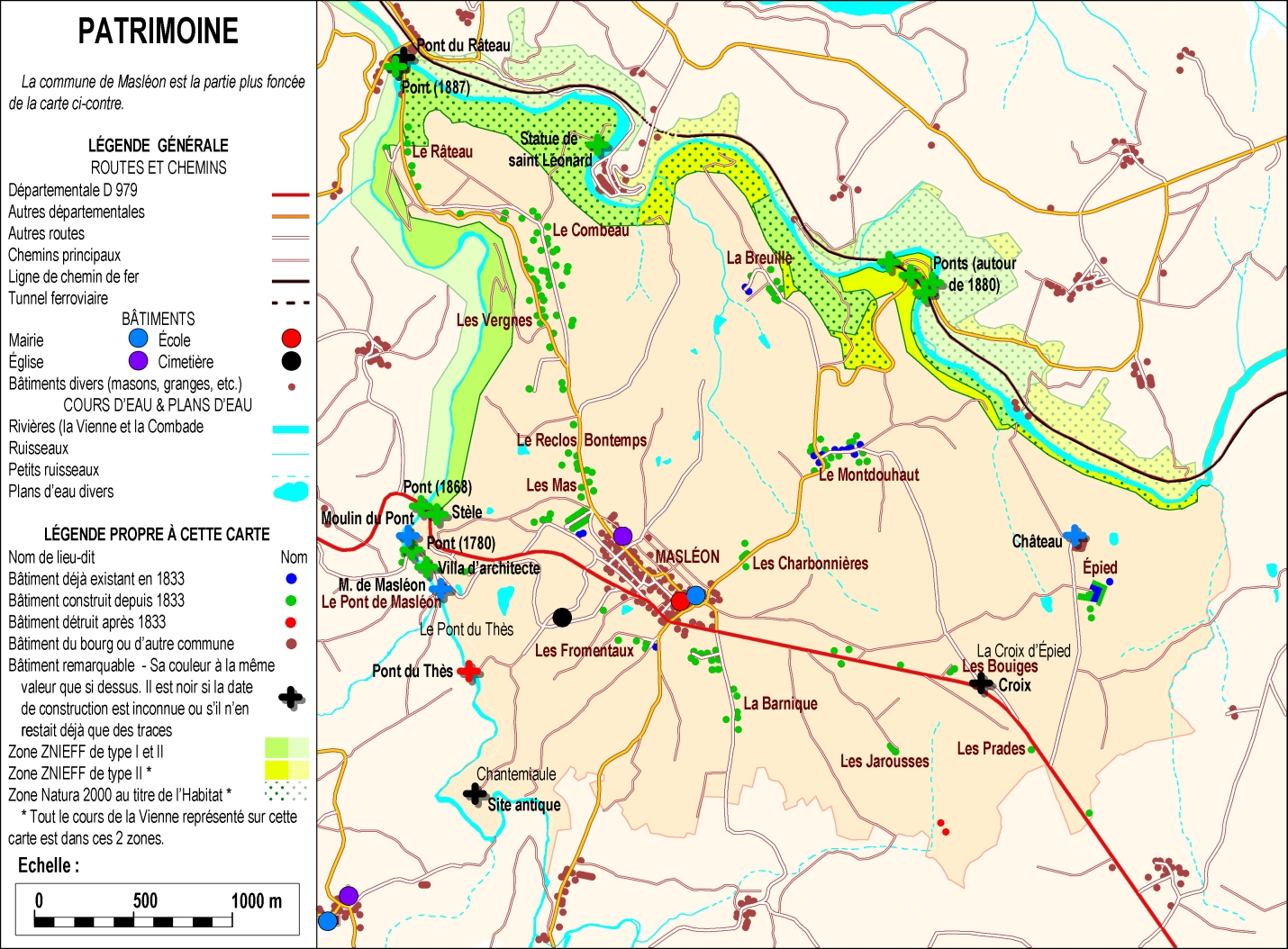
Carte détaillée du patrimoine de Masléon avec comparaison entre 1833 et aujourd'hui.

- Chantemiaule (en occitan Chanta Miaula « chante milan »), est un lieu-dit situé dans une boucle de la Combade. Cette rivière y est surplombée par une petite hauteur, appelée par les anciens de la commune les Pyrénées. Près d'un chemin qui traverse ce lieu-dit, se trouvent des traces de tranchées de quelques mètres dans une butte, qui seraient les restes de l'exploitation de l’or dans l’Antiquité. Le chemin qui y conduit est indiqué, sur le pan du cadastre de 1833, comme chemin de Chante Merle à Masléon[58].
- Épied est un petit village dont le nom viendrait de l’ancien français « espier » (épier). Il ne s’est pas beaucoup développé depuis 1833. Il se compose en effet du château d'Épied, qui date du XVIIe siècle et ses dépendances. Deux de ces cinq dépendances de 1833 composent la base d'un ensemble de bâtiments en un seul tenant qui est aujourd'hui, avec près de 6 400 m2, le plus grand de la commune. Le village faisait partie de l’ancienne enclave de Roziers-Saint-Georges rattachée à la commune en 1833. Sur le plan du cadastre napoléonien de Bujaleuf, qui date de 1834, sur la feuille G3[117], se trouve sur la Vienne (650 m au nord du village d'Épied, un moulin dit d'Épied (dit aujourd'hui ancien moulin de Bellabre, du nom d'un village de la commune de Bujaleuf voisin).
- La Breuille (parfois orthographié la Breuilh, ce qui est plus conforme à son nom occitan La Breulha lui-même de l’occitan brolha, feuillage, au sens de brindille). Ce village n’était composé en 1833 que de deux bâtiments situés près de la fin de la route sans issue qui y conduit aujourd'hui. Un de ceux-ci n'existe plus aujourd'hui. Le village donne son nom au ruisseau de La Breuille, sur lequel fut construit, dans les années 1980, un étang. À 200 m à l'est de ce village se trouvait un pont sur la Vienne et, comme l'indique le plan du cadastre de 1833 (feuille A3[118]), sur le chemin de Masléon à Bujaleuf. Il sera abandonné à la suite de la création de l'actuelle D 232 qui traverse la Vienne aux Trois -onts (environ 750 m en amont), ce qui raccourcit légèrement la distance entre les deux bourgs. Le village est le berceau de la famille Clouzeaud. Un de ses membres, Léonard, fut nommé abbé de l'abbaye Saint Martial à Limoges en 1591, mais eut du mal à y être installé en cette qualité et dans un acte de 1600 est qualifié de jadis abbé. Cette même année un autre Clouzeaud est sieur de La Breuille, comme le montre un écusson de 30 cm placée à la porte de l'église de Masléon, qui comporte cette date, son nom J. Clouzeaud et son titre[36].
- Le Combeau est un village dont le nom vient de l’occitan comba (vallée étroite) avec le suffixe qualitatif latin -alem. Ce village, qui n’existait pas en 1833, suit la voie communale no 8 qui quitte la D 123 au sommet d'une petite pente, à 300 m après sa sortie du bourg et la rejoint au bout de 1,2 km (dont les 500 m derniers datent seulement des années 1960). À environ 400 m au nord du village se trouve la grotte surplombant la Vienne qui aurait reçu saint Léonard de Noblac et accueille, depuis 1889, une de ses statues.
- Le Montdouhaut (ou le Mont Douaud) est un village, dont le nom vient de l’occitan Mont, qui à le même sens en français et douhaud, qui est lui probablement d’origine germanique dod et waldan (gouverneur). Le village a connu plusieurs noms, comme le Mondois (sur la carte de Cassini de 1815[19]), le Mont Douhaud, (sur le plan du cadastre de 1833 et sa feuille A1[119], les cartes de l'IGN et les panneaux indicateurs), ou donc le Mondouhaut (sur l'actuel plan du cadastre). Il fait partie de la commune depuis 1833 et le rattachement de l’enclave de Roziers-Saint-Georges, dont il constituait l’élément principal, à Masléon. Comme le bourg il n’a pas beaucoup évolué depuis en taille mais beaucoup en densité de maisons. Il accueille notamment une société de dépannage et de maintenance informatique.
- Le Pont de Masléon (ou les Moulins) est un village situé sur la Combade. Il doit son nom au pont construit là en 1780. Il est encore très souvent signalé sous le nom de Pont de Masléon dans la documentation ou sur les cartes de l'IGN. Il est pourtant signalé, sur le panneau indicateur à l’entrée de la partie de la voie communale qui y conduit, comme étant les Moulins. Il faut noter que cette voie, qui n'est rejointe par aucune autre voie, aboutit, dans la commune de Saint-Denis-des-Murs, sur la D 979, où le panneau indicateur porte lui la mention Moulin (sans S) de Masléon. Ce village accueille, en descendant la rive droite de la Combade, l’ancien moulin de Masléon, une villa d'architecture contemporaine datant des années 2000 et l’ancien moulin du Pont. Ce village est à cheval sur la Combade et 2 maisons existent sur la rive gauche, dans la commune de Saint-Denis-des-Murs. Le village est surplombé par l'ancien trajet de la D 979, devenu, en partie, un parking et rendu à la nature pour le reste. Près de celui-ci passe le trajet de la D 979 actuelle. À l'entrée de celui-ci dans la commune, via le pont sur la Combade ouvert en 1868, se dresse un monument commémoratif rappelant sa destruction par la résistance le 9 juin 1944.
- Le Pont du Thès est le lieu-dit qui comprend au nord-ouest le village du Pont de Masléon. Son nom vient probablement de l'occitan tèlh (tilleul). Il accueillait, à environ 400 m en amont du Pont de Masléon, le pont du Thès, un pont écroulé après 1833, année où il est placé, sur le plan du cadastre (Feuille B1)[58], sur le chemin de Roziers à Masléon. Ce chemin était long d'environ 2,6 km (contre quatre pour le trajet actuel par la route). Il ne reste plus du pont que ses culées. Il est inaccessible par Masléon, car sur une propriété privée.
- Le Râteau est un village dont le nom, qui vient de l’occitan rasteu (grille d’étang), est lié à la pratique flottage du bois[120] ou bois flotté Le village n’existait pas en 1833. Il accueille, sur les bords de la Vienne, l’ancienne conserverie Naneix devenue aujourd'hui une maison d’habitation. [voir aussi dans la section « Histoire » le pont du Râteau].

La pratique du flottage du bois avait lieu, dans cette partie du Limousin, de l'automne au printemps, avec une coupure au plus fort de l'hiver. Elle est attestée depuis la fin du XIe siècle, mais n’a pris son essor qu’à partir du XVIIIe siècle, sans doute avec le début de l'industrie de la porcelaine à Limoges et Saint-Léonard-de-Noblat. Elle a cessé avec le début de la mécanisation des transports à la fin du XIXe siècle. Elle consistait à couper du bois dans les forêts de la Montagne limousine, à le débiter selon la demande des clients, et, après un an de séchage pour faciliter sa flottaison, à le faire transiter par les rivières, notamment la Vienne et la Combade, jusqu'à leurs destinataires dont ils portaient la marque. Il existe trois types de bois : 
- le bois pour bâtir : composé d'arbres entiers, qui était à destination de Limoges principalement. On les retrouve dans la plupart des bâtiments de cette ville datant de cette époque.
- le bois fendu : destiné aux tonneliers des zones viticoles en aval de Limoges sur la Vienne ou pour, après passage sur la Charente, la région de Cognac.
- le bois à brûler : composé des mauvais bois ou les restes des autres types de bois, constitue la majeure partie du bois flotté.

Le terme « râteau » désigne une installation provisoire en bois qui avait ici pour but d’aider à stopper le bois venant de la Combade et de le stocker le temps de laisser passer celui sur la Vienne. 
- Les Charbonnières (en occitan Las Charbonieras) sont un petit village (une ferme et ses dépendances) dont le nom semble faire référence à un site de fabrication du charbon de bois.

Le lieu-dit cadastral qui porte son nom accueille, à 600 mètres au nord de la mairie de Masléon, ce qui est aujourd'hui une simple source protégée par une buse en ciment d'un mètre de diamètre, mais fut connue sous le nom de fontaine Saint-Roch. Cette fontaine à dévotion fut longtemps l’objet de processions le 16 août, jour de la fête de saint Roch, qui au début faisait suite à une messe en son honneur qui avait lieu dans l'église (d'où la présence de statues de lui dans l'église). Ces processions durèrent jusqu'à l'arrêté municipal de 1904 qui interdit toute manifestation extérieure de culte et les visées en particulier. La fontaine restera pourtant objet de visites individuelles. Les propriétaires actuelles de la source conservent divers objets en venant.
- Les Jarousses sont un petit village, en nombre de maisons, mais étendu de la D 979 à près de 400 m au sud. Son nom serait d’origine gauloise. Il est à noter que sur le plan du cadastre de 1833 (Feuille B2)[122], le village, noté La Jarousse, ne comportait que deux bâtiments situés environ 500 m au sud-est des bâtiments les plus au sud actuellement. Il semble que ces bâtiments ont été démolis pour être reconstruits plus près du reste du village.

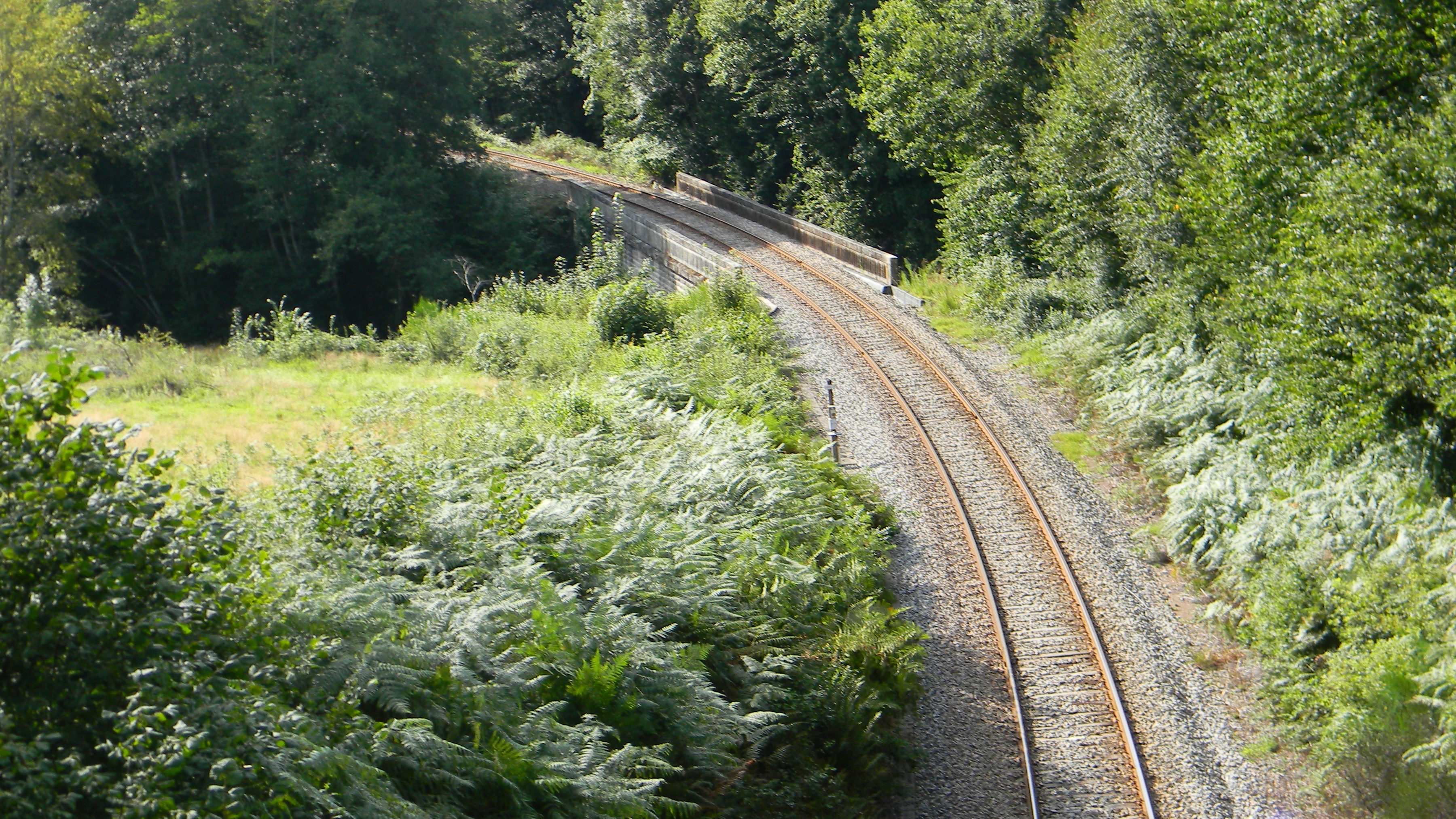
Le premier pont ferroviaire pris du pont sur le rocher.

- Les Mas sont un village qui est à cheval entre le lieu-dit qui porte son nom et la partie nord-ouest du Bourg. Il est sur la D 123 et n’existait pas en 1833. Dans les années 1980 fut construit, entre ce village et le bourg, le lotissement qui porte son nom. Le carrefour accueille outre la D 123 les voies communales no 13, (voie sans issue qui traverse le lotissement), et no 14 (qui entre dans le bourg), la voie communale no 12, une portion de route qui devient ensuite chemin et qui est l'entrée dans le bourg de l’ancienne route de Limoges à Eymoutiers d'avant les travaux de 1780.
- Les Moulins : voir Le Pont de Masléon.
- Les Trois Ponts sont un lieu-dit situé à l’est de La Breuille. Il accueille, à la suite des travaux de 1875 à 1880, le court passage de la voie de chemin de fer de la ligne du Palais à Eygurande-Merlines dans la commune et deux ponts routiers sur la D 232. Les trois ponts sur la Vienne sont à l’origine de son nom.
- Les Vergnes sont un des villages les plus importants de la commune. Il n’existait pas en 1833. Il s'allonge principalement à l'est de la D 123.

### Équipements culturels

#### Bibliothèque
La commune accueille la bibliothèque intercommunale multimédia Briance-Combade. C'est l’ancienne bibliothèque municipale créée, dans les années 1990, dans une ancienne maison reconvertie. Elle occupe une surface de 60 m2. Elle fait partie du réseau des Bibliothèques Briance-Combade, et du réseau de la Bibliothèque départementale de prêt de la Haute-Vienne. Au titre du réseau Bibliothèques Briance-Combade, qui dépend de la communauté de communes Briance-Combade, toutes personnes qui y est inscrite est automatiquement inscrite dans les autres bibliothèques du réseau.

#### Cinéma
La commune ne dispose pas de salle de cinéma.

### Patrimoine naturel
La partie du territoire de la commune voisine de la vallée de la Vienne (sur les environs 5,3 km où elle borde la commune) et la partie finale de celle de la Combade (sur environ 2,6 km) font partie de la zone naturelle d’intérêt écologique, faunistique et floristique (ZNIEFF) de type II, dite de la « Vallée de la Vienne de Servières à Saint-Léonard-de-Noblat ». Celle-ci se compose de nombreuses ZNIEFF de type I dont, pour Masléon, celles de : 
- La Vallée de la Vienne aux Trois Ponts de Masléon[125], en amont sur la Vienne, qui accueille comme flore déterminante la fétuque en spadice (Festuca spadicea), le millepertuis à feuilles linéaires (Hypericum linarifolium) et :

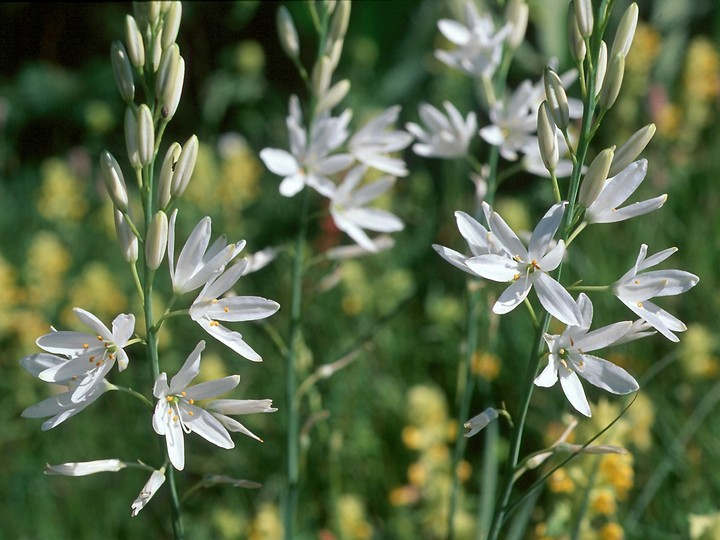
la Phalangère à fleur de lis (Anthericum liliago).
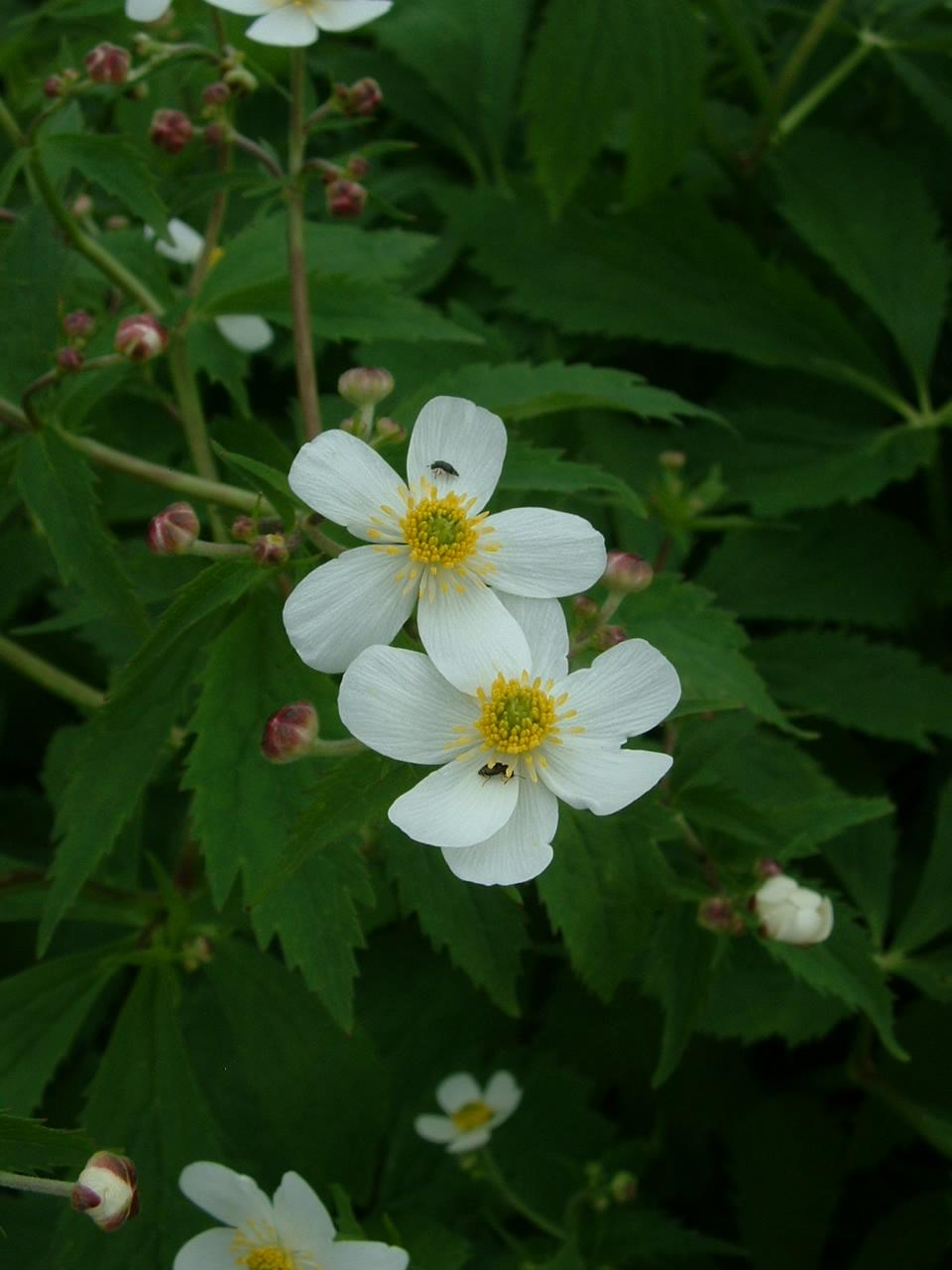
la Renoncule à feuilles d'aconit (Ranunculus aconitifolius).
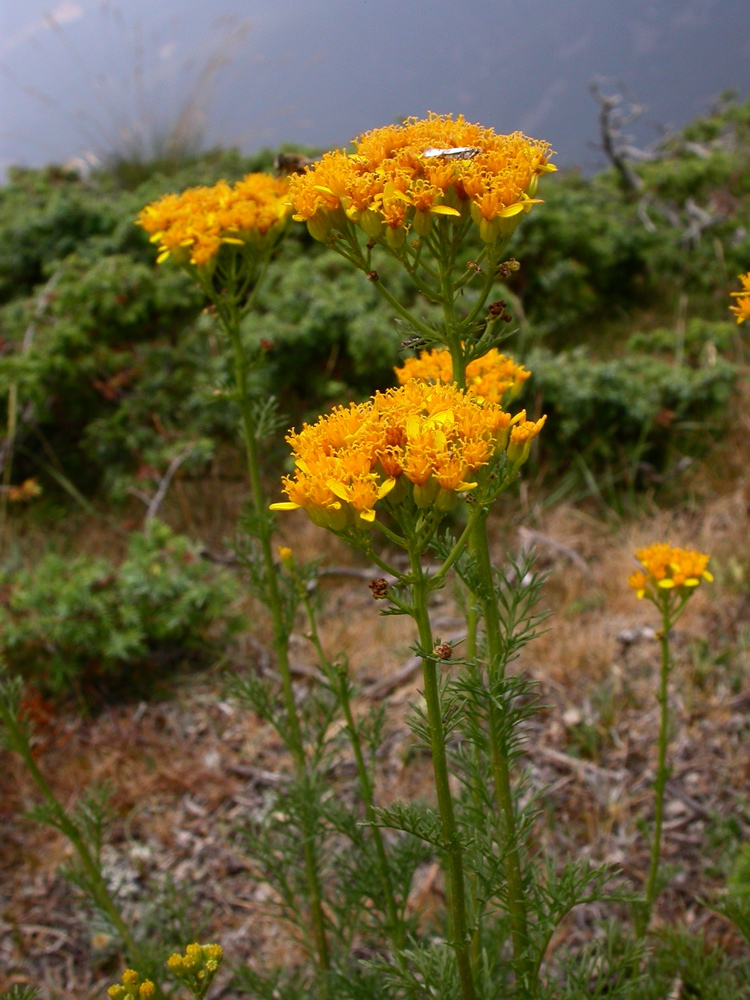
le Séneçon à feuilles d'adonis (Jacobaea adonidifolia).
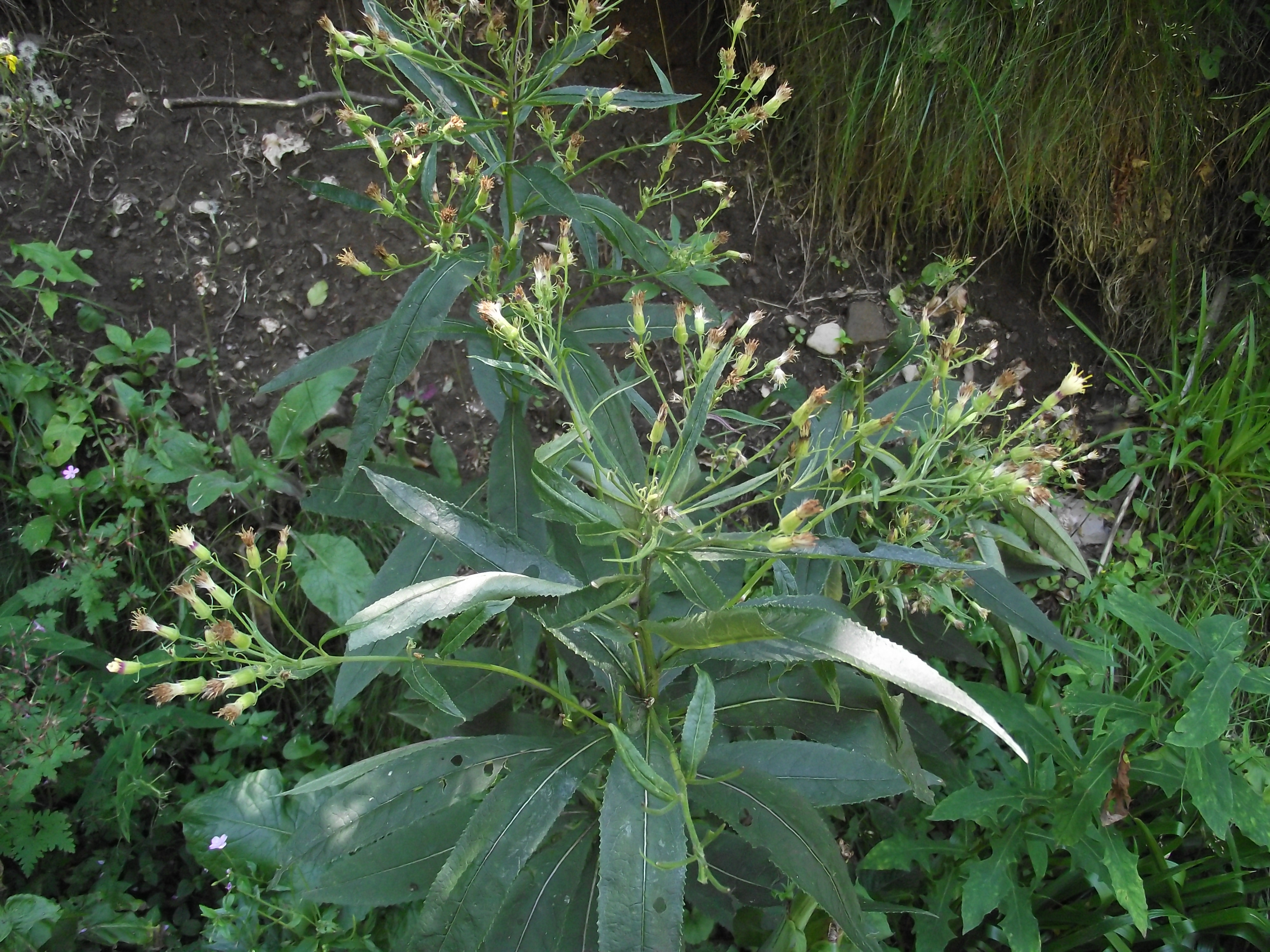
et le Séneçon fausse cacalie (Senecio cacaliaster).

- La vallée de la Vienne à la confluence de la Combade[126], qui accueille elle aussi comme flore déterminante la Renoncule à feuilles d'aconit et le Séneçon fausse cacalie. Elle accueille aussi la Corydalle à vrilles (Ceratocapnos claviculata) et :

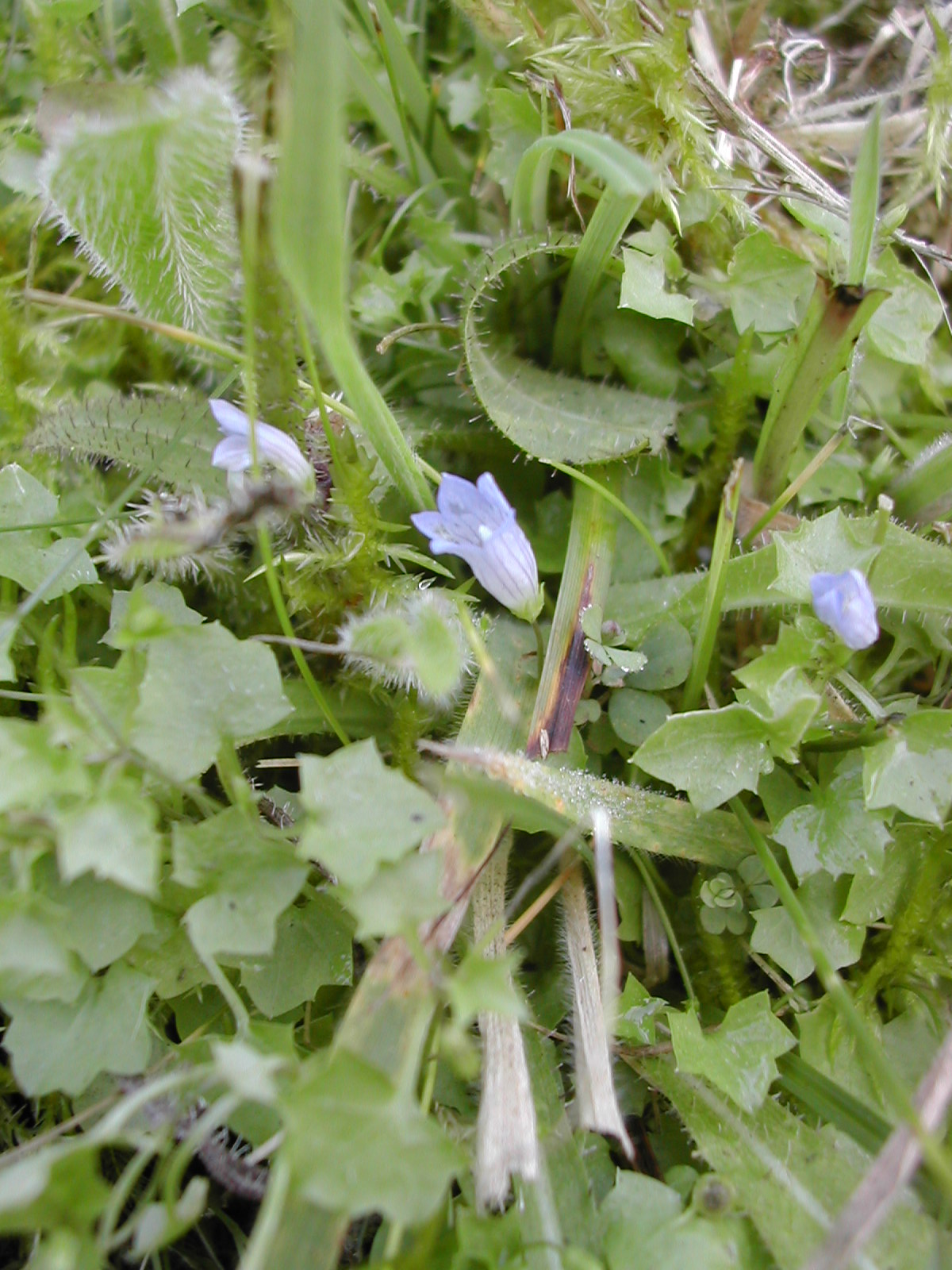
la Campanille à feuilles de lierre (Wahlenbergia hederacea).
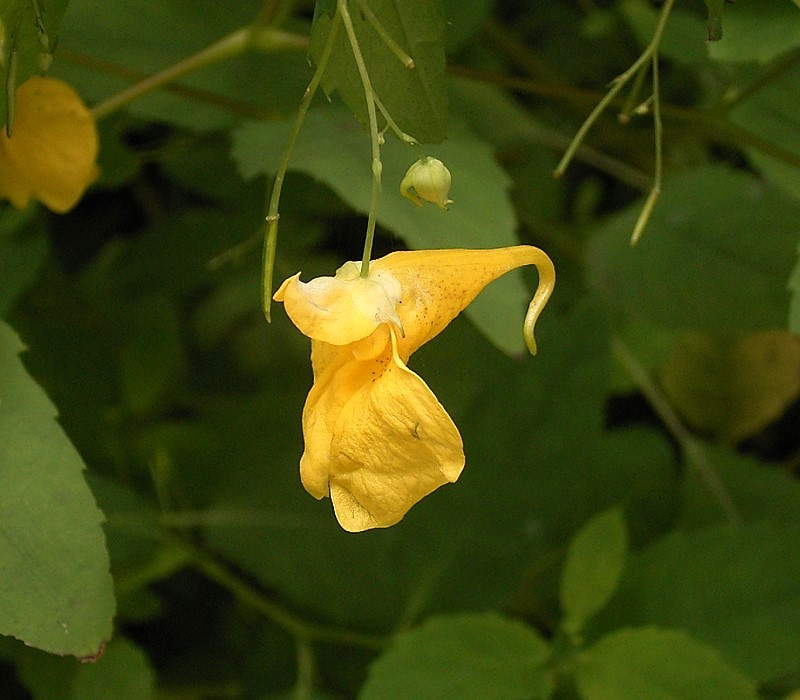
et l'Impatience ne me touchez pas (Impatiens noli me tangere).

La quasi-totalité de ces ZNIEFF sur la vallée de la Vienne est aussi un site Natura 2000, au titre de la directive « Habitats ». Cette zone Natura 2000, dite de La Haute vallée de la Vienne, accueille un poisson le Rhodeus amarus et :

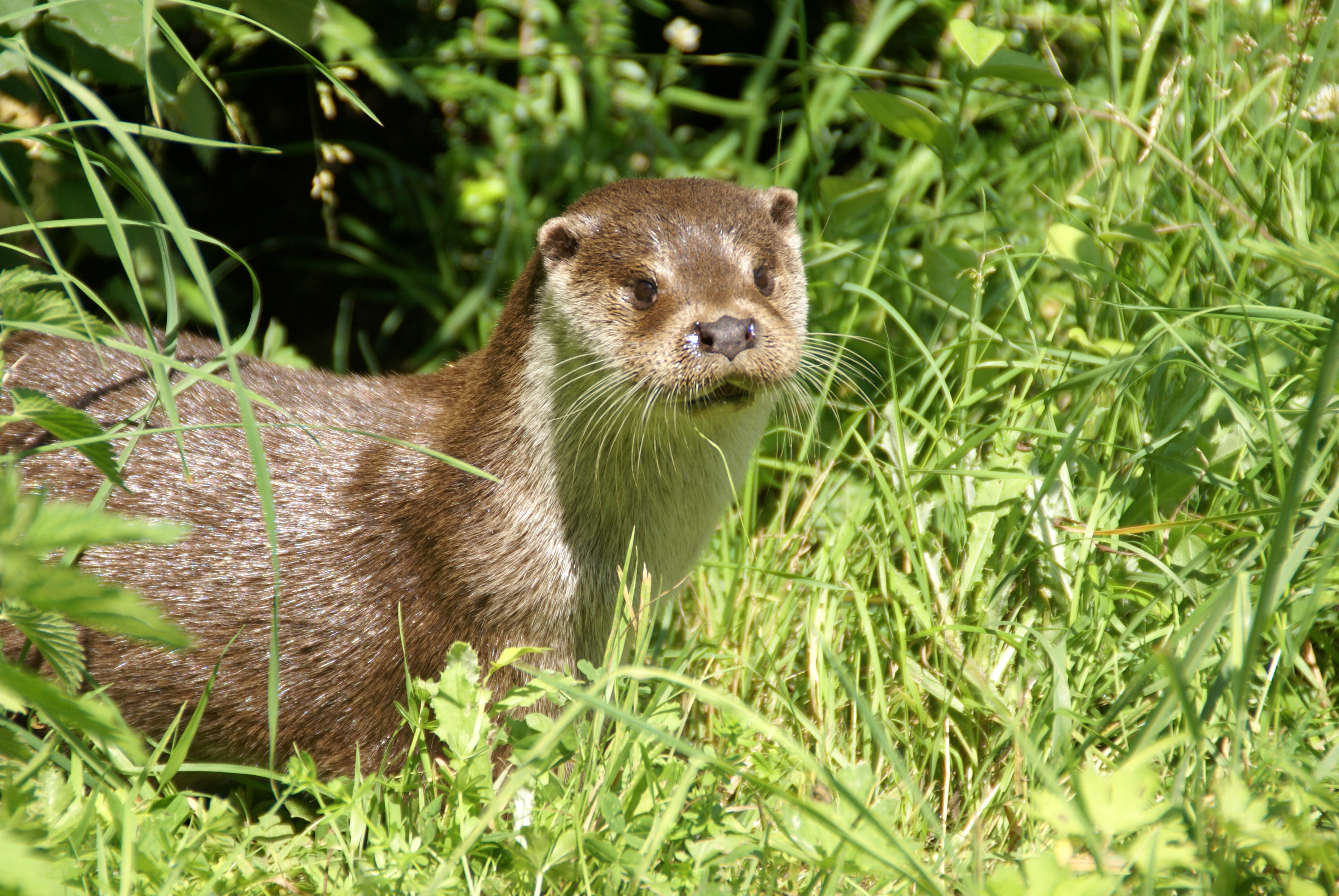
la Loutre d’Europe (Lutra lutra).
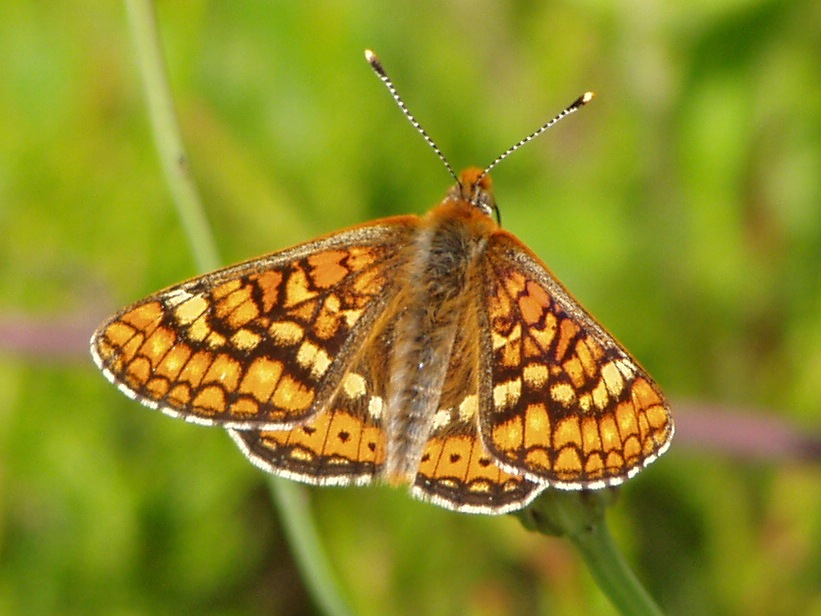
le Damier de la succise (Euphydryas aurinia).
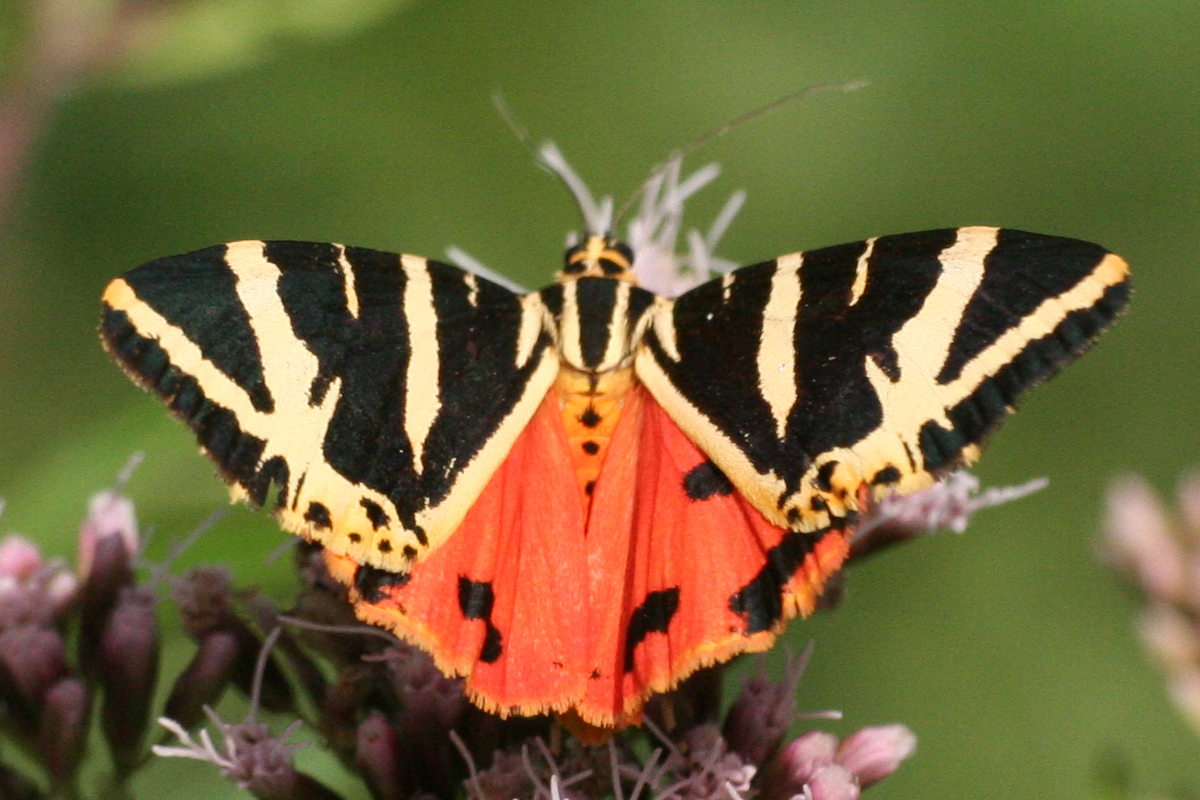
l'Écaille chinée ou Callimorphe (Euplagia quadripunctaria).
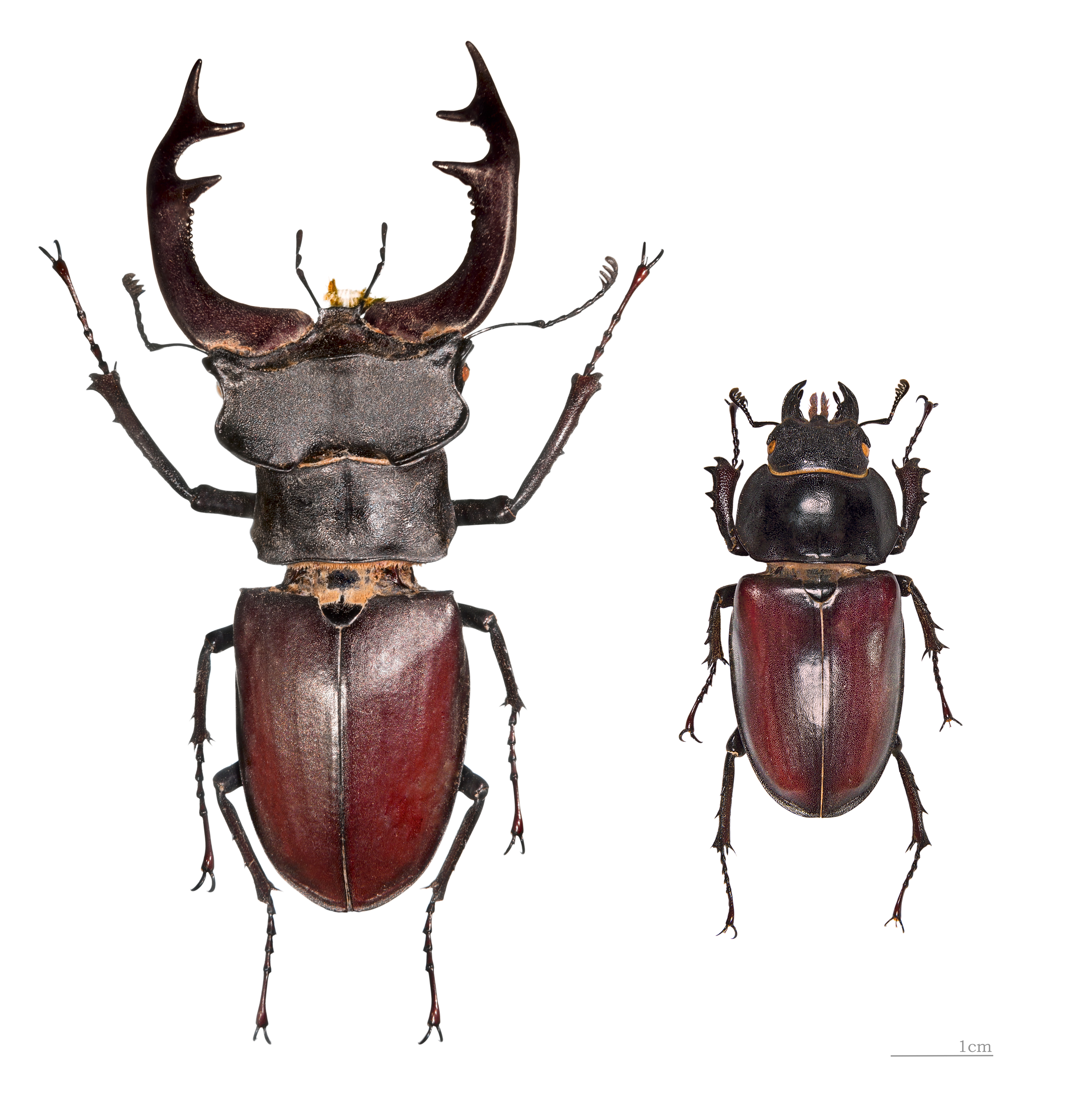
le Lucane cerf-volant (le mâle) ou la Grande biche (la femelle) (Lucanus cervus).
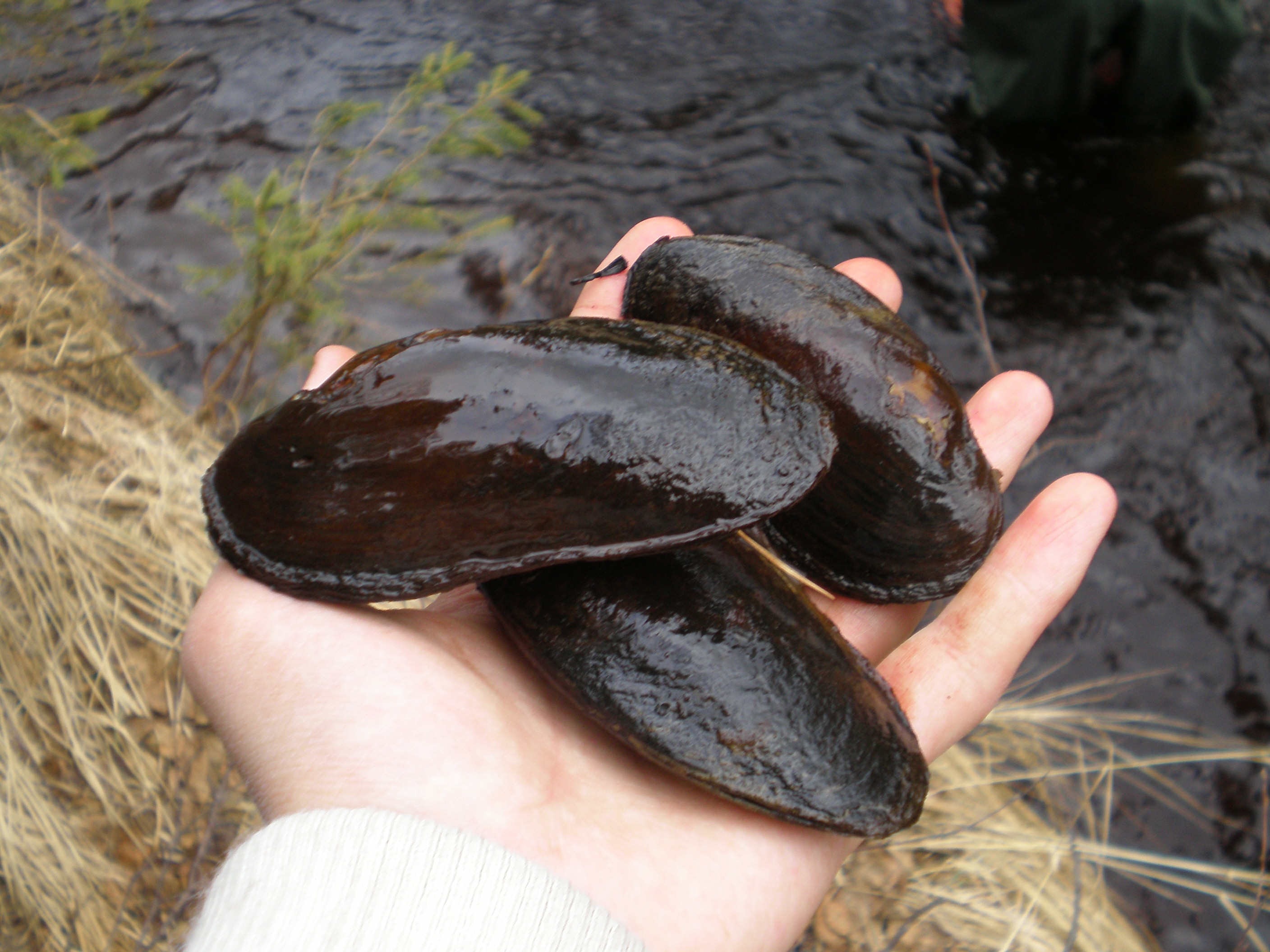
et la Moule perlière d'eau douce (Margaritifera margaritifera).

Les conditions de vie de cette moule perlière d'eau douce étant mauvaises, elle ne produit plus de perles depuis de nombreuses décennies.

### Personnalités liées à la commune
- Saint Léonard de Noblac (Ve siècle) qui fut ermite dans la région de l’actuelle Saint-Léonard-de-Noblat et qui selon une légende locale aurait fréquenté la grotte sur la Vienne aujourd'hui ornée de sa statue.
- Philippe VI le Bel (1268 - 1314), roi de France de 1285 à 1314, qui est le fondateur de la bastide en 1289.
- Charles VI le Bel (1294 - 1328), roi de France de 1322 à 1328, quatrième fils de Philippe IV le Bel. C’est le plus illustre des visiteurs qu'a connu la bastide où il fit un passage le 29 février 1324.
- Raynaud de La Porte (vers 1260/1265 - 1325), évêque de Limoges (1294 - 1316), qui donna en 1300 l’autorisation aux consuls de la bastide d’y avoir leur propre lieu de culte, un cimetière et des fonts baptismaux.

## Pour approfondir